# Cagliari
Cagliari (AFI: /ˈkaʎʎari/ ; Castéddu in sardo, AFI: [kasˈteɖːu] ) è un comune italiano di 146 485 abitanti capoluogo della regione autonoma della Sardegna e dell'omonima città metropolitana. La popolazione della sua area urbana funzionale, la zona di pendolarismo di Cagliari, è di 462.000 abitanti circa. Cagliari è la 27ª città più popolosa d'Italia e la più popolosa dell'isola di Sardegna.
Sede universitaria e arcivescovile e città dalla storia plurimillenaria, è il centro amministrativo storico dell'isola, essendo stata, sotto la denominazione di Caralis, capoluogo della provincia di Sardinia et Corsica durante il periodo romano, e poi capitale e sede degli stamenti del Regno di Sardegna dal 1324/1355 al 1847. Nel 2015 è stata proclamata Capitale italiana della cultura.
Il suo porto è classificato "internazionale" per via della sua importanza; svolge funzioni commerciali, industriali, turistiche e di servizio per passeggeri.

## Geografia fisica

### Territorio
Cagliari si affaccia al centro dell'omonimo golfo, nella costa meridionale della Sardegna. 
Si sviluppa intorno al colle dello storico quartiere di Castello ed è delimitata ad est dalla Sella del Diavolo e dal parco naturale regionale Molentargius-Saline, a ovest dallo stagno di Cagliari, a sud dal mar Tirreno e a nord dal colle di San Michele e dalla pianura del Campidano.
Il territorio comunale si estende per 86,05 km², più del 40% dei quali sono occupati dalle aree umide degli stagni, delle lagune, dei bacini artificiali e delle saline.
Ha in comune con Roma, Lisbona, Praga e Istanbul il fatto di essere stata costruita su sette colli calcarei che identificano altrettanti quartieri cittadini: Castello, Tuvumannu/Tuvixeddu, Monte Claro, Monte Urpinu, Colle di Bonaria, Colle di San Michele, Calamosca/Sella del Diavolo. A questi vanno aggiunti Montixeddu, Monte Mixi e Cuccuru 'e Serra, situati su rilievi più bassi. La città è caratterizzata infatti da zone collinari, dove sono situati i quartieri storici, e da zone pianeggianti, dove sorge la maggior parte dei quartieri nati a partire dal XIX secolo.

### Clima

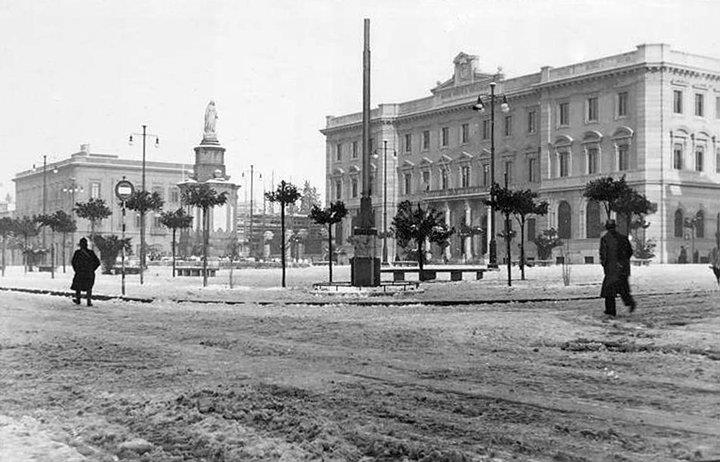
Un'inusuale nevicata a Cagliari in piazza del Carmine

Il clima è tipicamente mediterraneo, con inverni miti ed estati calde e siccitose. I valori estremi estivi talvolta superano di poco i 40 °C (a volte con tassi di umidità assai elevati), mentre quelli invernali scendono leggermente sotto lo zero, ma solo in condizioni particolari e rare. Frequenti i venti, soprattutto il maestrale e lo scirocco; d'estate la brezza marina diurna da scirocco (detto s'imbattu in cagliaritano) abbassa la temperatura e rende più tollerabile la calura. 
Secondo la stazione meteorologica di Cagliari Elmas, la temperatura media annua si attesta sui 17,7 °C, ma all'interno della città soprattutto le temperature minime risultano più alte di qualche grado.
L'ultima nevicata con accumulo è stata registrata nel gennaio del 1993.
| Cagliari Elmas (1981-2010)         | Mesi        | Mesi        | Mesi        | Mesi        | Mesi        | Mesi        | Mesi        | Mesi        | Mesi        | Mesi        | Mesi        | Mesi        | Stagioni | Stagioni | Stagioni | Stagioni | Anno  |
| Cagliari Elmas (1981-2010)         | Gen         | Feb         | Mar         | Apr         | Mag         | Giu         | Lug         | Ago         | Set         | Ott         | Nov         | Dic         | Inv      | Pri      | Est      | Aut      | Anno  |
| ---------------------------------- | ----------- | ----------- | ----------- | ----------- | ----------- | ----------- | ----------- | ----------- | ----------- | ----------- | ----------- | ----------- | -------- | -------- | -------- | -------- | ----- |
| T. max. media (°C)                 | 14,4        | 15,0        | 17,1        | 19,5        | 23,8        | 28,2        | 31,4        | 31,7        | 27,9        | 23,7        | 18,8        | 15,5        | 15,0     | 20,1     | 30,4     | 23,5     | 22,3  |
| T. min. media (°C)                 | 5,4         | 5,5         | 7,2         | 9,4         | 13,1        | 16,8        | 19,7        | 20,2        | 17,5        | 14,1        | 9,9         | 6,8         | 5,9      | 9,9      | 18,9     | 13,8     | 12,1  |
| T. max. assoluta (°C)              | 21,0 (2002) | 22,4 (2010) | 26,2 (2001) | 29,0 (2006) | 34,6 (2006) | 39,0 (2007) | 43,6 (1983) | 41,4 (1999) | 35,4 (2008) | 31,8 (1999) | 26,4 (2005) | 23,4 (2009) | 23,4     | 34,6     | 43,6     | 35,4     | 43,6  |
| T. min. assoluta (°C)              | −4,8 (1981) | −3,0 (1999) | −2,2 (1998) | −0,4 (1995) | 4,8 (1987)  | 8,8 (1986)  | 11,8 (1991) | 12,6 (1981) | 9,0 (2001)  | 5,0 (2007)  | −2,0 (1998) | −3,4 (1996) | −4,8     | −2,2     | 8,8      | −2,0     | −4,8  |
| Giorni di calura (Tmax ≥ 30 °C)    | 0           | 0           | 0           | 0           | 1,0         | 8,6         | 21,2        | 23,3        | 6,0         | 0,2         | 0,0         | 0,0         | 0,0      | 1,0      | 53,1     | 6,2      | 60,3  |
| Giorni di gelo (Tmin ≤ 0 °C)       | 1,8         | 0,9         | 0,4         | 0,1         | 0,0         | 0,0         | 0,0         | 0,0         | 0,0         | 0,0         | 0,1         | 0,8         | 3,5      | 0,5      | 0,0      | 0,1      | 4,1   |
| Precipitazioni (mm)                | 40,7        | 40,4        | 33,6        | 42,2        | 20,7        | 10,0        | 3,1         | 7,5         | 35,7        | 49,1        | 62,7        | 49,6        | 130,7    | 96,5     | 20,6     | 147,5    | 395,3 |
| Giorni di pioggia                  | 7           | 6           | 6           | 7           | 4           | 2           | 1           | 1           | 5           | 6           | 8           | 8           | 21       | 17       | 4        | 19       | 61    |
| Eliofania assoluta (ore al giorno) | 4,8         | 5,8         | 6,7         | 7,3         | 8,7         | 10,4        | 11,0        | 10,3        | 8,1         | 6,7         | 5,0         | 4,1         | 4,9      | 7,6      | 10,6     | 6,6      | 7,4   |

## Origini del nome

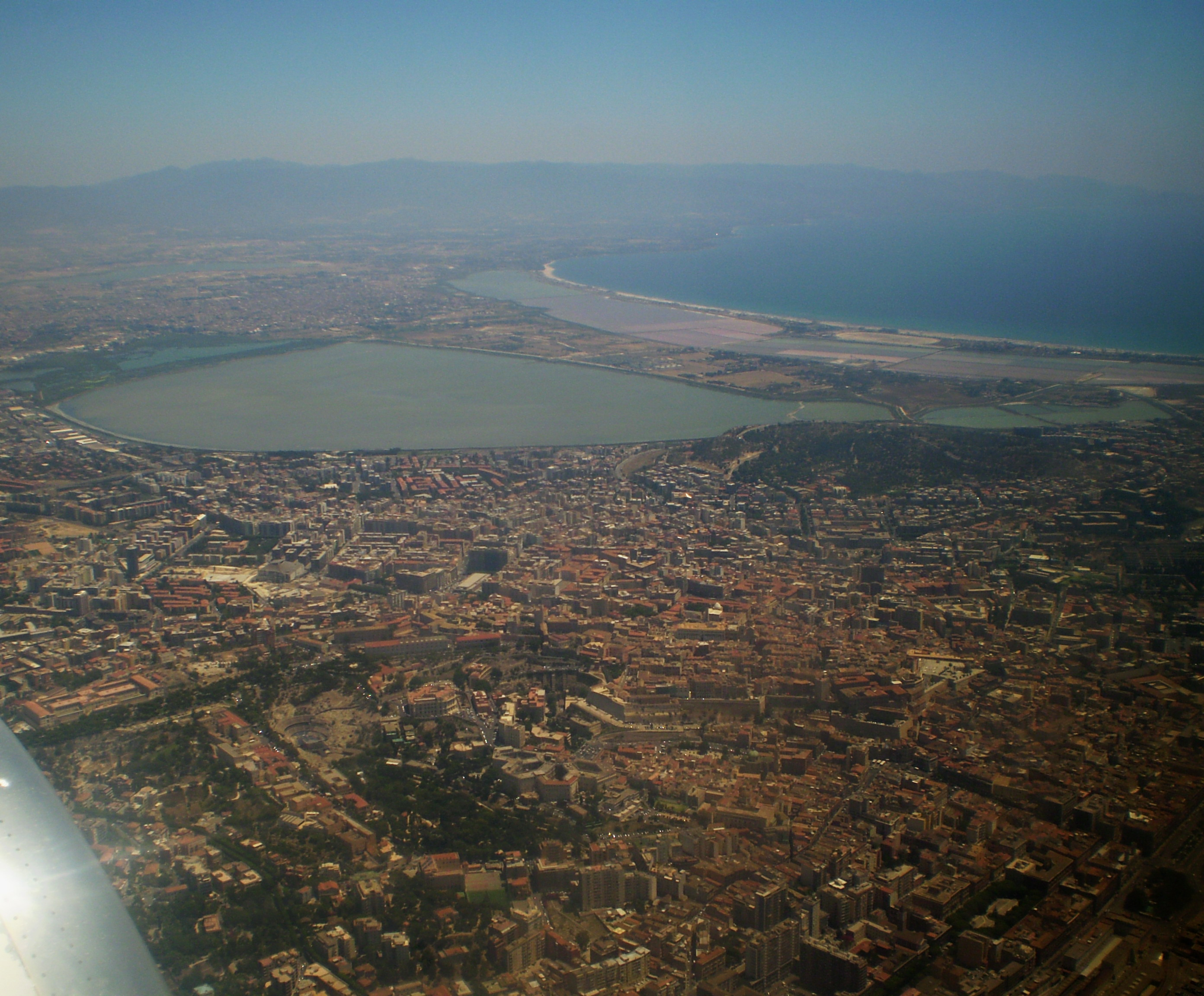
Vista su Cagliari e l'area circostante

Il nome Kalaris, secondo Max Leopold Wagner ascrivibile al protosardo, è composto dalla radice *kar e dal suffisso -ali e trova riscontri nei toponimi Carale di Austis, Carallai di Sorradile, Caraglio della Corsica, Caralis della Panfilia e dell'Isauria e Caralitis della Pisidia. "Kar" negli antichi linguaggi mediterranei significava "pietra, roccia" e il suffisso "al" dava valore collettivo; si sarebbe formato così Karali, che significherebbe "località rocciosa". Per il linguista Guido Borghi, il toponimo potrebbe derivare invece dal protoindoeuropeo *Ḱr̥hₐ-ĕ-lĭ-s o *ḱr̥r-ăhₐ, con il significato di "piccolo capo" o "testa".
Cagliari era chiamata Krly dai fenicio-punici, mentre in latino era Caralis o al plurale Carales; quest'ultima forma è attestata per la prima volta nel Bellum Africum e secondo un'interpretazione storico-linguistica potrebbe essere connessa all'esistenza, nel primo periodo romano, di due comunità distinte: quella più antica della vecchia città punica e quella più recente rappresentata dagli immigrati romano-italici del vicus munitus Caralis (citato da Publio Terenzio Varrone), poi fusesi nel corso del II secolo a.C..
Durante l'epoca giudicale il centro della città divenne il borgo di Santa Igia (contrazione di Santa Cecilia). Con l'arrivo dei Pisani (1216/1217) e la distruzione di Santa Igia (1258), Cagliari venne identificata nei documenti dell'epoca come Castellum Castri de Kallari e successivamente come Castell de Càller in catalano. L'attuale toponimo Cagliari deriva dalla pronuncia in spagnolo di Callari. In lingua sarda il nome attuale Castéddu verrebbe dall'identificazione della città con il quartiere fortificato di Castello, edificato durante la dominazione pisana.

## Storia

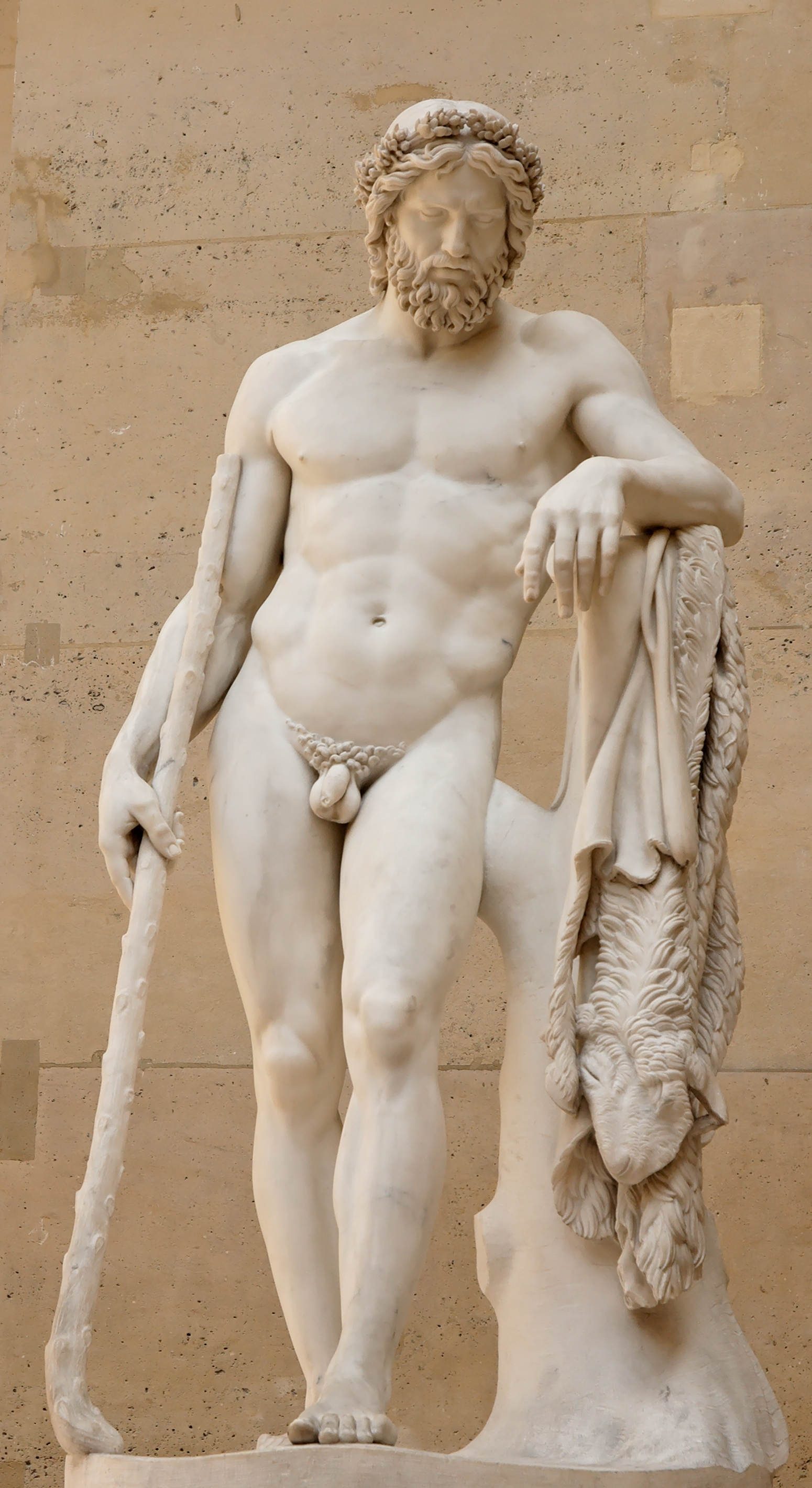
Statua di Aristeo, il mitico fondatore di Caralis (Museo del Louvre)

### La fondazione di Cagliari secondo la leggenda
La leggenda, narrata dallo scrittore latino Gaio Giulio Solino, vuole che Caralis sia stata fondata da Aristeo, figlio del dio Apollo e della ninfa Cirene, giunto in Sardegna dalla Beozia nel XV secolo a.C. circa. Aristeo introdusse in Sardegna la caccia e l'agricoltura, riappacificò le popolazioni indigene in lotta fra di loro e fondò appunto la città di Caralis, sulla quale in seguito regnò. Secondo alcune fonti, Aristeo venne accompagnato in Sardegna da Dedalo, il quale, secondo gli antichi greci, sarebbe l'artefice delle imponenti opere dedalee (i nuraghi) presenti sull'isola.

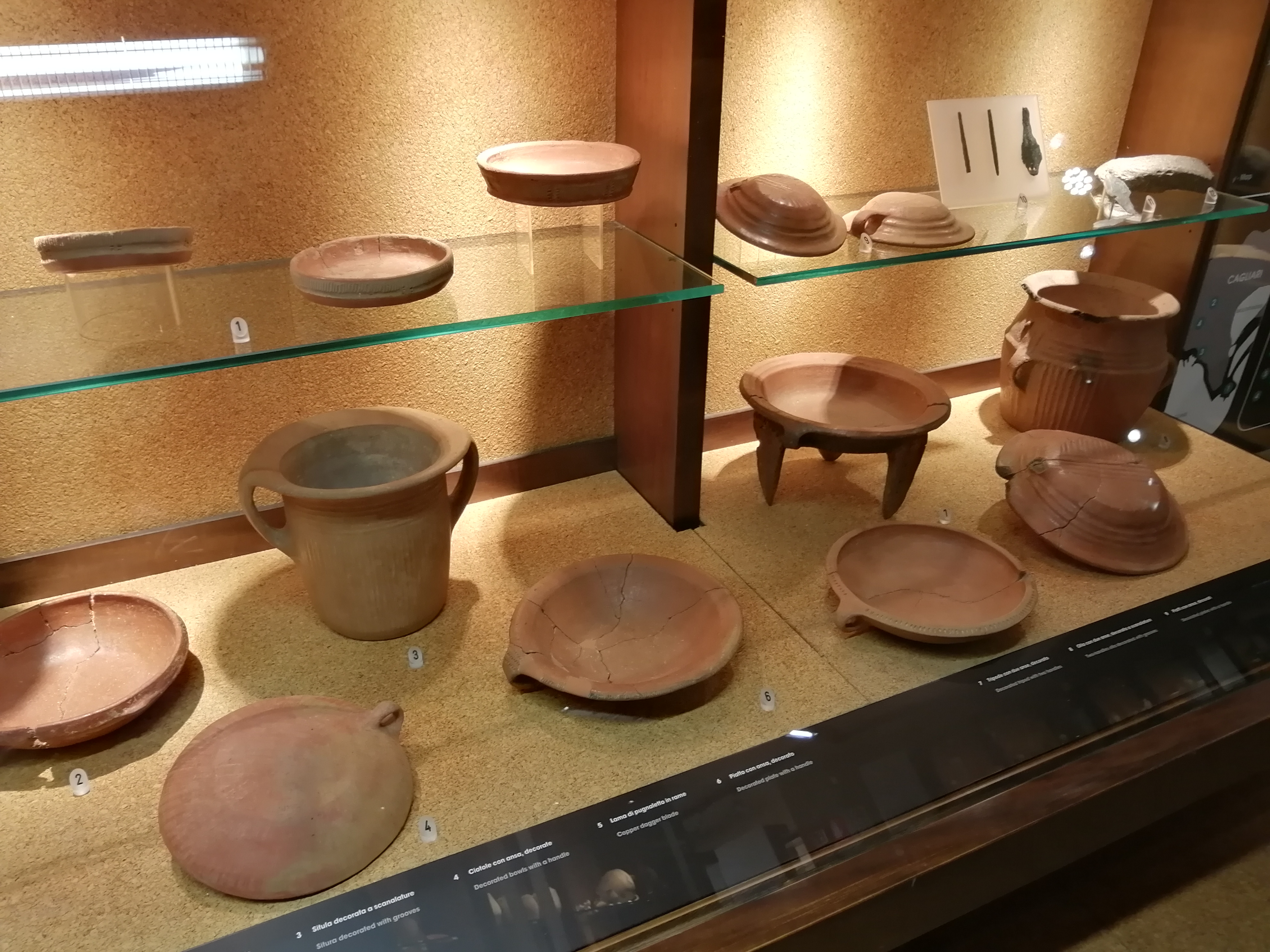
Ceramiche della cultura di Monte Claro, Museo archeologico nazionale di Cagliari

### Preistoria e storia antica
Alcune domus de janas e resti di capanne del IV - III millennio a.C. scoperte a San Bartolomeo e sul colle di Sant'Elia confermano che la zona dove sorge l'odierna città fu abitata fin dal Neolitico; le risorse del mare, degli stagni e del fertile terreno della pianura campidanese garantivano il sostentamento delle popolazioni del periodo prenuragico. All'Età del rame risalgono i reperti della cultura di Monte Claro, diffusasi in tutta la Sardegna, che prende il nome dall'omonimo colle cagliaritano. Ritrovamenti archeologici dell'Età del bronzo, come ad esempio le ceramiche egee ritrovate nel nuraghe Antigori presso Sarroch, fanno ipotizzare che le popolazioni nuragiche stanziate nell'odierno cagliaritano avessero intrattenuto intensi rapporti commerciali e culturali con i Micenei e sono testimonianza che i suoi porti godevano già allora di vita e di frequentazione; lo stesso mito di Aristeo sulla fondazione di Caralis potrebbe essere nato, in epoca successiva, dal lontano ricordo di questi antiche interazioni fra Sardi e Greci.

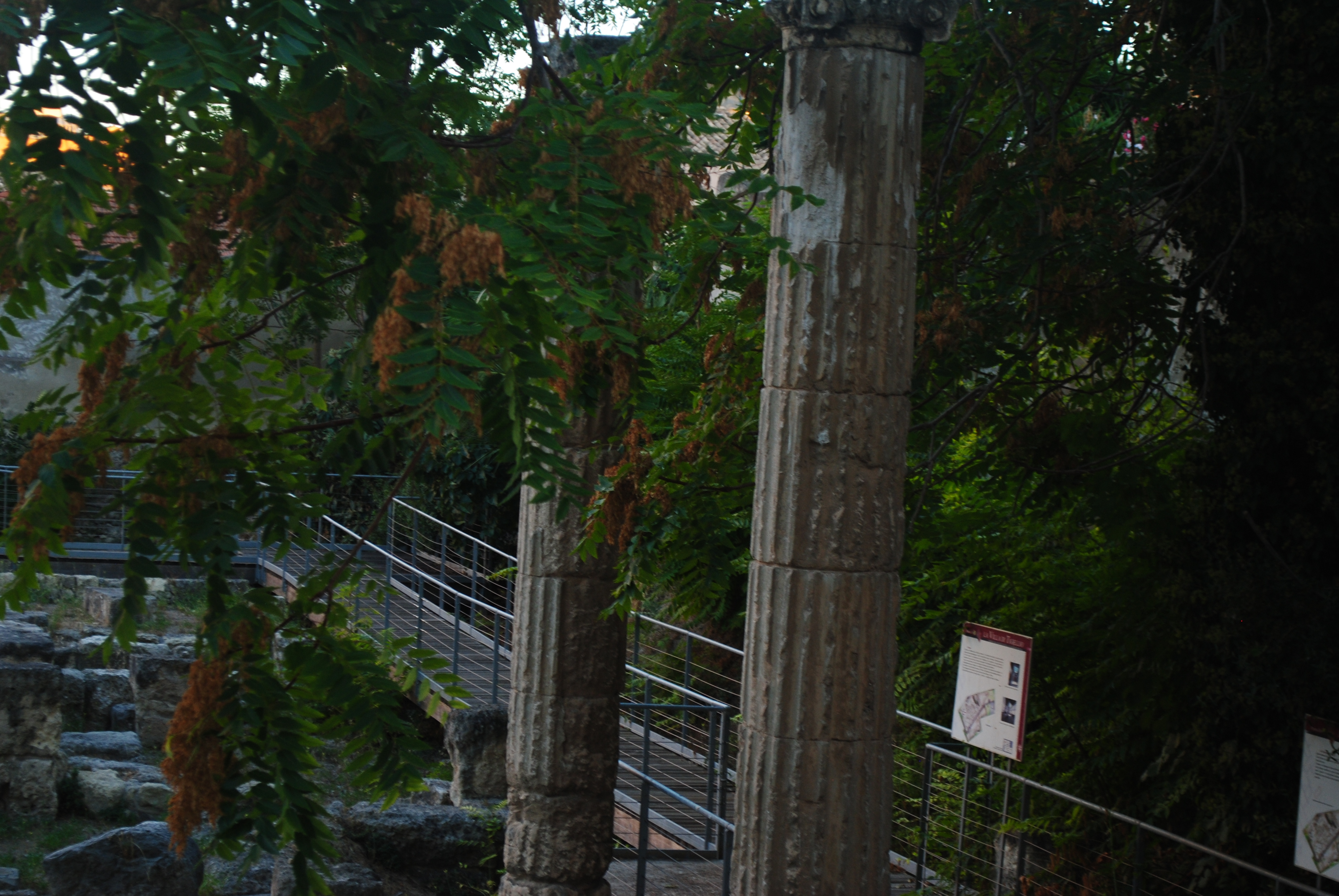
Colonne della villa di Tigellio

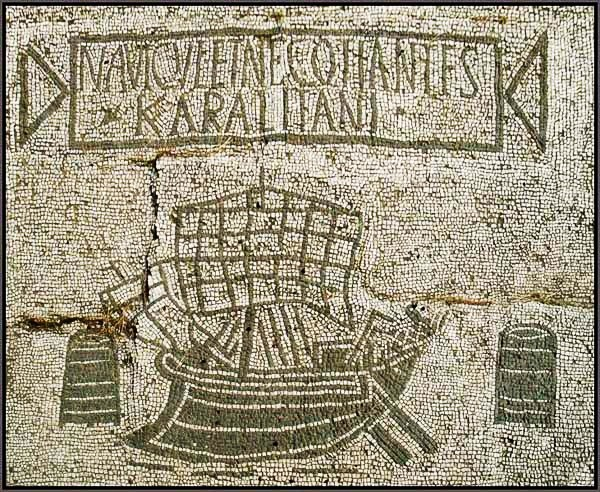
Mosaico dei Navicularii et negotiantes karalitani ("armatori e commercianti di Karalis"), dal piazzale delle Corporazioni di Ostia antica

I Fenici, che frequentarono i porti di Cagliari e di altre zone della Sardegna sin dall'VIII secolo a.C., o in periodo comunque antecedente alla fondazione di Roma, si stanziarono all'imboccatura dello stagno di Santa Gilla. Il poeta romano Claudio Claudiano del IV secolo, descrivendo Karalis, la definisce "Tyrio fundata potenti", ossia fondata dalla potente Tiro (nell'odierno Libano), e i dati archeologici confermano la presenza fenicia nel periodo della cosiddetta "talassocrazia" di Tiro. Passata ai Cartaginesi nel VI secolo a.C., la città conobbe un rapido sviluppo, testimoniato tra l'altro dalla necropoli di Tuvixeddu, ritenuta la più vasta necropoli punica del Mediterraneo.

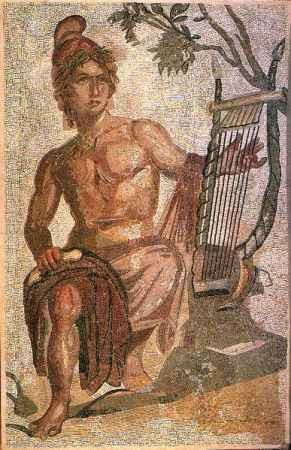
Mosaico dell'Orfeo da Cagliari, Museo di antichità di Torino

Divenuta il centro principale dell'isola, ormai in gran parte sotto l'influenza di Cartagine, passò ai Romani con tutta la Sardegna e la Corsica nel 238 a.C., all'indomani della prima guerra punica. Nei secoli successivi la Karalis romana mantenne il suo ruolo di metropoli sarda e nel 46 a.C. Cesare la premiò per averlo sostenuto nello scontro con Pompeo concedendole lo stato giuridico di municipio. Alla morte di Cesare i cittadini gli rimasero fedeli e si schierarono dalla parte del figlio adottivo Ottaviano contro Sesto Pompeo. Dopo la vittoria di Ottaviano, in età imperiale, ci fu un lungo periodo di tranquillità politica e di grande sviluppo economico. L'aspetto dell'abitato subì numerosi mutamenti durante la lunga dominazione romana, di cui sono notevoli i resti, che comprendono  l'anfiteatro e le ville suburbane, come la cosiddetta Villa di Tigellio.
Alla metà del V secolo la città cadde sotto l'occupazione dei Vandali d'Africa, comandati dal re Genserico. Caralis fece parte del regno dei Vandali per circa ottant'anni, divenendo per un breve lasso di tempo capitale di un regno sardo indipendente proclamato dal funzionario germanico ribelle Goda. Fu riconquistata dai Romani d'Oriente, o Bizantini, di Giustiniano nel 534 d.C. ed entrò nel sistema amministrativo bizantino come sede del preside, funzionario imperiale a capo di tutta la Sardegna, sottoposta all'esarcato d'Africa. Durante la guerra gotica, che imperversava nella penisola, contingenti ostrogoti occuparono per un breve periodo la città che passò poi nuovamente ai Bizantini. Nel 599 d.C. la flotta longobarda di Agilulfo compì un'incursione di saccheggio nelle coste cagliaritane ma venne respinta dalle milizie locali.

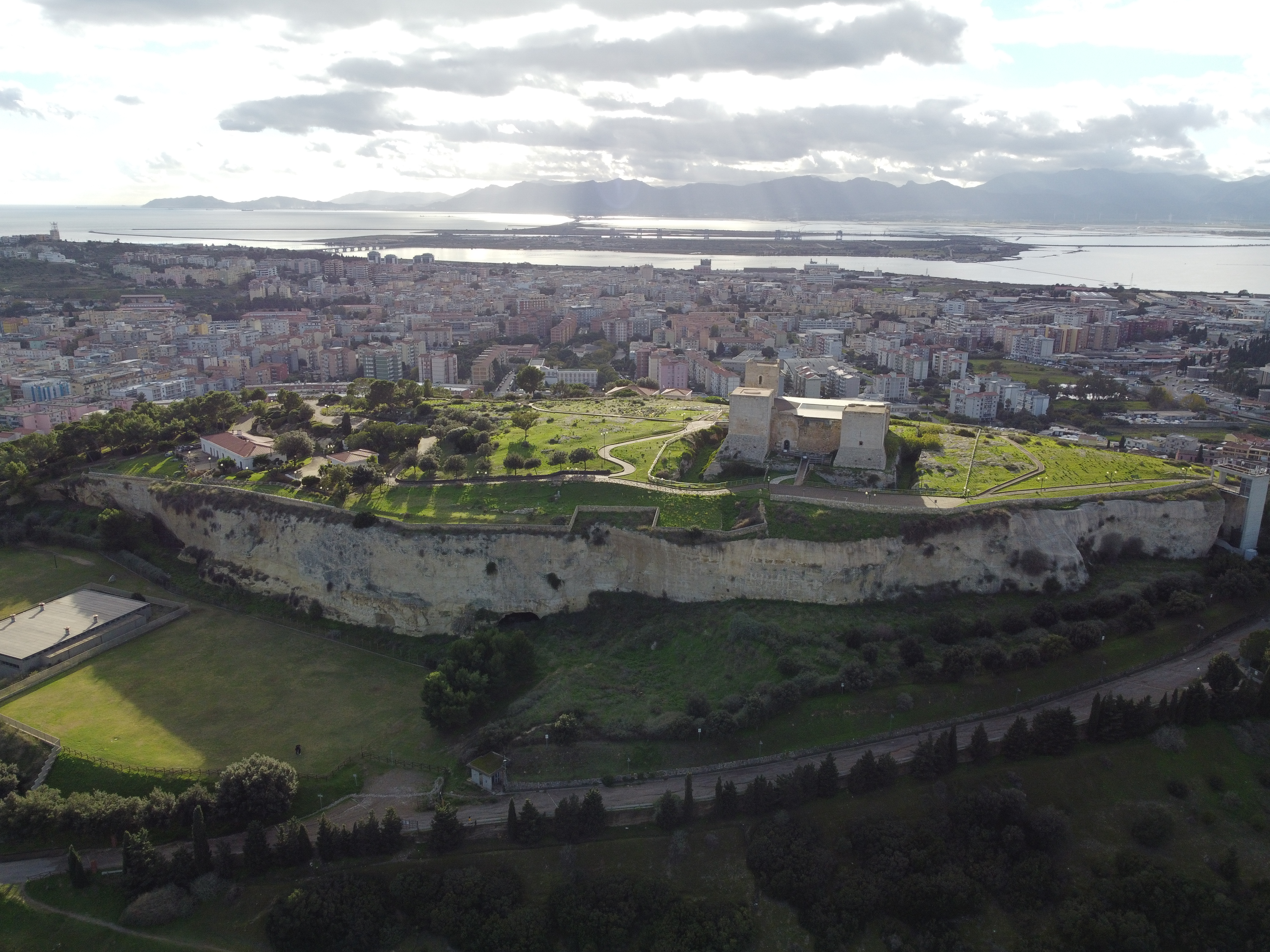
Il castello di San Michele, sull'omonimo colle, era parte delle fortificazioni di Santa Igia. In seguito fu residenza della famiglia Carroz

### Storia medievale
Con la divisione dell'isola in quattro Stati detti giudicati, la città, da secoli in fortissima recessione demografica e ormai ridotta al borgo di Santa Igia o Santa Gilla, rimase a capo del giudicato che ne prese il nome. Aveva subìto secoli di incursioni saracene, contrastate dal principio dell'XI secolo con l'aiuto delle potenze navali di Pisa e Genova. È nota la progressiva ingerenza che le due città marinare esercitarono da allora sulla Sardegna. Il Giudicato cagliaritano, fin dalle sue più antiche attestazioni, rientrò nell'orbita dei Pisani e dei Genovesi; furono i primi che finirono con l'impadronirsene. Nel 1215, un anno dopo la morte del giudice Guglielmo I Salusio IV, di fronte alla possibilità di un'alleanza tra la nuova giudicessa Benedetta e Genova, il pisano Lamberto Visconti di Eldizio, marito di Elena di Gallura, ottenne con la minaccia delle armi la cessione del colle che sarebbe stato detto di Castello: infatti, quasi a guardia della capitale giudicale, vi venne presto costruita una città fortificata interamente pisana: il Castellum Castri de Kallari (1216/1217). Alla morte di Benedetta le succedette la sorella Agnese in qualità di reggente per il figlio Guglielmo II Salusio V (1232/33-1238).
Nel 1257 il neo-sovrano filoligure Guglielmo III-Salusio VI scacciò i Pisani dalla rocca di Castel di Castro, ceduta l'anno precedente al comune di Genova dal predecessore Giovanni Torchitorio V. Ciò accese l'ira di Pisa e degli altri tre giudicati sardi filopisani che immediatamente attaccarono Guglielmo. Il 20 luglio 1258, dopo un anno di guerra, Santa Igia venne distrutta dalla coalizione guidata da Gherardo e Ugolino della Gherardesca, Guglielmo di Capraia, Giovanni Visconti e l'ammiraglio Ottone Gualduccio, e sulle sue rovine venne sparso il sale; il giudice Guglielmo riuscì a fuggire a Genova dove morì nello stesso anno. Ebbe così fine il giudicato di Cagliari che venne smembrato in tre parti: la parte settentrionale fu annessa dal giudicato di Arborea, la parte orientale dal giudicato di Gallura, l'area occidentale fu assegnata alla famiglia dei Della Gherardesca, mentre il comune di Pisa mantenne il governo di Castel di Castro, considerato "la chiave del Mediterraneo". Da allora il Castellum Castri si identificò con la stessa Cagliari, come mostra l'attuale nome sardo della città, Castéddu. Nondimeno attorno ad esso si formarono i sobborghi di Stampace (toponimo che si riscontra anche a Pisa) e di Villanova; in queste appendici trovarono asilo i profughi sardi di Santa Igia, esclusi dal Castello, che dipendeva direttamente da Pisa e aveva un ordinamento comunale regolato dal Breve Castelli Castri de Kallari. Il porto di Bagnaria, collegato a Castello dal quartiere fortificato della Marina, era invece regolato dal Breve portus kallaretani.

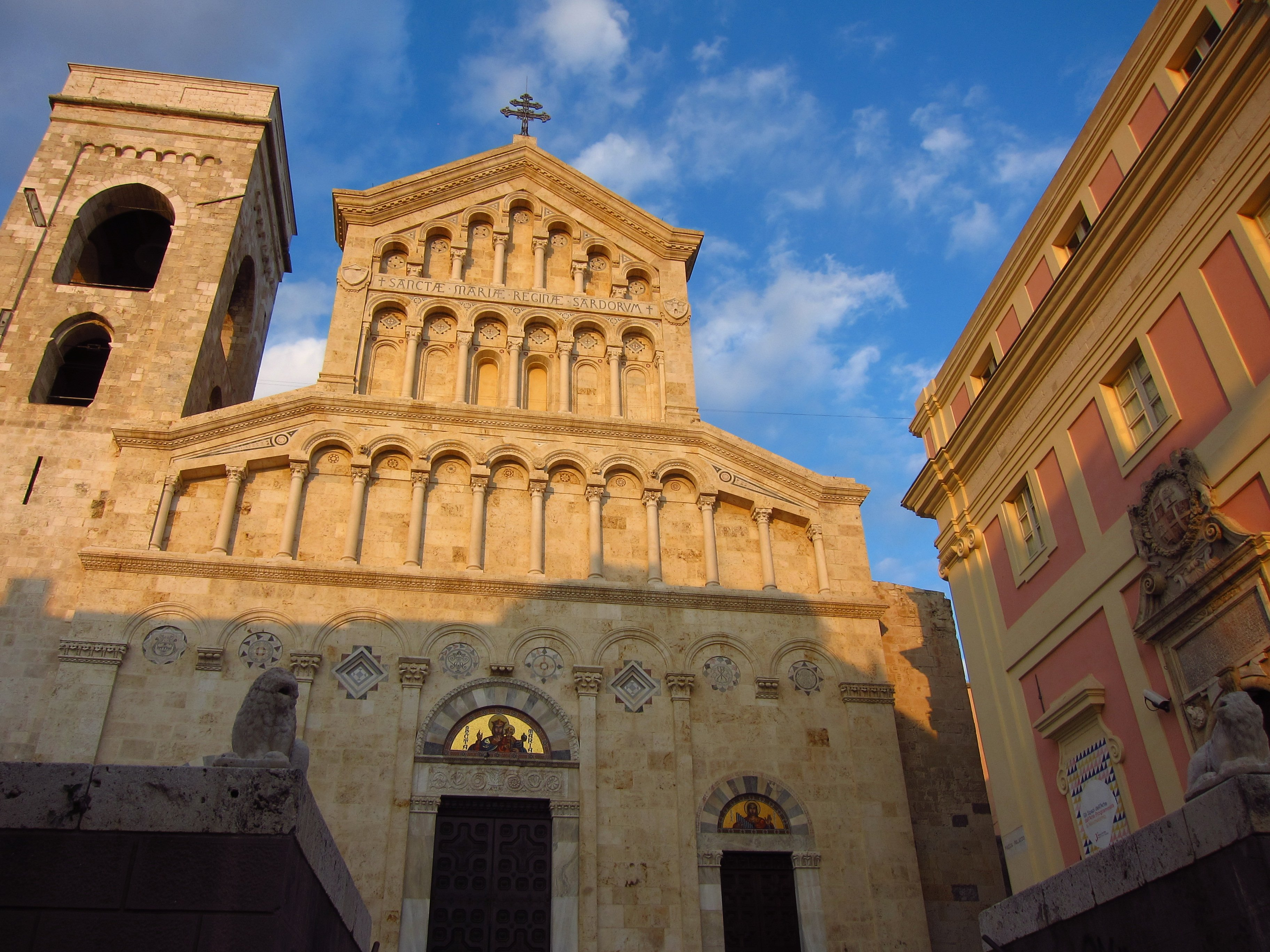
Il duomo e l'ex Palazzo di Città nel quartiere di Castello

Nel luglio del 1270 nel porto della Cagliari pisana fece tappa per circa una settimana l'esercito cristiano al comando del re Luigi IX di Francia, che si apprestava a partecipare all'Ottava crociata contro i musulmani della Tunisia.

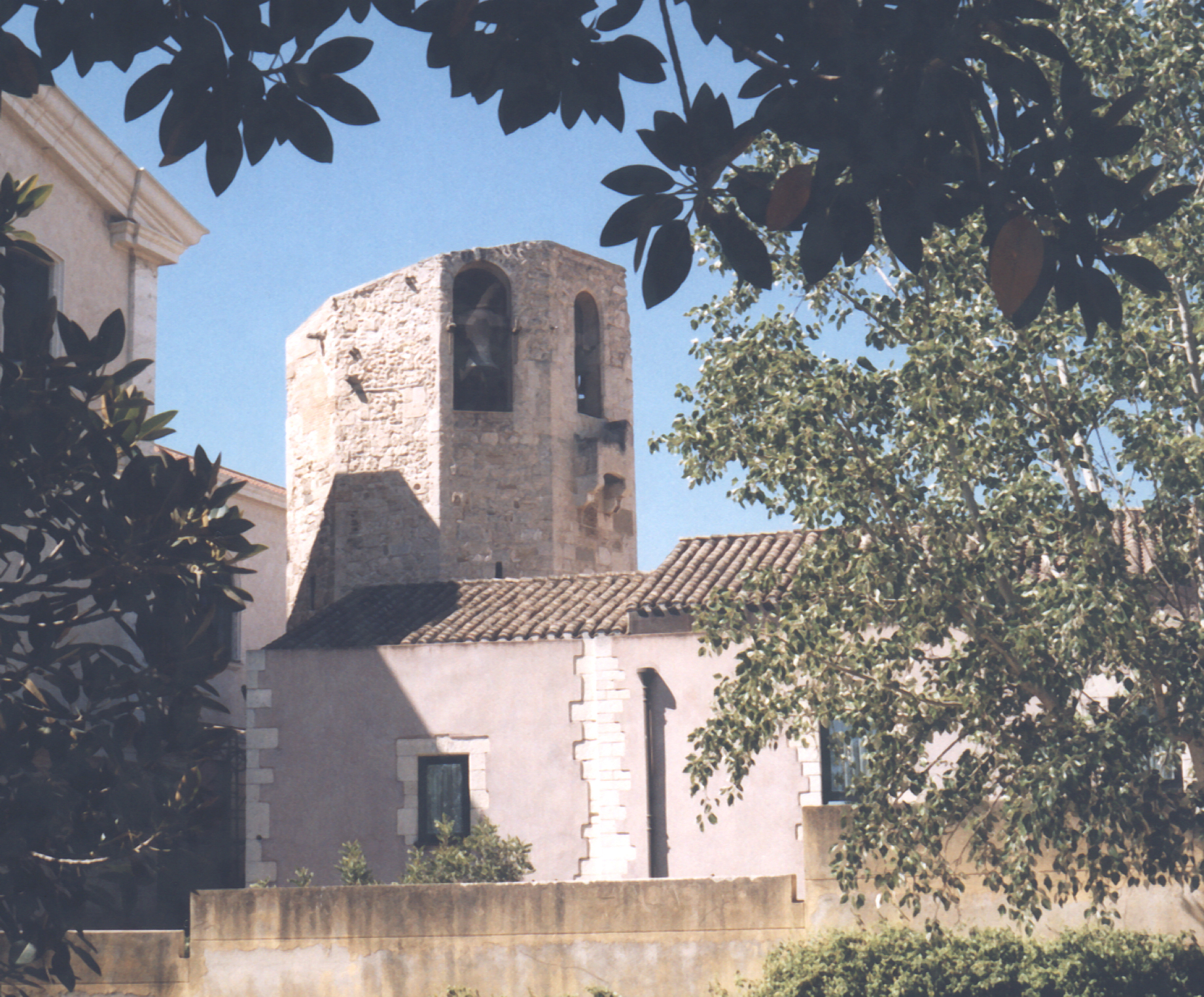
Torre costruita dagli Aragonesi nella cittadella di Bonaria durante l'assedio di Castel di Castro, oggi funge da campanile

Non passarono che pochi decenni e sopraggiunse un'altra dominazione. Questa volta furono gli Aragonesi che, nella loro guerra di conquista della Sardegna (1323-1326), assediando Cagliari, edificarono una loro roccaforte su un altro colle, ancora più meridionale: quello di Bonaria. Tuttavia non distrussero la città nemica, come avevano fatto i Pisani con Santa Gilla, ma anzi, vinta la battaglia di Lucocisterna, lasciarono il Castello infeudato a Pisa. I toscani però non sopportavano la concorrenza del nuovo borgo aragonese di Bonaria, col suo fiorente porto: l'anno seguente ripresero le armi, ma vennero nuovamente sconfitti dagli Aragonesi in una battaglia navale svoltasi nel golfo degli Angeli tra il 26 e il 29 dicembre 1325 e dovettero abbandonare per sempre il Castello. Le loro abitazioni furono riassegnate a sudditi della corona d'Aragona, principalmente catalani trasferitisi da Bonaria. Ai Pisani (i cosiddetti pullini) fu tuttavia permesso di continuare a risiedere alla Marina e nelle altre appendici.
Sotto la dominazione iberica Càller (Cagliari), città reale non sottomessa e sede del viceré, venne dotata di un codice municipale modellato sulla base di quello di Barcellona e divenne la capitale del nuovo regno. Il Castello, riservato ai nuovi dominatori catalano-aragonesi, per ragioni di sicurezza militare venne interdetto agli stranieri e dal 1333 anche ai Sardi (il divieto perdurò fino al XVI secolo); il quartiere del porto, la Bagnaria pisana ormai nota come La Pola, fu potenziato e ampliato. Alcune famiglie di origine iberica che si insediarono a Cagliari in quell'epoca sono tuttora presenti in città; tra le varie si possono ricordare gli Aymerich, gli Amat, i Manca, i Canelles e i Sanjust.
Il 15 febbraio 1355 Pietro IV d'Aragona istituì a Cagliari il parlamento del regno.

### Storia rinascimentale, seicentesca e settecentesca

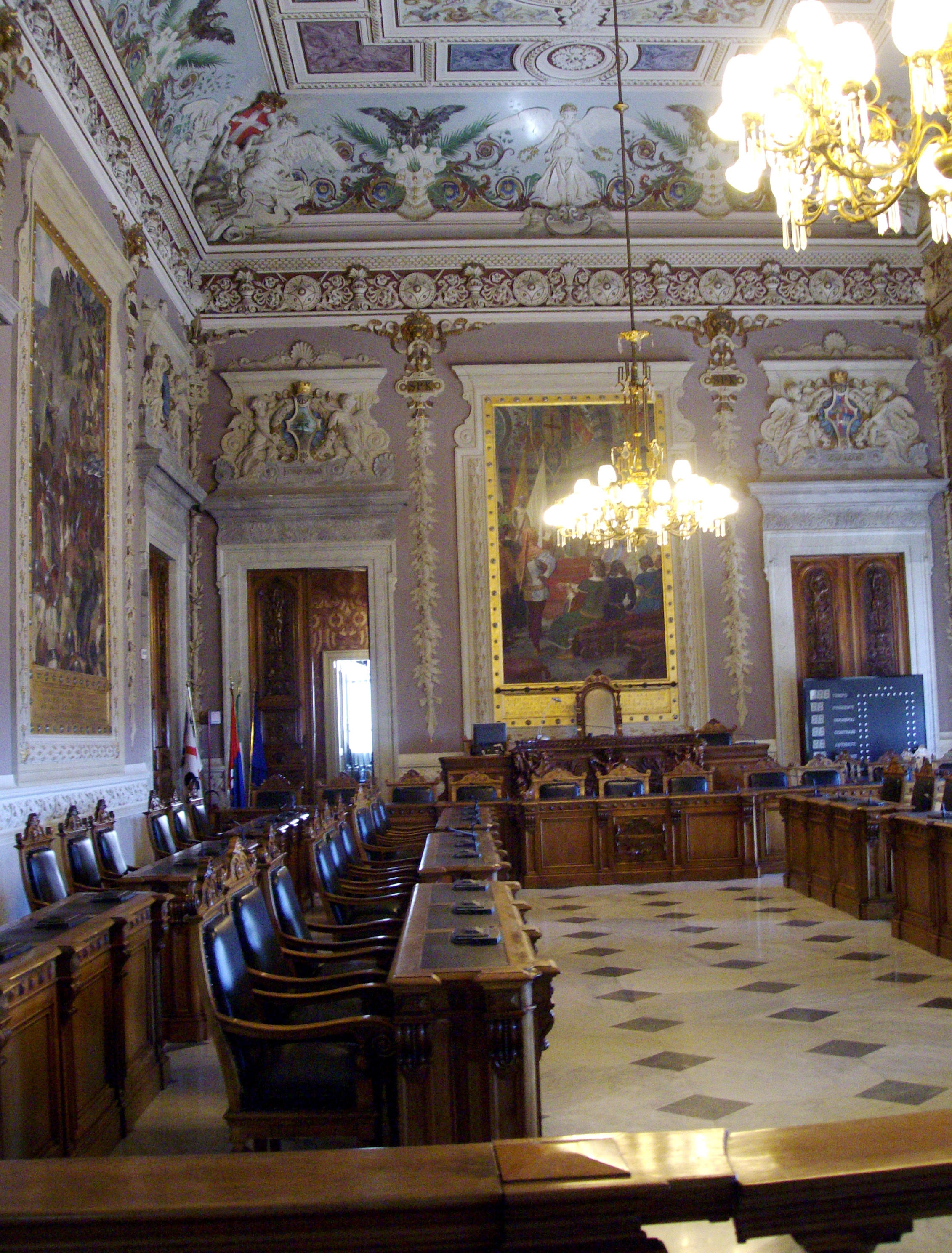
Interno del palazzo regio di Cagliari. Fu dimora dei Viceré e per brevi periodi dei Re di Sardegna fra il 1337 e il 1847.

Conquistata la Sardegna pisana e inglobati i possedimenti dei Malaspina, il regno dovette fronteggiare prima i Doria e poi Mariano IV d'Arborea, il quale nel 1353 aveva scatenato la rivolta contro gli Aragonesi, cosicché il territorio regio si ridusse alle sole città di Cagliari e Alghero, mentre la parte restante divenne parte del giudicato di Arborea, l'unica entità statale isolana rimasta indipendente. Questa situazione si protrasse a fasi alterne fino al 1409, quando una nuova spedizione militare aragonese, guidata da Martino I di Sicilia, sconfisse arborensi e alleati nella battaglia di Sanluri, facendo sì che a partire dal 1420, a seguito della cessione per 100 000 fiorini dei restanti territori del giudicato arborense, il territorio del Regno di Sardegna, con capitale Caller, coincidesse per la prima volta con quello dell'intera isola.

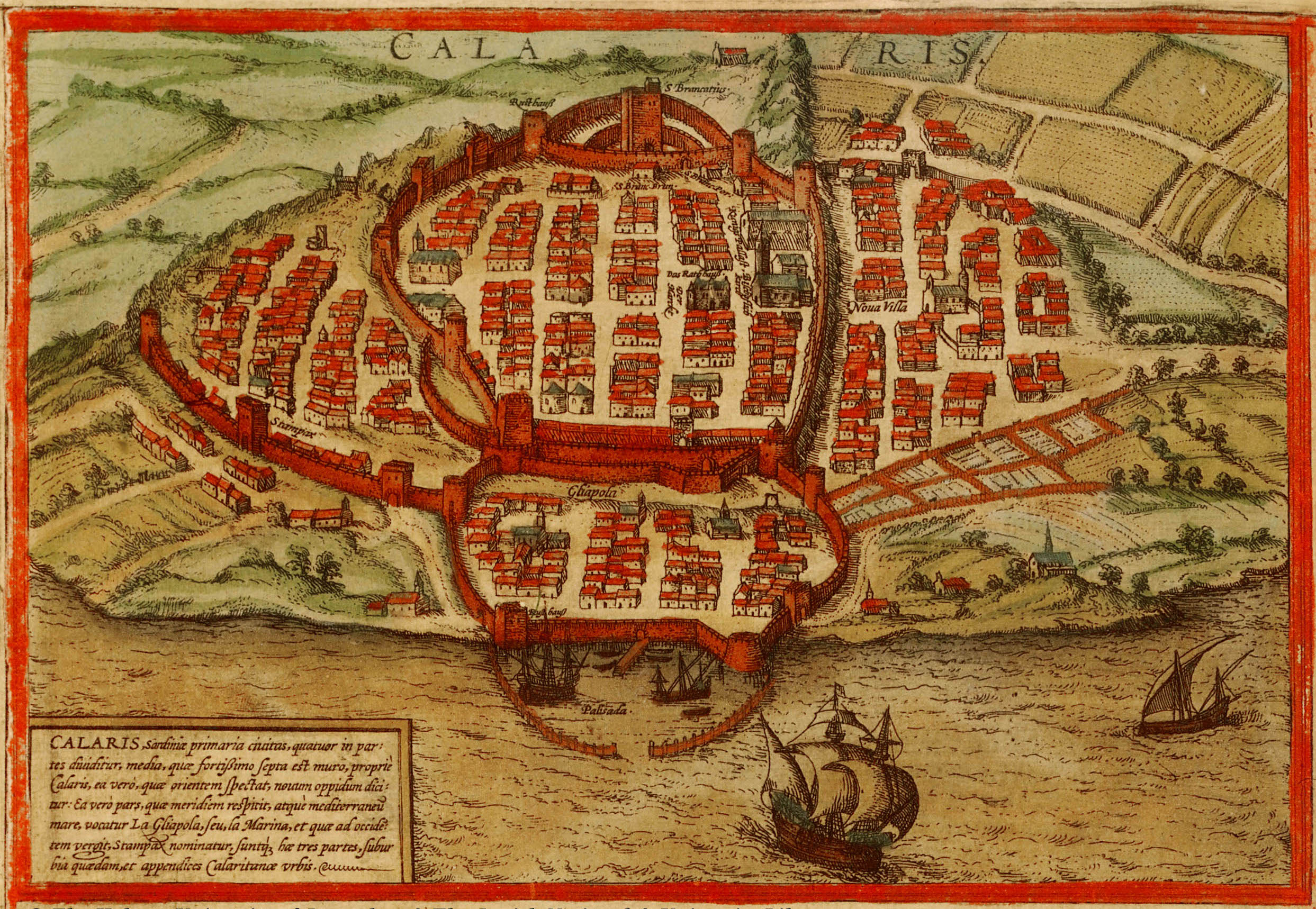
Veduta di Cagliari da "Civitates orbis terrarum" (1572) di Georg Braun

Con il matrimonio di Ferdinando II d'Aragona e Isabella di Castiglia (1469) si ebbe l'unione fra il Regno di Castiglia e León e la Corona d'Aragona (di cui il Regno di Sardegna faceva parte), che mantennero però istituzioni distinte.
Nel 1535 l'imperatore Carlo V d'Asburgo lanciò una grande spedizione navale contro Tunisi; prima di partire verso l'Africa la flotta effettuò un ultimo raduno a Cagliari. La visita del sovrano in città è ricordata da un'epigrafe in latino sopra il portale dell'ex Palazzo di Città e da un pulpito oggi situato nell'atrio della chiesa di San Michele. 
Nel corso dello stesso secolo furono potenziate le fortificazioni con la costruzione dei bastioni, progettati dall'architetto cremonese Rocco Capellino e successivamente modificati dai ticinesi Paleari Fratino, e i diritti e benefici dei catalano-aragonesi furono estesi a tutti i cittadini. A metà del XVI secolo Cagliari, una delle tante città di uno sterminato impero in continua espansione, superava di poco i 10 000 abitanti mentre Barcellona ne contava circa 30 000 e Madrid circa 20 000. La popolazione, seppur piccola, era piuttosto internazionale: c'erano infatti comunità provenienti dalla Spagna (presenti a Cagliari ormai da due secoli), dalla repubblica di Genova (che fondarono l'arciconfraternita dei Genovesi) e da altri antichi Stati italiani ed europei. La lingua più parlata era il catalano, anche se il sardo era ampiamente compreso.

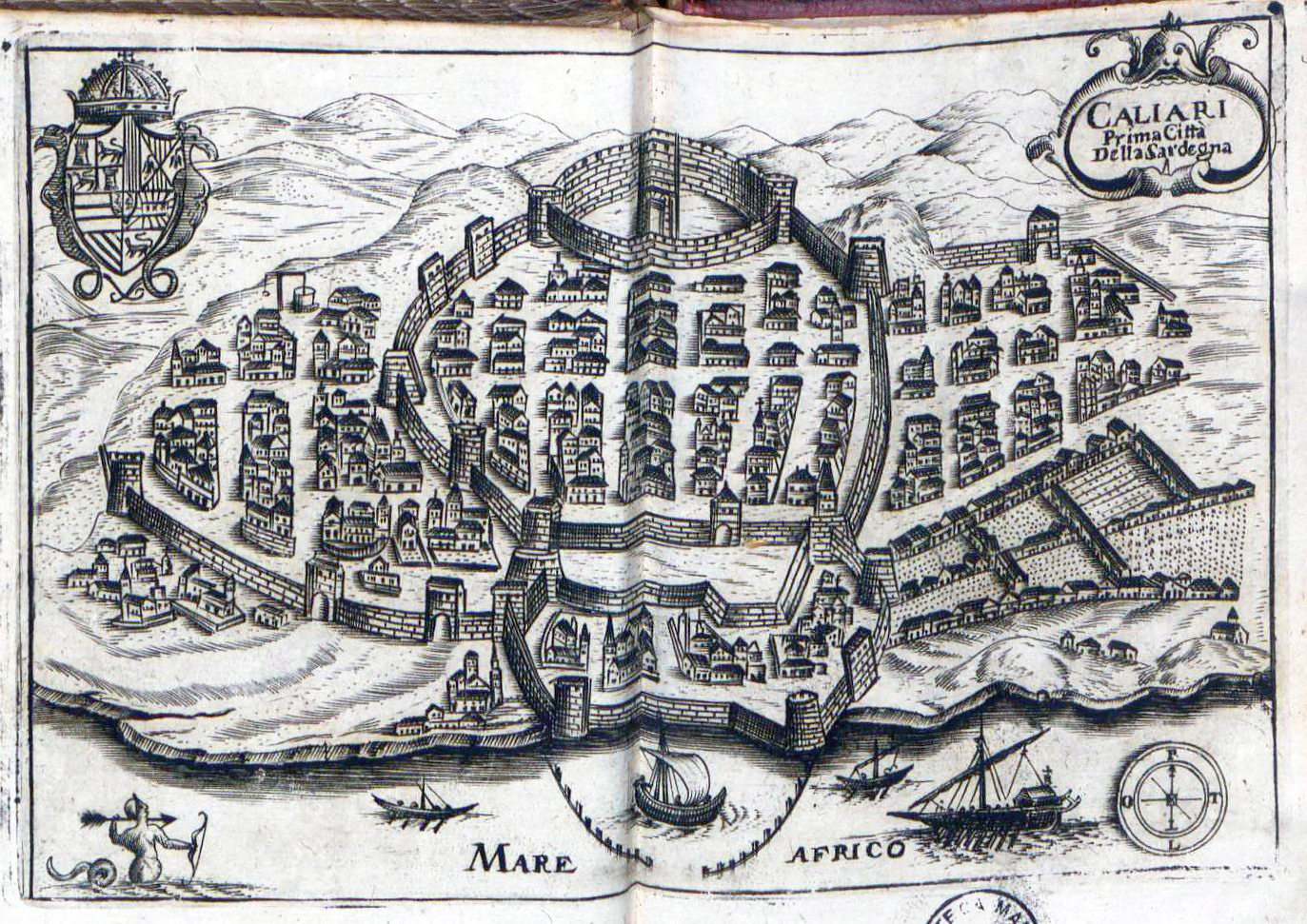
Cagliari nellItinerario di Franz Schott, 1647

La vita intellettuale fu relativamente vivace e nel XVII secolo venne fondata l'università (1607). Tuttavia pian piano la città, pur fortemente ispanizzata, specialmente nel suo tessuto dirigenziale e istituzionale, cominciò a esprimere una certa insofferenza per la dominazione iberica: sentimento che culminò nell'assassinio del viceré Camarassa (1668).
Così nel 1708, durante la Guerra di successione spagnola, i cagliaritani non opposero resistenza all'assedio anglo-olandese, che pose fine all'età spagnola. A seguito del trattato di Utrecht si assistette allo smembramento dei territori europei dell'impero spagnolo e il Regno di Sardegna venne assegnato arbitrariamente prima all'Austria (1713) e successivamente, dopo l'effimera occupazione del cardinale Giulio Alberoni che cercava di riconquistare la Sardegna, agli spagnoli (1717). Cagliari, come deciso al trattato dell'Aia, passò con tutto il Regno sotto il dominio sabaudo l'8 agosto 1720.
L'età delle riforme che seguì in tutta Europa vide la riorganizzazione dell'università, dell'ospedale, dell'archivio di Stato e della biblioteca universitaria e la creazione di una scuola di chirurgia e della stamperia reale. I piemontesi non furono tuttavia ben tollerati. E dopo che Cagliari aveva resistito all'assedio navale dei francesi rivoluzionari (1793), vedendo rifiutata la richiesta di una maggiore autonomia e del rispetto degli antichi privilegi, la città insorse il 27-28 aprile 1794 (oggi festa denominata «Sa die de sa Sardigna») e cacciò temporaneamente i piemontesi; ma la rivolta, fagocitata da una sollevazione anti-feudale nel resto dell'isola, si risolse senza conseguenze.

### Storia ottocentesca

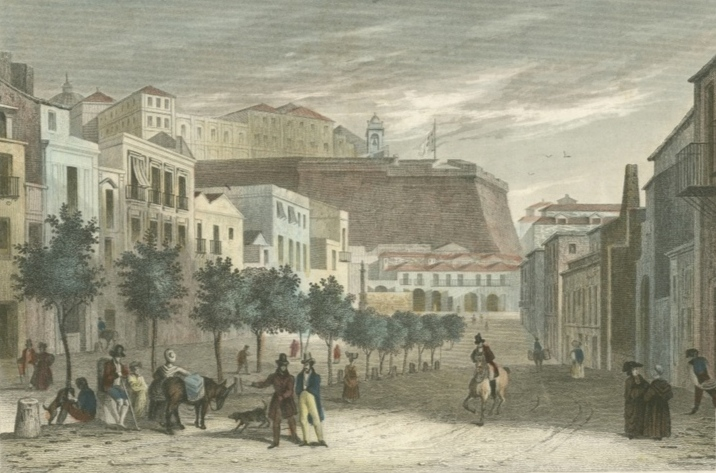
Veduta di Cagliari (1838)

Cagliari, rioccupata, divenne dal 1798 al 1814 non solo la capitale ma anche il centro politico-amministrativo del Regno di Sardegna e ospitò nel Palazzo reale (detto Viceregio) la corte sabauda, cacciata da Torino dai francesi, i quali avevano costituito la Repubblica Piemontese, mentre non avevano potuto conquistare la Sardegna.
La presenza della corte in città non impedì l'insorgere di varie 
sollevazioni contro i Savoia, la più importante delle quali fu la rivolta di Palabanda, dal nome della località in cui si trovava la villa ove venne organizzata. In questi anni si assistette ad un grande sviluppo della città: nel 1811 venne installata la prima illuminazione pubblica e fu sistemata la rete stradale. Tuttavia si verificarono anche periodi di carestia seguiti da un'epidemia di febbre (1816). Nel 1847, così come a Sassari, un moto popolare partito dall'università portò il re Carlo Alberto a riconoscere la fusione dell'isola con gli Stati sardi di terraferma (Ducato di Savoia, Ducato di Genova).

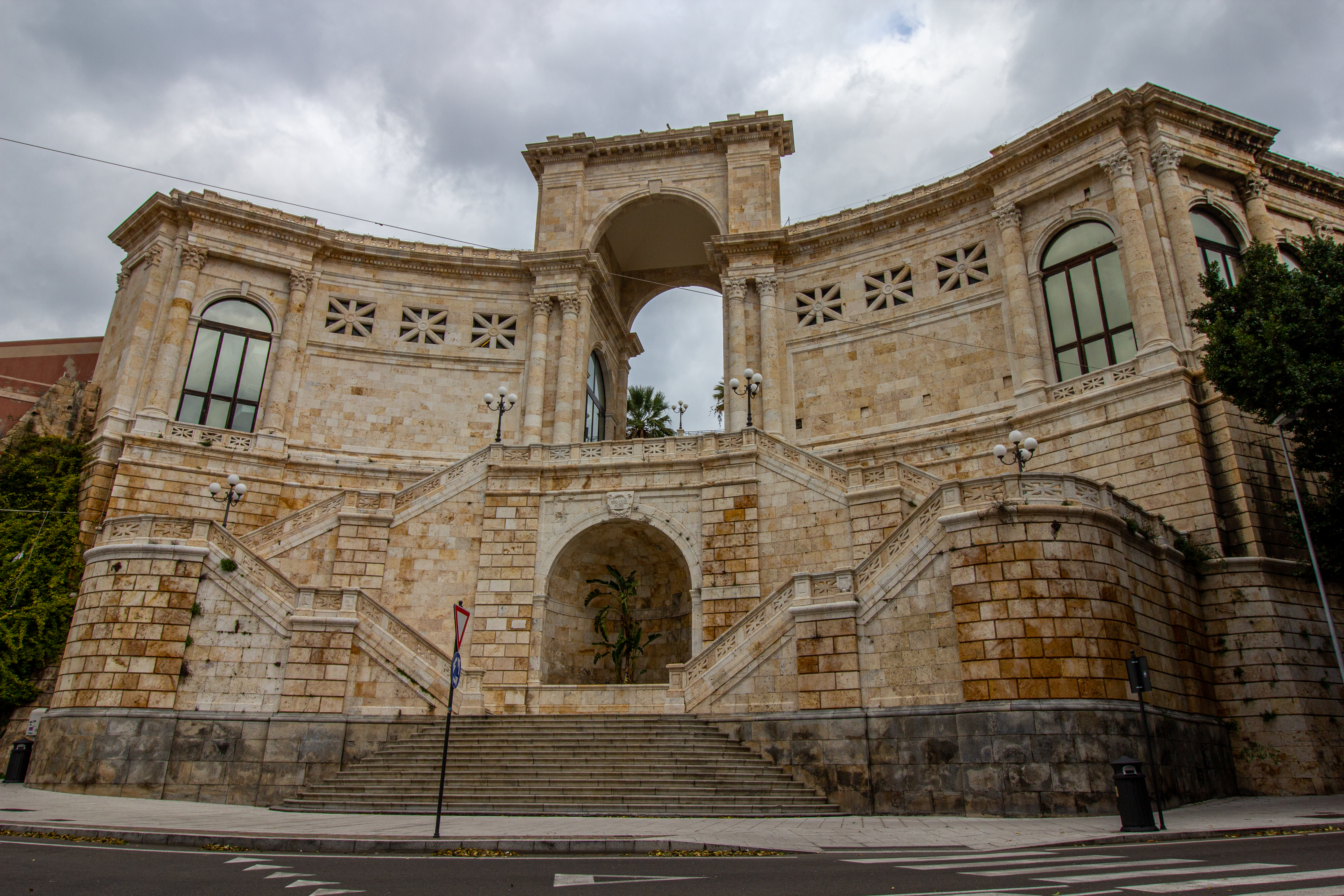
Bastione di Saint Remy

Con le nuove tecniche belliche a Cagliari, privata del ruolo di piazzaforte all'indomani della proclamazione del Regno d'Italia, furono abbattute le mura e si posero le basi per la grande espansione dell'ultimo secolo. Attirati dalle tante potenzialità inespresse, si stabilirono in questo periodo a Cagliari numerosi imprenditori (soprattutto liguri, piemontesi, svizzeri e francesi) che favorirono la riorganizzazione cittadina importando le prime forme di industrializzazione; avvenne così il passaggio dalla società da Ancien Régime ad una di tipo capitalista. Gli architetti sardi (e non), tra cui Gaetano Cima e Dionigi Scano, ridisegnarono il centro urbano secondo i gusti dell'epoca; si imposero il neoclassico, il neogotico e il neorinascimentale, sorsero i caratteristici palazzi liberty.

### Storia novecentesca e contemporanea

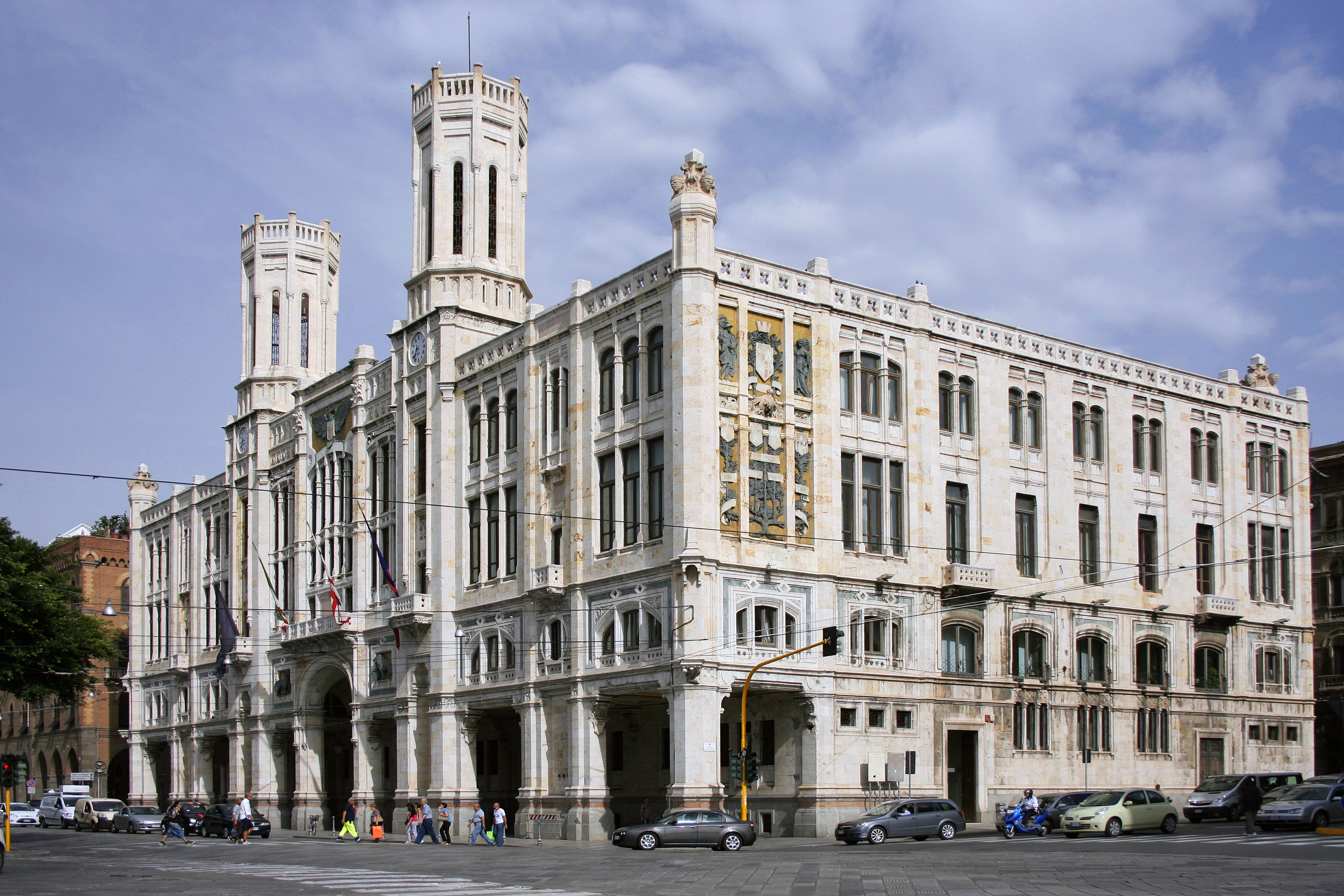
Palazzo Civico "Ottone Bacaredda"

Il 14 aprile 1899, alla presenza del re Umberto I, fu posta la prima pietra del municipio di via Roma, terminato nel 1907: questo evento diede un avvio quasi simbolico al nuovo secolo, con il trasferimento del potere cittadino dal vecchio quartiere di Castello alla moderna area vicina al porto, luogo di traffici e commerci. Il palazzo rientra tra le opere realizzate dall'amministrazione di Ottone Bacaredda, sindaco di Cagliari dal 1889 al 1921 quasi ininterrottamente, riconosciuto come uno dei sindaci più illuminati della città.
Il 14 maggio 1906 scoppiarono scioperi contro il carovita, che causarono due morti e parecchi feriti.

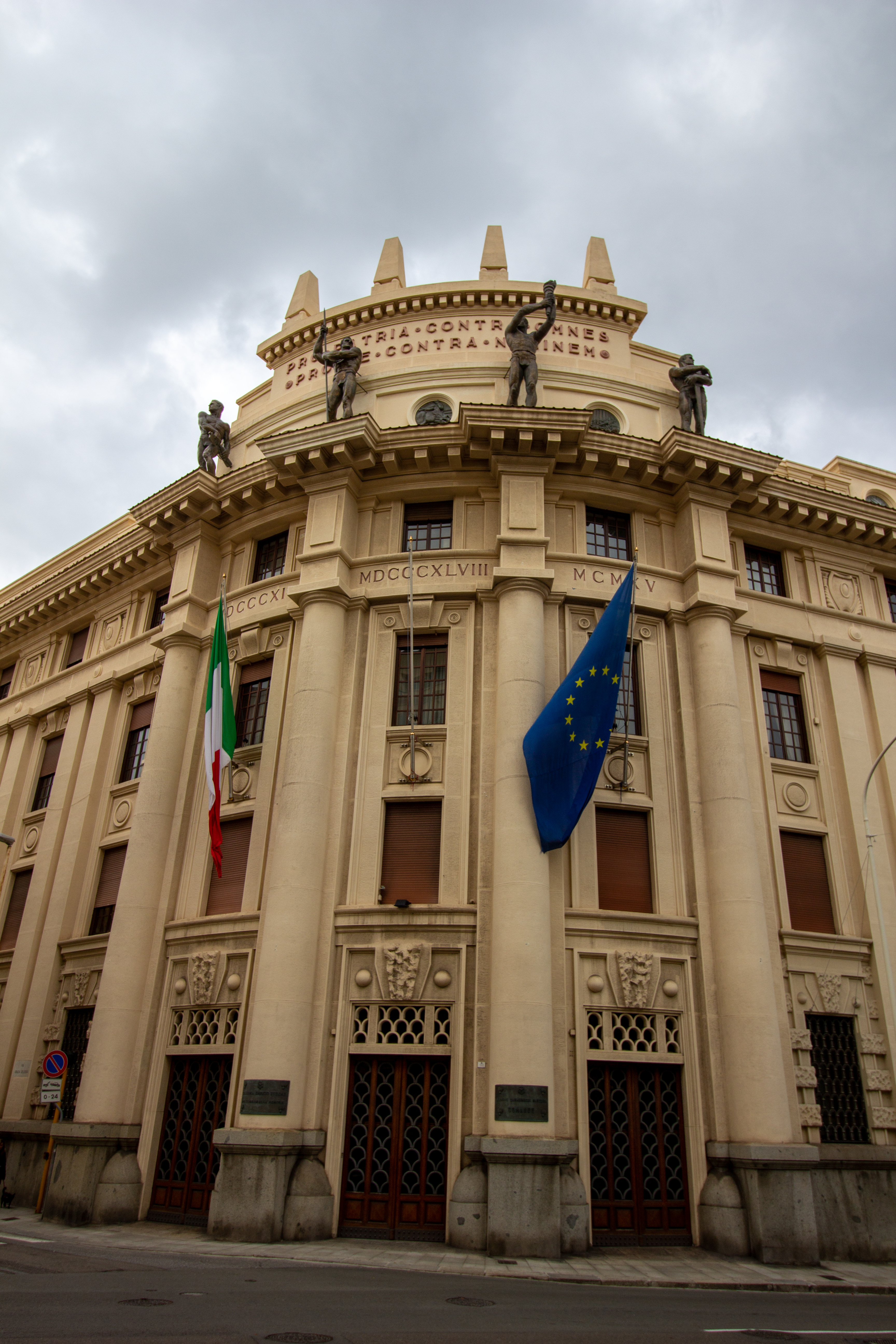
La legione dei Carabinieri, edificio del periodo fascista

Nel 1924 il governo Mussolini con la cosiddetta "legge del miliardo" stanziò per la modernizzazione della Sardegna più di un miliardo di lire, andato in buona parte a Cagliari. Il fascismo arrivò in città con violenza, occupando le sedi dei partiti avversi e cacciando gli oppositori, tra cui Emilio Lussu che fu assalito nella sua casa di piazza Martiri il 31 ottobre 1926. Alla fine degli anni venti, con l'annessione dei comuni di Pirri, Selargius, Quartucciu, Monserrato e successivamente Elmas (1937), Cagliari raggiunse i 100 000 abitanti. È in questi anni che vennero costruite importanti opere pubbliche, molte delle quali realizzate dal giovane progettista comunale Ubaldo Badas, le cui architetture originali contribuirono ad abbellire la città sia negli anni trenta che nel dopoguerra (il parco delle Rimembranze, il Terrapieno e parte dei giardini pubblici). Grazie all'attenta amministrazione di Enrico Endrich, fascista convinto ma dotato di libero pensiero, a Cagliari non furono realizzate costruzioni tali da stravolgere il tessuto cittadino originario; le opere progettate dopo la fine del suo mandato (1933) non fecero in tempo a essere completate a causa della guerra.

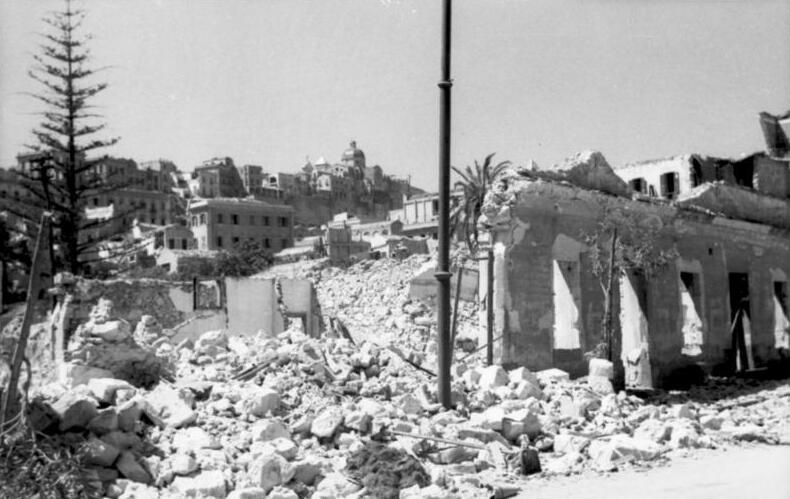
Cagliari dopo i bombardamenti, 1943

Durante la seconda guerra mondiale Cagliari subì numerosi bombardamenti (l'80% della città venne colpito in modo più o meno grave, tanto che Cagliari fu dichiarata Città Martire e ricevette una medaglia d'oro al valor militare), dei quali si possono ancora vedere i segni in alcune zone del centro storico. I bombardamenti cominciarono il 17 febbraio del 1943, con l'arrivo di un centinaio di aerei statunitensi. Tra il 26 e il 28 febbraio 1943 si ebbero i bombardamenti più pesanti, con la distruzione di molti luoghi importanti. Le vittime furono più di 2 000.
Nel 1948 Cagliari diventò ufficialmente capoluogo della Sardegna secondo l'articolo 2 dello Statuto della Regione autonoma della Sardegna. Dal secondo dopoguerra in poi la popolazione crebbe fino a raggiungere un massimo di circa 220 000 abitanti nel 1981 per poi calare drasticamente a seguito dei referendum svoltisi fra metà degli anni ottanta e inizio degli anni novanta che sancirono l'autonomia delle varie frazioni di epoca fascista. I nuovi comuni sono conurbati fortemente alla città storica in un'unione che costituisce il fulcro dell'area metropolitana cagliaritana.
Nel corso del XX secolo il centro urbano si estese fino al litorale del Poetto e alla zona di Monte Urpinu facendo sorgere i quartieri di San Benedetto, Fonsarda, Bonaria, La Vega, Tuvumannu e San Michele.

### Simboli

Stemma

Durante la sua storia la città di Cagliari cambiò diversi stemmi. Il primo di cui si ha notizia risale al periodo pisano; il simbolo di Castel di Castro, il cui bassorilievo è osservabile sulle mura della torre dell'elefante, è costituito da uno scudo gotico su cui è rappresentato un castello a muratura isodoma, sul mare, avente tre torri merlate e due portoni.
Nel periodo aragonese-spagnolo lo stemma venne sostituito con uno nuovo formato da uno scudo a losanga inquartato in croce di Sant'Andrea sui cui riquadri sono rappresentati due castelli sul mare, simbolo di Cagliari medioevale, alternati dalle pali d'Aragona. Questo stemma rimase in uso fino al 1766, quando con regio diploma fu sostituito da quello odierno.
Lo stemma attuale si presenta come uno scudo di forma ovale inquartato; nel primo e quarto campo è presente la croce dei Savoia mentre nel secondo e terzo un castello a tre torri fondato su uno scoglio uscente dal mare, il tutto al naturale. Lo scudo è sostenuto da due giovani tritoni e timbrato da corona di marchese.

### Onorificenze
Cagliari (Castel de Càller), già capitale del Regno di Sardegna, ottenne ufficialmente il titolo di città regia nel 1327:
La municipalità venne insignita del cavalierato dell'Ordine del Toson d'oro durante il periodo aragonese di re Carlo II per fedeltà alla corona. Nel 1679 alla città fu donato il medaglione dell'Ordine, ritoccato nella forma originale durante il periodo sabaudo di re Vittorio Amedeo II con l'incisione dei simboli del regno. Viene indossato ogni anno dall'alter nos del sindaco di Cagliari in occasione della festività cittadina di Sant'Efisio:
Per il suo sacrificio e per la fierezza con la quale affrontò il nemico durante la seconda guerra mondiale, Cagliari fa parte delle città decorate al valor militare per la guerra di liberazione; il 19 maggio 1950 il Presidente della Repubblica Luigi Einaudi concesse al gonfalone civico la medaglia d'oro al valor militare:
Il 14 giugno 1975 la città ricevette la medaglia d'argento ai benemeriti della scuola, della cultura e dell'arte:

## Monumenti e luoghi d'interesse

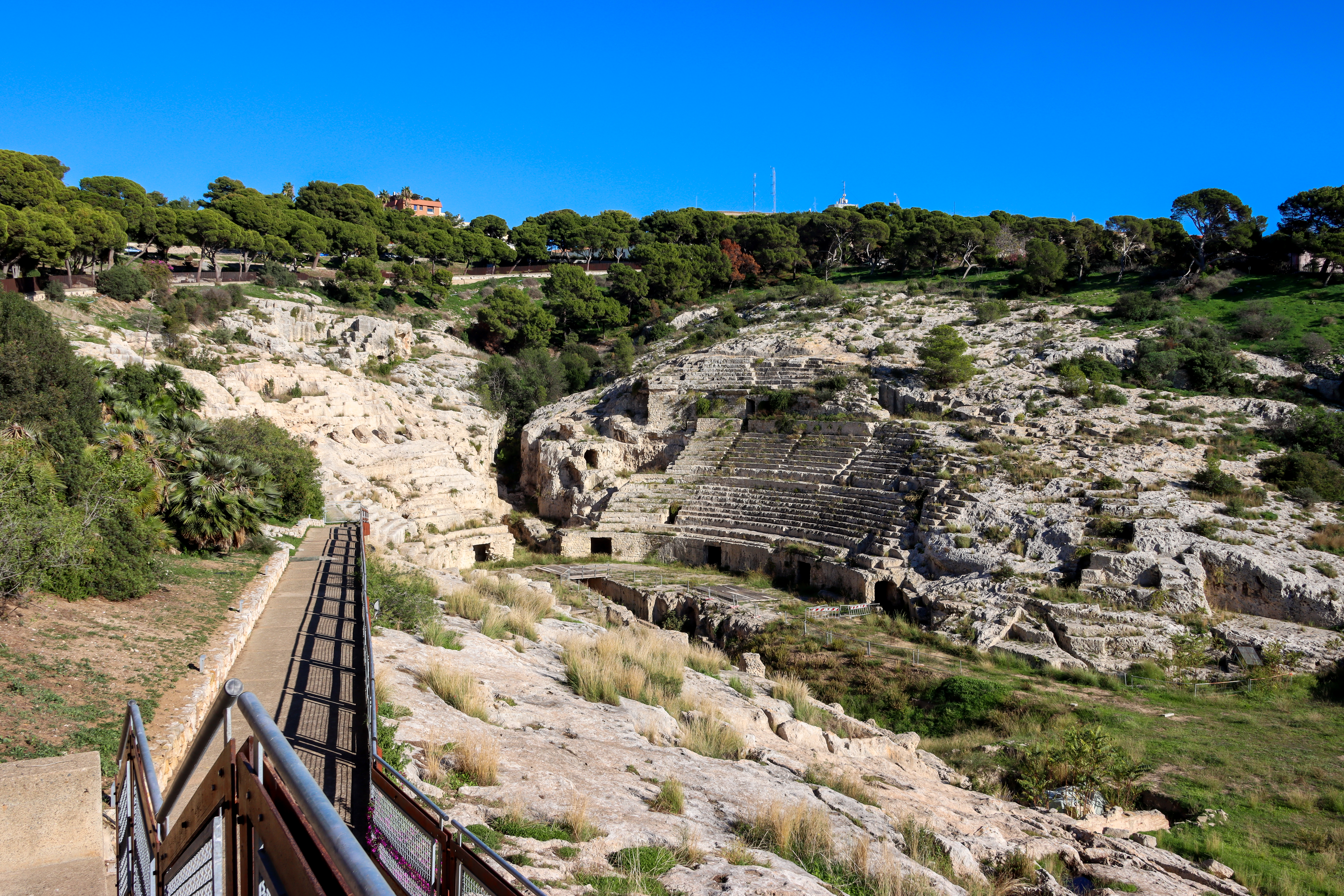
L'anfiteatro romano

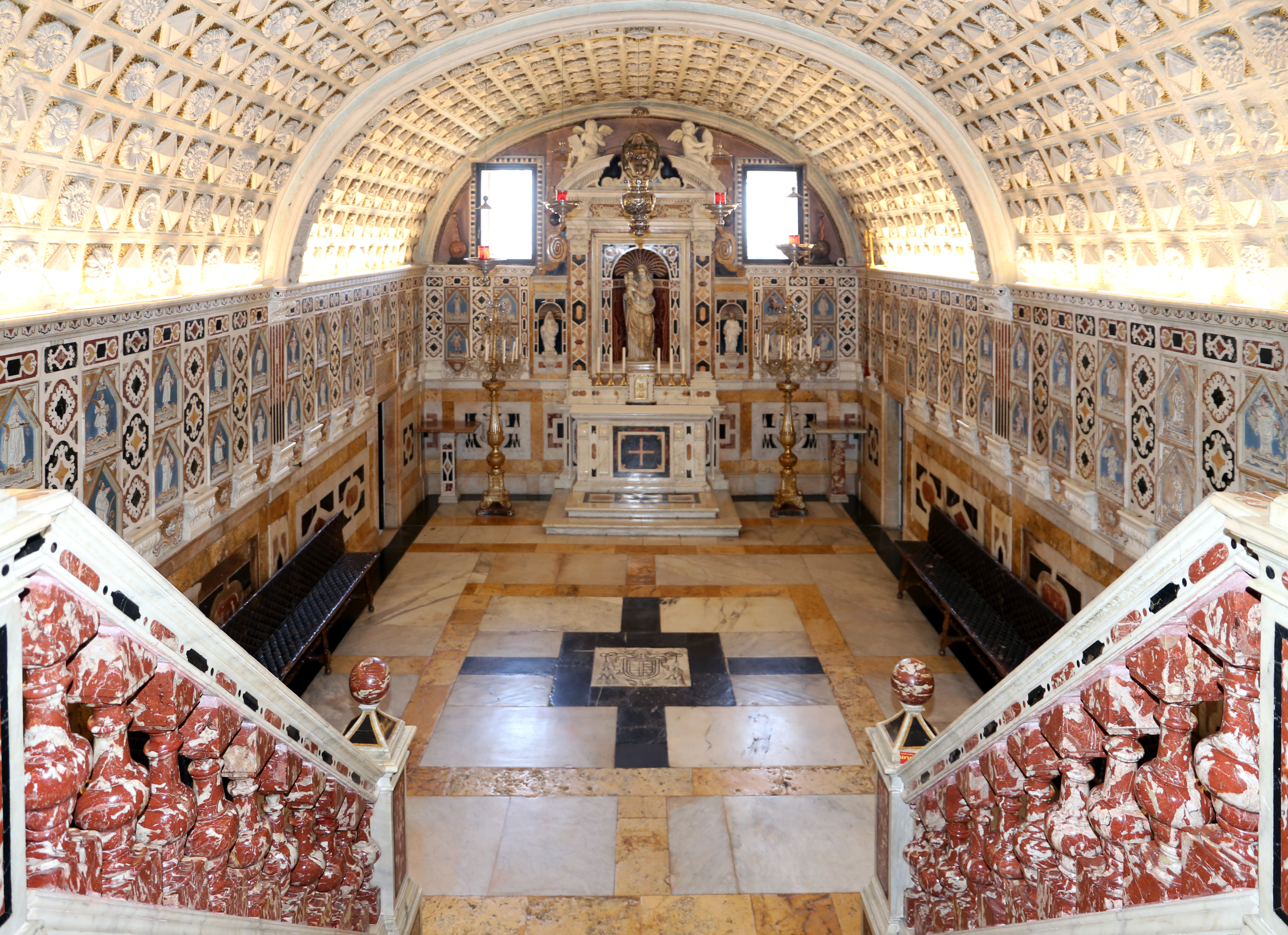
Il Santuario dei Martiri nella cripta della cattedrale

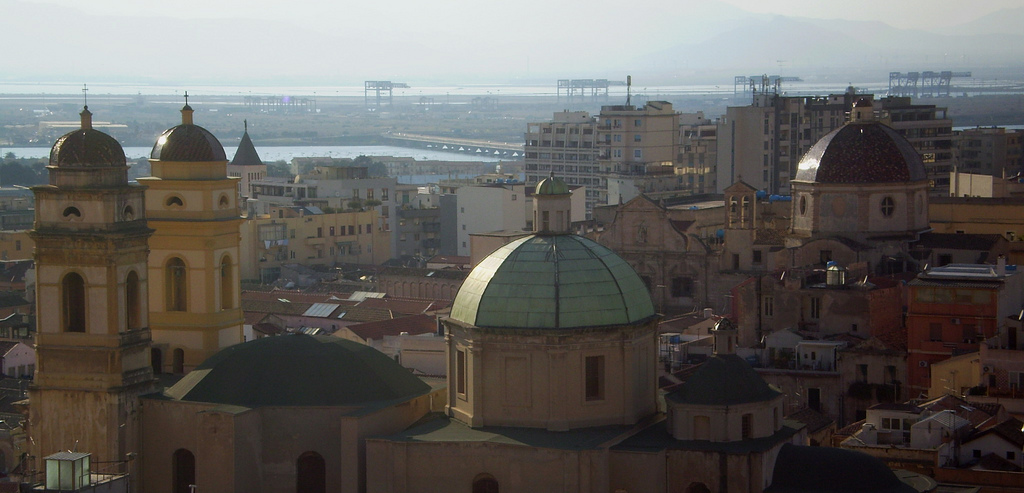
In primo piano la collegiata di Sant'Anna (barocco piemontese), in secondo piano la chiesa di San Michele (barocco spagnolo) e sullo sfondo il campanile della chiesa di Nostra Signora del Carmine (architettura neoromanica)

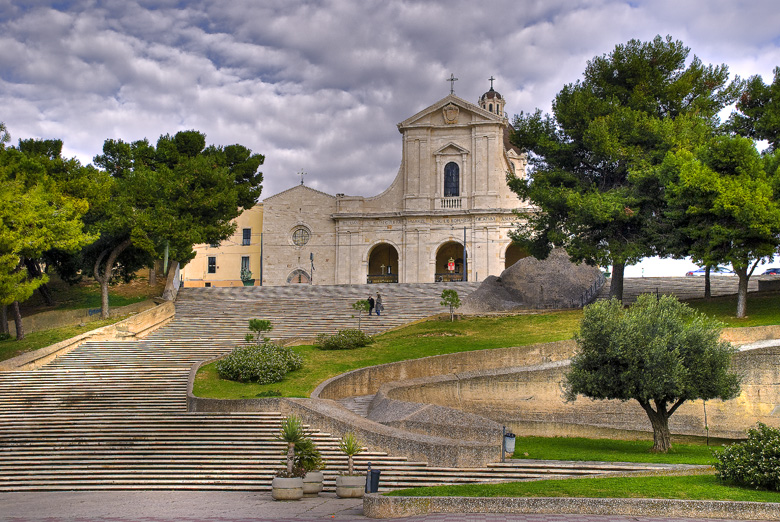
La basilica e il santuario di Nostra Signora di Bonaria, da cui la città di Buenos Aires prende il nome

La lunga storia e le varie dominazioni e influenze provenienti dall'esterno hanno contribuito a donare alla città un importante patrimonio culturale e architettonico.
Per quanto riguarda i periodi storici più antichi si segnalano la necropoli di Tuvixeddu, di età punica, e l'anfiteatro romano, risalente al II secolo.
Cuore medioevale della città è il quartiere fortificato di Castello, che fino alla seconda guerra mondiale fu la residenza dei nobili. Degni di nota sono anche i quartieri storici di Stampace, Marina e Villanova. Il primo era il quartiere dei borghesi e dei mercanti, il secondo quello dei pescatori e marinai, il terzo dei pastori e dei contadini.

### Architetture religiose

#### Chiese
Fra le numerose chiese presenti a Cagliari si possono ricordare:
- Basilica di San Saturnino: è la più antica chiesa della Sardegna di cui si abbia notizia; edificata nel V secolo e rimaneggiata in età romanica, è stata ristrutturata e riconsacrata di recente.
- Cattedrale di Santa Maria Assunta: costruita in Castello nella prima metà del XIII secolo, venne elevata al rango di cattedrale nel 1258. Originariamente in stile romanico pisano, ha subito vari rifacimenti nel corso dei secoli.
- Chiesa di San Michele: chiesa seicentesca in stile barocco nel quartiere di Stampace.
- Collegiata di Sant'Anna: importante esempio di architettura barocca, è situata a Stampace e risale al tardo XVIII secolo.
- Santuario di Nostra Signora di Bonaria: complesso costituito dal piccolo santuario trecentesco e dalla basilica del XVIII secolo.

#### Seminari
- Seminario arcivescovile di Cagliari: originariamente situato presso Palazzo Belgrano nel quartiere Castello, oggi si trova alle pendici del colle San Michele.
- Pontificio Seminario Regionale Sardo: situato nel quartiere di Is Mirrionis a breve distanza dal seminario arcivescovile, accoglie i seminaristi dell’isola in preparazione all’ordine sacerdotale.

#### Cimiteri monumentali
- Cimitero monumentale di Bonaria: considerato uno dei più importanti cimiteri monumentali d'Europa dall'Association of Significant Cemeteries in Europe[84], ospita le spoglie di diversi cagliaritani illustri nonché le opere scultoree di vari artisti sardi e della penisola operanti in Sardegna fra Ottocento e Novecento.

### Architetture civili
- Palazzo Regio: edificato in epoca pisana, fino al 1847 era la residenza dei viceré e, in alcune occasioni, dei re del Regno di Sardegna.[85]
- Palazzo di Città: fu sede municipale dal periodo aragonese fino ai primi del Novecento.
- Palazzo Boyl: palazzo nobiliare in stile neoclassico situato nel quartiere di Castello e risalente alla metà dell'Ottocento.
- Palazzi liberty: serie di palazzi sorti fra Ottocento e Novecento su commissione della crescente borghesia imprenditoriale cagliaritana (fra gli esempi più significativi la palazzata di via Roma, il palazzo Valdés, palazzo Balletto, palazzo Merello, palazzo Accardo) o fatti realizzare da esponenti della cultura cagliaritana, come la villa Atzeri in viale Regina Elena, commissionata dal preside della facoltà di Giurisprudenza nonché professore di diritto civile presso l'Università di Cagliari.
- Palazzo dell'Università: di epoca sabauda, ospita il rettorato e la biblioteca universitaria.
- Palazzo Vivanet: palazzo in stile neogotico costruito sul finire dell'Ottocento che si trova in via Roma di fronte alla stazione ferroviaria.
- Nuovo palazzo civico: attuale sede municipale, venne ultimato nel 1907 ed è intitolato ad Ottone Bacaredda. Lo stile eclettico dell'edificio riprende modelli gotico-catalani e liberty.
- Palazzo Fadda-Tonini: costruito negli anni '30, nel 2002 è stato classificato come edificio di rilievo.

### Architetture militari
- Castello di San Michele: l'edificio fortificato sorge sul colle omonimo e, benché rimaneggiato nei secoli successivi, rappresenta uno dei pochi esempi di architettura risalenti al periodo giudicale sopravvissuti fino ai giorni nostri.
- Mura e torri pisane (torre dell'Elefante, torre di San Pancrazio, torre dello Sperone, torre dell'Aquila): opere di fortificazione realizzate dai Pisani fra il XIII e il XIV secoli.
- Fortino di Sant'Ignazio: forte sabaudo degli ultimi anni del XVIII secolo.
- Il bastione di Saint Remy: venne costruito alla fine del XIX secolo sulle mura antiche della città, risalenti agli inizi del XIV secolo, collegando fra loro i tre bastioni meridionali della Zecca, di Santa Caterina e dello Sperone, per unire il quartiere Castello a quelli sottostanti di Villanova e Marina.

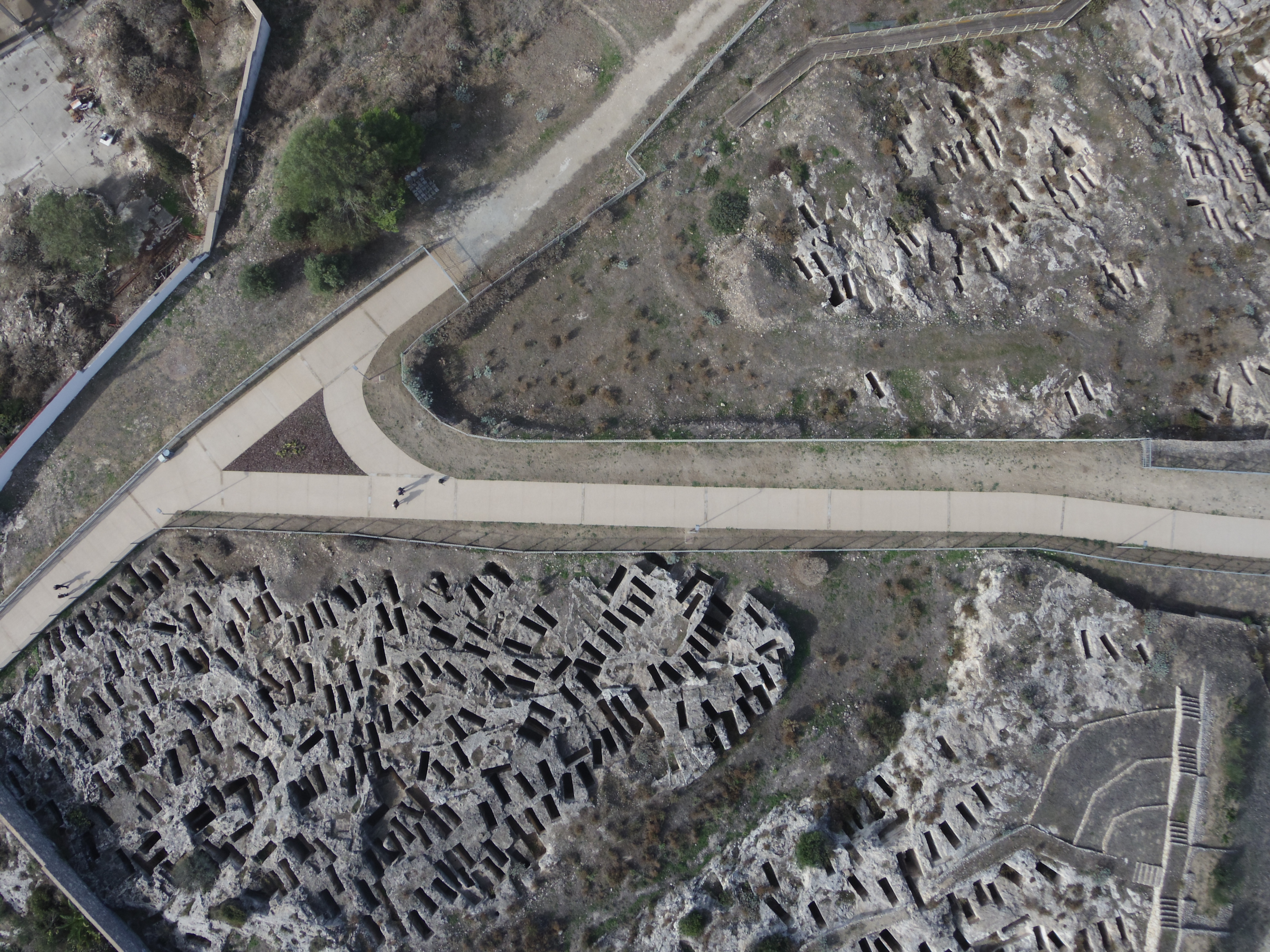
La necropoli punica di Tuvixeddu

### Siti archeologici
- Anfiteatro romano: realizzato durante l'età imperiale, poteva contenere 10.000 spettatori e ospitava lotte gladiatorie e spettacoli teatrali.
- Necropoli di Tuvixeddu: è la più grande necropoli punica esistente che sorge sul colle omonimo. Oltre alle tombe puniche, sono presenti sepolcri di epoca romana.
- Villa di Tigellio: complesso di rovine di epoca romana.
- Grotta della Vipera: tomba della matrona romana Atilia Pomptilla risalente al II secolo.
- Area archeologica di Sant'Eulalia: si estende per circa 900 m² al di sotto della chiesa di Sant'Eulalia, con strutture risalenti dal IV secolo a.C. agli inizi dell’VIII secolo d.C., senza soluzione di continuità, poi nuovamente dal Basso Medioevo all’epoca contemporanea.[86]

### Ambiente, verde urbano, parchi e spiagge

#### Zone umide

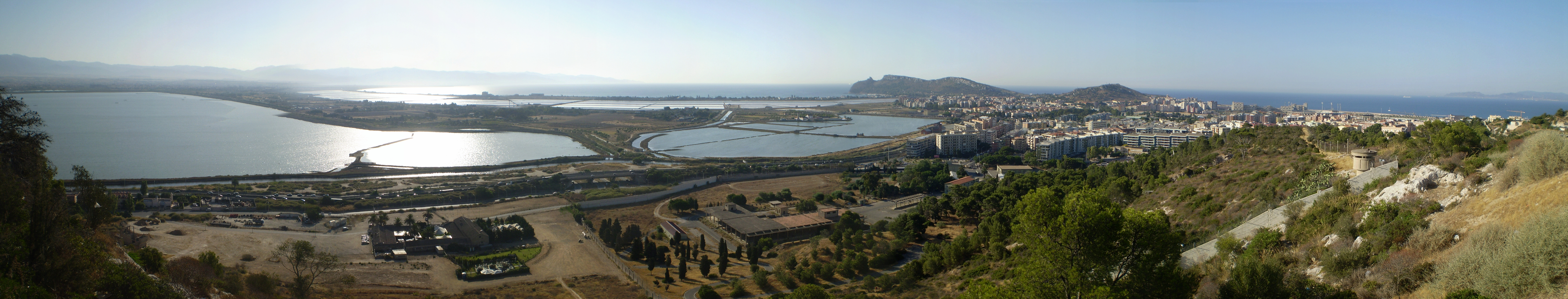
Vista sullo stagno di Molentargius. Sullo sfondo il Poetto, a destra la Sella del diavolo

Lo stagno di Cagliari (3 000 ettari di superficie) a ovest e il parco naturale regionale Molentargius-Saline a est (17,6 km²), riconosciuti come zone umide protette da varie leggi regionali e comunitarie, offrono asilo a notevoli colonie di fenicotteri che da anni vi nidificano, creando un ambiente simile a quello della Camargue francese. Mentre per lo specchio d'acqua del Molentargius è stato messo in atto un piano turistico e di rivalutazione ambientale, con bonifiche e apertura al pubblico di parte del parco, molti punti di Santa Gilla versano ancora in una situazione di degrado, con parte dello stagno interrato nel 1980 per la realizzazione del Porto Canale.

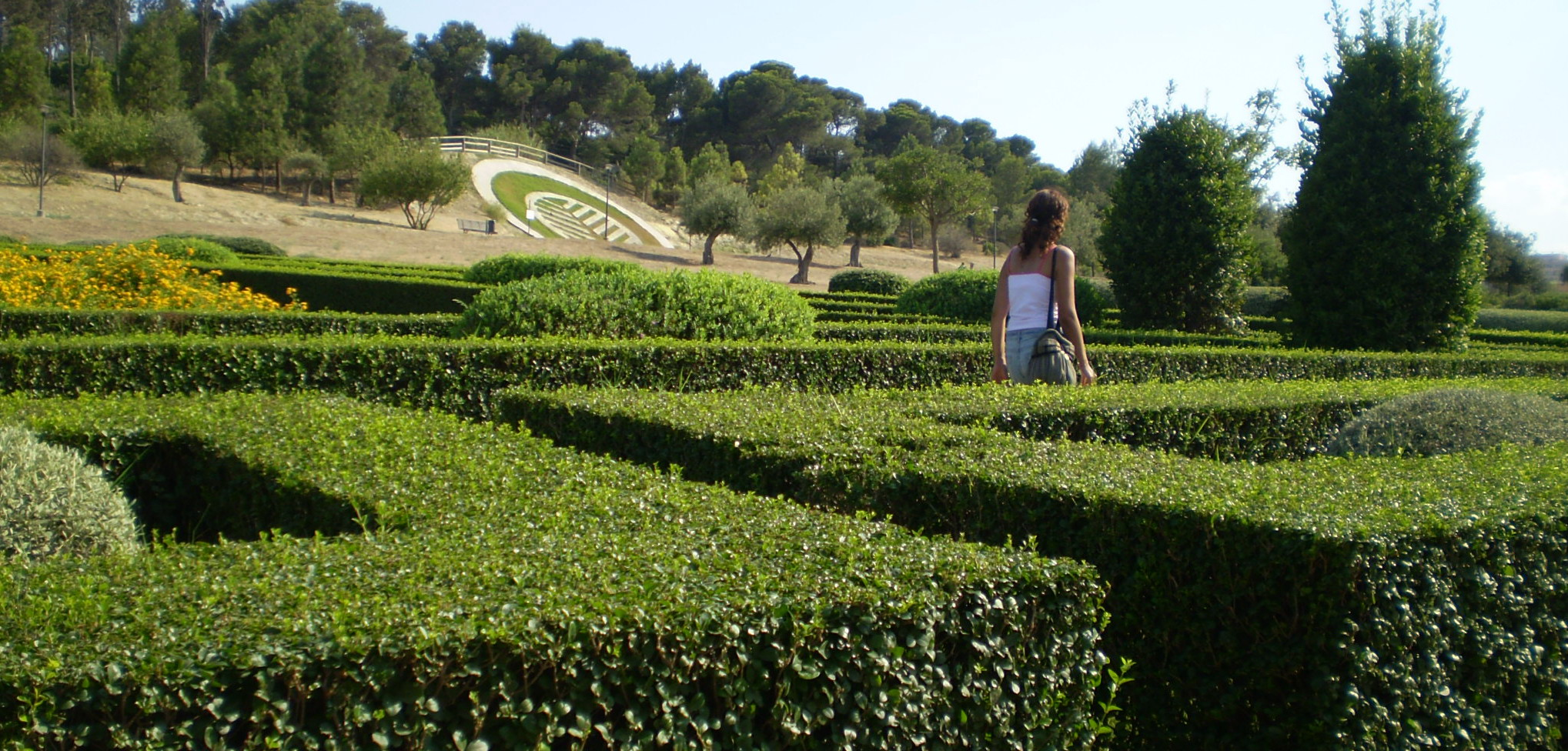
Il parco di Monte Claro

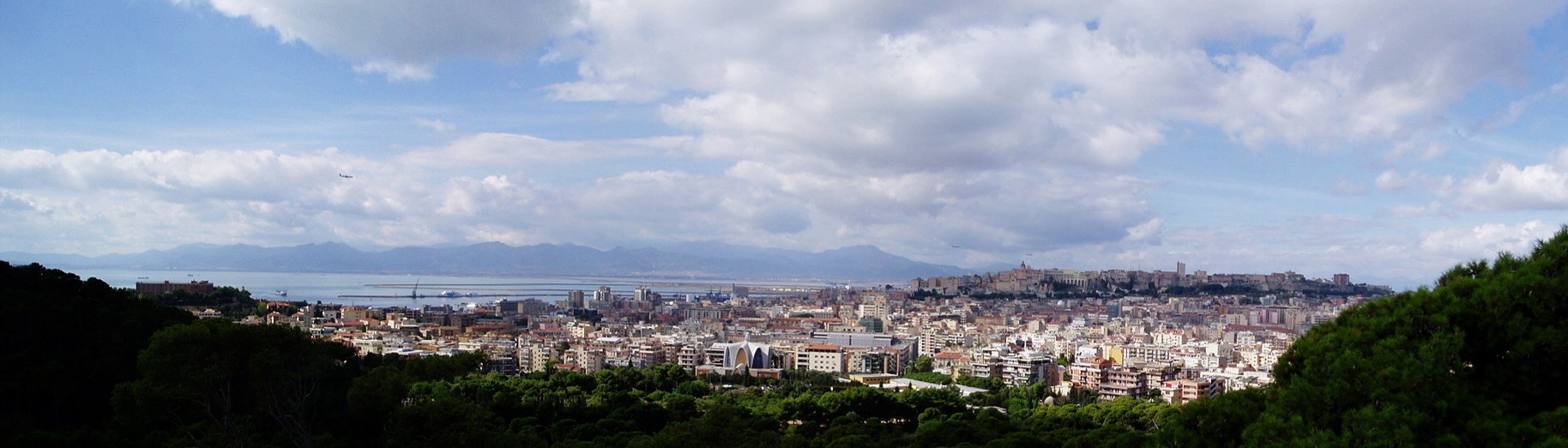
Vista sulla città da Monte Urpinu

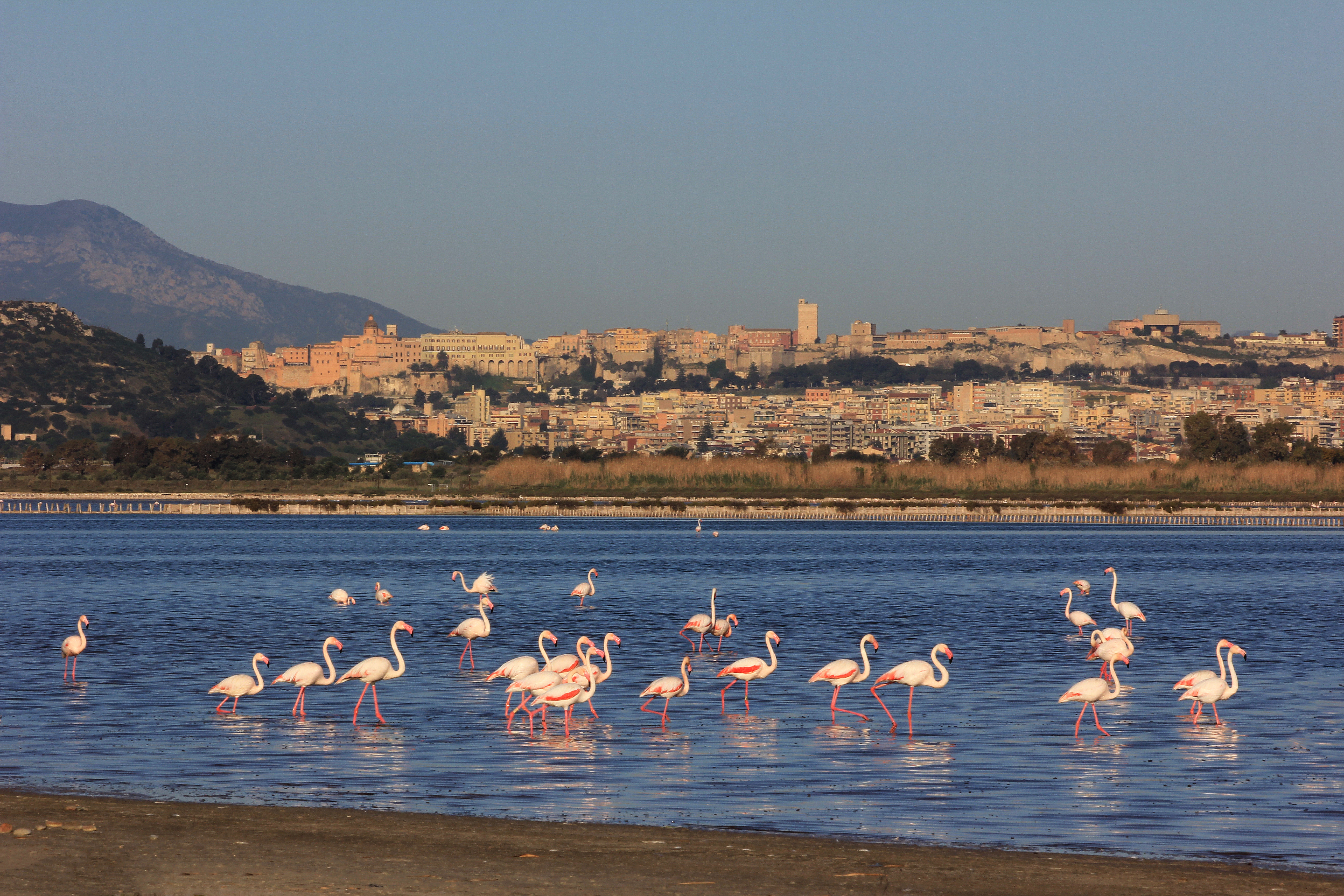
Fenicotteri rosa a Molentargius

#### Parchi
Di seguito una lista dei più importanti parchi cittadini:
- Parco del colle di San Michele (253000 m²)
- Parco di Monte Claro (250000 m²)
- Parco di Monte Urpinu (247000 m²)
- Parco di Terramaini (127000 m²)
- Parco della Musica (50000 m²)
- Orto Botanico (50000 m²)
- Parco della ex-vetreria Pirri (25000 m²)
- Giardini pubblici (17000 m²)
- Giardino sotto le mura (6500 m²)
- Orto dei Cappuccini (8000 m²)
- Parco delle Rimembranze
- Parco CIPLA
- Parco Siro Vannelli
- Parco di Bonaria
- Parco naturale Molentargius-Saline (16000000 m²)
- Laguna di Santa Gilla (13500000 m²)

#### Spiagge

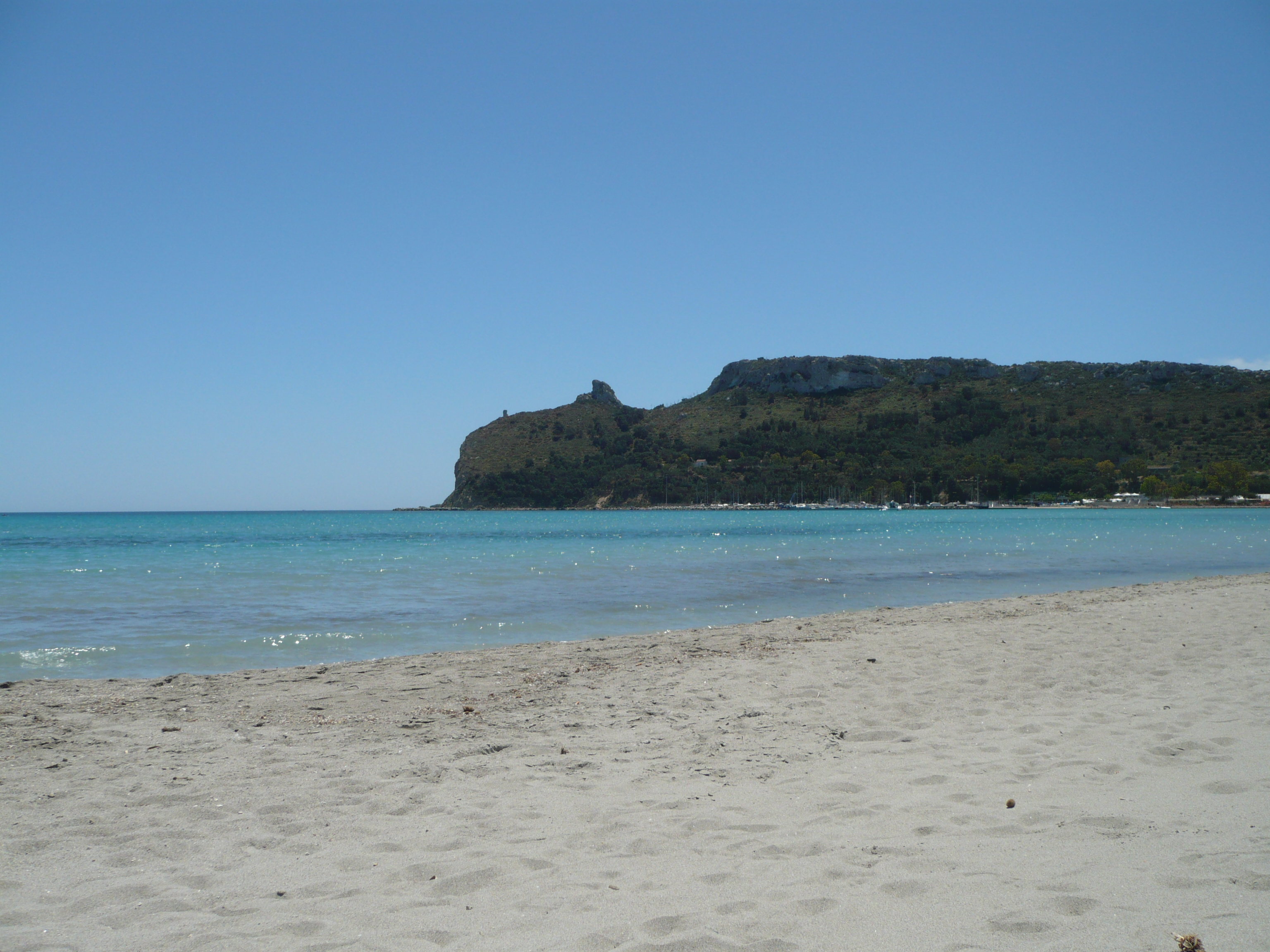
La spiaggia Il Poetto, divisa amministrativamente tra Cagliari e Quartu Sant'Elena; sullo sfondo la Sella del Diavolo

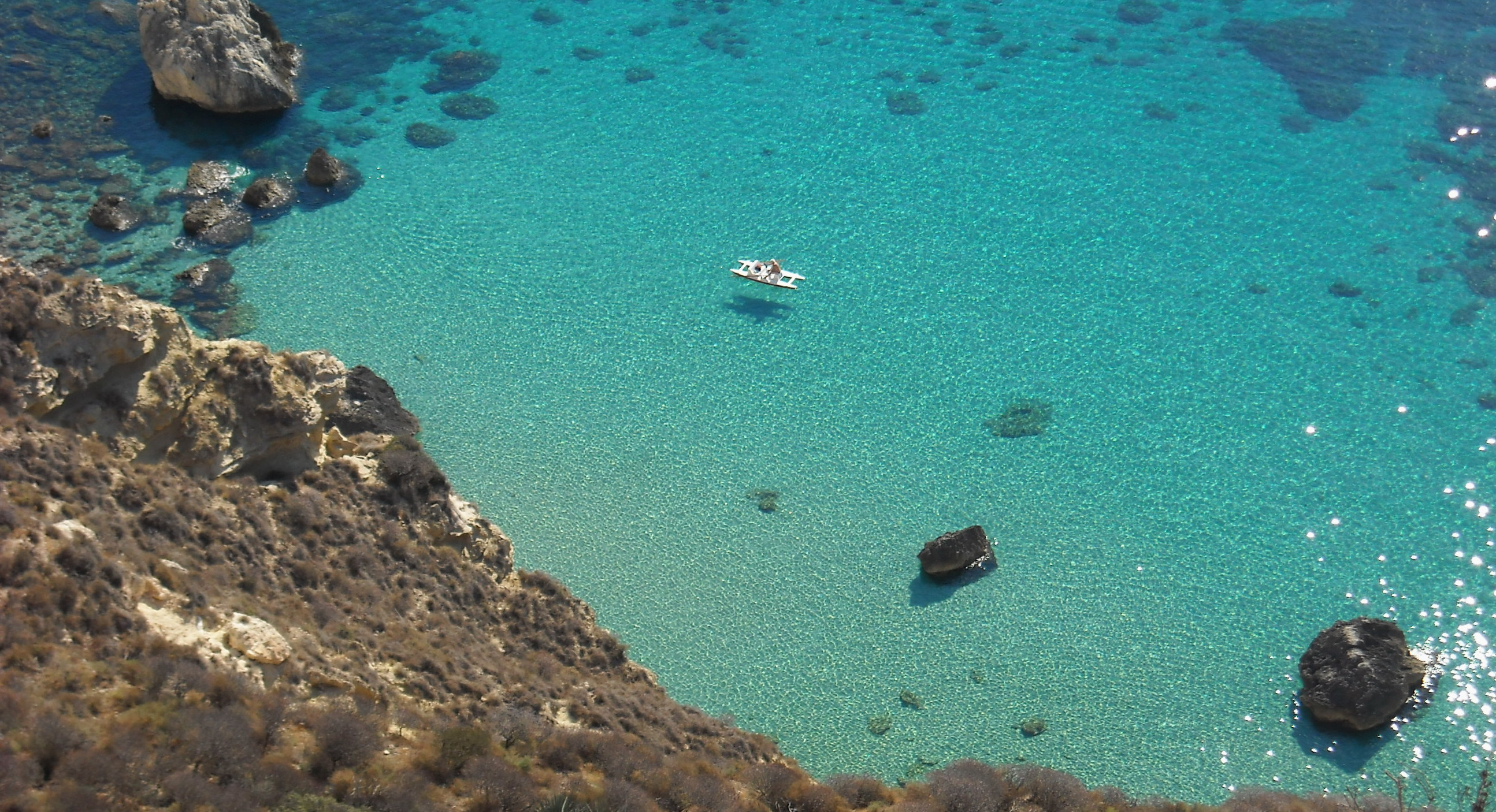
Tratto di mare fra la Sella e Capo Sant'Elia

Il Poetto (in sardo Su Poettu) è la principale spiaggia di Cagliari che si estende per circa otto chilometri, dalla Sella del Diavolo sino al litorale di Quartu Sant'Elena.
Altra spiaggia frequentata è la piccola spiaggia di Calamosca situata nel tratto di mare tra la zona di Capo Sant'Elia e il Poetto.

## Società

### Evoluzione demografica
Abitanti censiti

La popolazione di Cagliari raggiunse il suo picco massimo nel 1981 con circa 220 000 abitanti. Negli anni ottanta e novanta, tramite referendum, tre frazioni cagliaritane divennero comuni autonomi. Così, con l'autonomia di Quartucciu (11 418 ab.) nel 1983, Elmas (8 475 ab.) nel 1989 e Monserrato (20 829 ab.) nel 1991, Cagliari passò da circa 220 000 a circa 150 000 abitanti.
- Comuni d'Italia per popolazione

### Etnie e minoranze straniere
Al 31 dicembre 2023 la popolazione straniera ammontava a 9034 persone, pari al 6,13% della popolazione totale. Di seguito sono riportati i gruppi più consistenti:
- Filippine: 1685;
- Ucraina: 995
- Cina: 697
- Senegal: 659
- Bangladesh 647
- Romania: 605
- Kirghizistan: 597
- Pakistan: 312
- Argentina: 295
- Bosnia-Erzegovina: 233

### Lingue e dialetti
(Estratto della poesia in cagliaritano A Lugori di Ottone Bacaredda)
La lingua autoctona di Cagliari, resa coufficiale nello Statuto comunale, è il sardo (sardu) e per la precisione il campidanese (sardu campidanesu) nella variante cagliaritana (casteddaju).
La lingua sarda è conosciuta e parlata sempre meno dalle nuove generazioni, che ormai utilizzano in larga misura solo quella italiana, perlopiù nella sua variante regionale: difatti, nel corso di tre secoli e più recentemente tramite l'istruzione obbligatoria e i mezzi di comunicazione di massa, l'italiano è diventato predominante nei rapporti sociali di ordine formale e informale, relegando il sardo a un ruolo marginale; spesso i giovani ne hanno solo una competenza passiva o limitata a poche locuzioni stereotipate, per via del rapporto coi parenti anziani che ancora lo parlano, mentre con i genitori (per scelta di questi ultimi in merito alla loro educazione) hanno parlato solo e sempre in italiano.
La variante cagliaritana del sardo nei suoi registri alti ha tradizionalmente rappresentato il modello linguistico per tutta l'area centromeridionale dell'isola, variante diastratica alta utilizzata dal ceto borghese in tutto il dominio campidanese, nonché modello letterario di riferimento per scrittori e poeti.

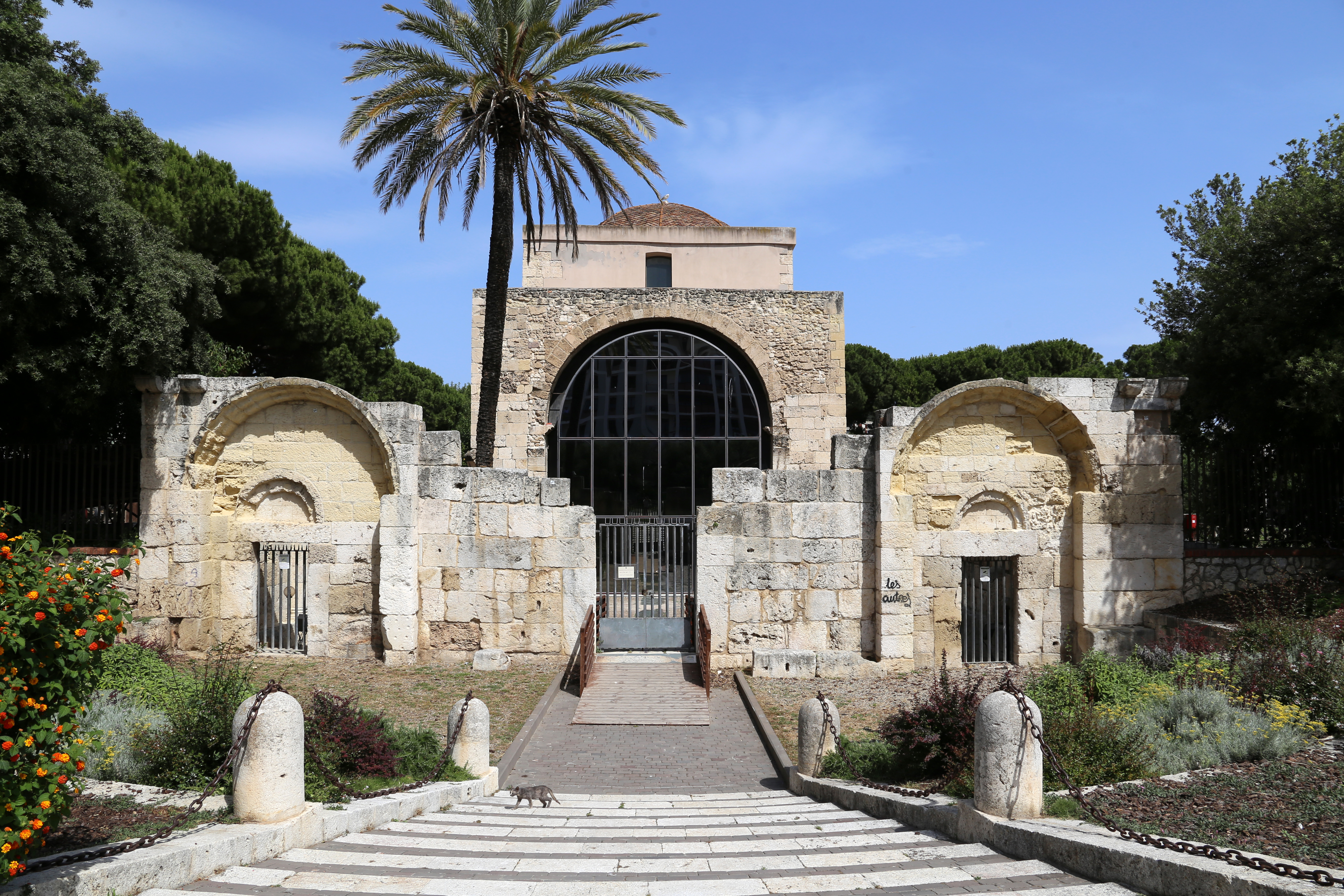
Basilica di San Saturnino, la più antica chiesa di Cagliari.

### Religione
La maggioranza dei cagliaritani è di religione cattolica. Fra la popolazione immigrata sono presenti ortodossi e musulmani. La città è sede dell'Arcidiocesi di Cagliari, che ha origini antiche: seppure non documentata, si ha notizia del primo vescovo sant'Avendrace già intorno al 70 d.C.; il vescovo Quintasio partecipò al Concilio di Arles del 314. Nel territorio di competenza dell'Arcidiocesi si trovano 133 parrocchie.
Vi sono numerosi santi e beati di nascita cagliaritana o cagliaritani di adozione, testimoni della fede cristiana a Cagliari e in Sardegna: si ricordano il santo patrono san Saturnino, sant'Efisio (cui è dedicata la festa più importante), san Lucifero di Cagliari, Avendrace, san Mauro Martire, Ignazio da Laconi, Salvatore da Horta, sant'Eusebio di Vercelli e sua madre santa Restituta, Nicola da Gesturi, la beata suor Giuseppina Nicoli e la venerabile suor Teresa Tambelli, Maria Cristina di Savoia.
Cagliari accolse le visite pastorali di Paolo VI il 24 aprile 1970, di Giovanni Paolo II nell'ottobre 1985 e di Benedetto XVI il 7 settembre 2008. Il 22 settembre 2013 è stata meta di uno dei viaggi apostolici di papa Francesco; in tale occasione si sono riversati nei luoghi degli incontri più di 400.000 fedeli.
Altre confessioni presenti sono la Chiesa evangelica, la Chiesa evangelica battista, la Chiesa di Gesù Cristo dei santi degli ultimi giorni e i Testimoni di Geova.

### Tradizioni e folclore
Cagliari e la sua area demologica presentano molte manifestazioni antropologiche peculiari, eredità dei vari popoli che hanno influenzato la storia della città.
Numerose sono le feste religiose praticate nel corso dei secoli. Molte si svolgono ancora oggi, mentre di altre si è mantenuto solo il ricordo nella memoria orale o nella tradizione letteraria.

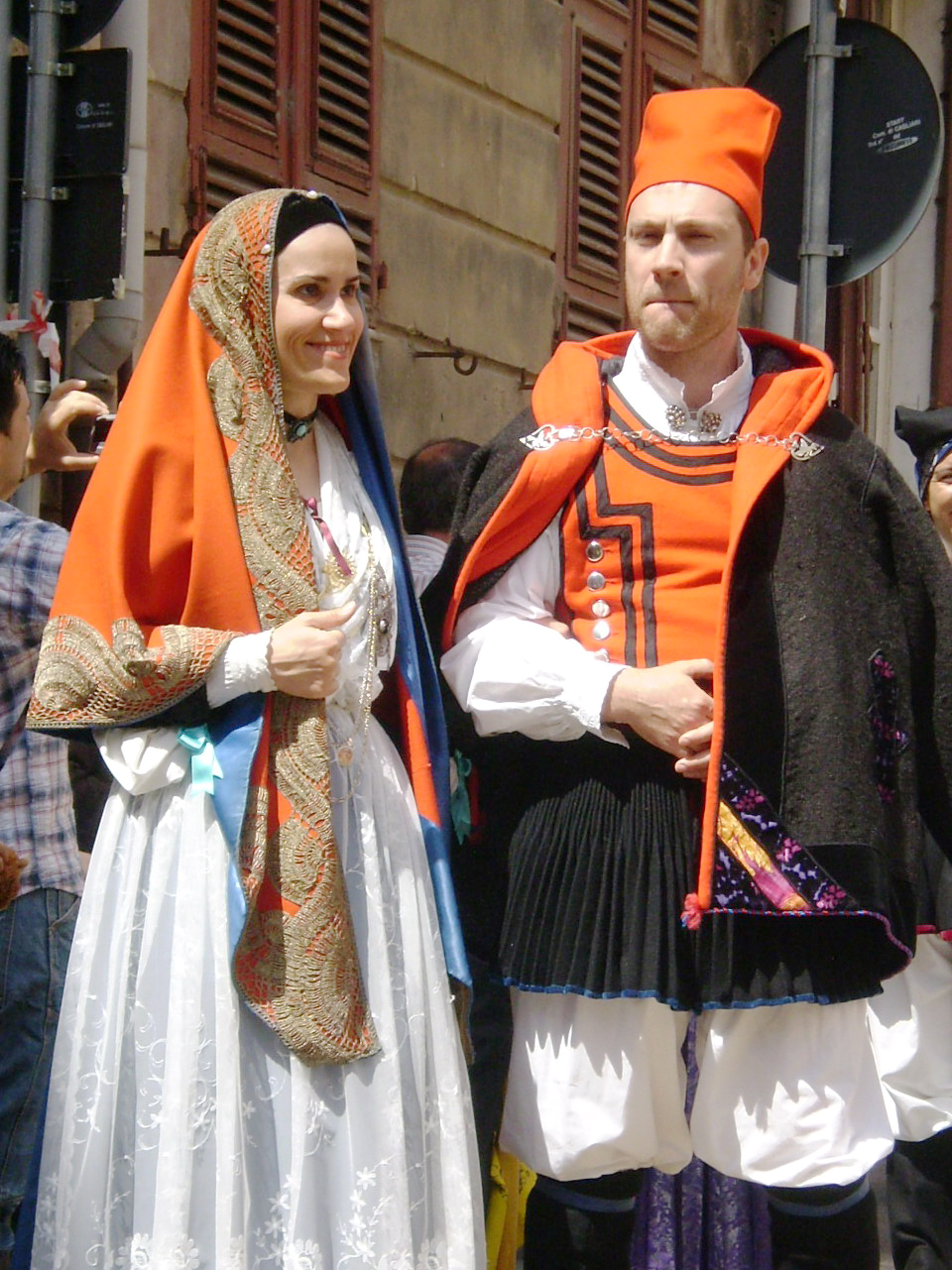
Costumi tradizionali di Cagliari alla processione di sant'Efisio

- A febbraio si svolge il Carnevale di Cagliari, sfilata di maschere accompagnate dal ritmo della ratantira, con carri artigianali e costumi che riprendono in chiave carnevalesca quelli cagliaritani, in particolar modo quello della Panetiera. Nel corso del Novecento la tradizione è stata portata avanti dalla GIOC, associazione della Gioventú Italiana Operaia Cattolica, con sede fino al 2007 nella chiesa di Santa Restituta in Stampace. Da quando l'associazione non ha più una sede, poiché revocata da parte dell'allora arcivescovo, si è dovuta sospendere momentaneamente la manifestazione tradizionale, lasciando il posto a una più commerciale riservata ai bambini. Dal 2017 altre associazioni hanno ripristinato la tradizione.
- Nel periodo pasquale le varie arciconfraternite organizzano i riti della settimana santa e della Pasqua.
- Il lunedì dell'Angelo si svolge una processione dedicata a sant'Efisio, per sciogliere il voto per la grazia concessa nel 1793, quando per sua intercessione le navi francesi che bombardavano Cagliari vennero portate via dal vento in tempesta[96]. Come le altre feste dedicate al santo guerriero, viene organizzata dall'Arcinconfraternità del Gonfalone.
- Il 1º maggio si celebra un evento religioso e culturale di grande importanza in Sardegna: la festa di sant'Efisio martire, una processione annuale che si svolge per sciogliere il voto fatto al santo dalla città durante l'epidemia di peste del 1652[97]. Per l'occasione, nel capoluogo si concentrano decine di gruppi in costume tipico provenienti da tutta l'isola, centinaia di cavalieri e numerosi carri addobbati (chiamati traccas) trainati dai buoi. Tutti insieme partecipano alla grande sfilata nel centro di Cagliari che ha fine con l'arrivo in via Roma del cocchio con la statua del santo la quale viene poi trasportata fino a Nora presso la chiesa a lui dedicata. Il 4 maggio il simulacro fa rientro a tarda notte nella sua chiesa cagliaritana.

- Sempre a maggio si svolgono i festeggiamenti per sant'Ignazio da Laconi e per san Francesco da Paola; in quest'ultimo caso si può seguire una suggestiva processione a mare.
- A luglio è la volta della festa con la caratteristica processione a mare, di Nostra Signora di Bonaria. Per l'occasione decine di imbarcazioni imbandierate accompagnano il simulacro della Vergine nelle acque del porto.
- Il 15 agosto si festeggia l'assunzione di Maria. Mentre nella tradizione italiana la Madre di Dio è rapperentata come una creatura "viva", a Cagliari, e in Sardegna in genere, viene raffigurata come addormentata. La Dormitio della Vergine è una tradizione bizantina (per la parte spirituale) e catalana (soprattutto per la parte della vestizione). In tale data avviene una processione in cui il simulacro della Madonna è adagiato come addormentato su un letto, coperto da un velo.
- Il patrono della città è san Saturnino, che si festeggia il 30 ottobre[98].

### Istituzioni, enti e associazioni

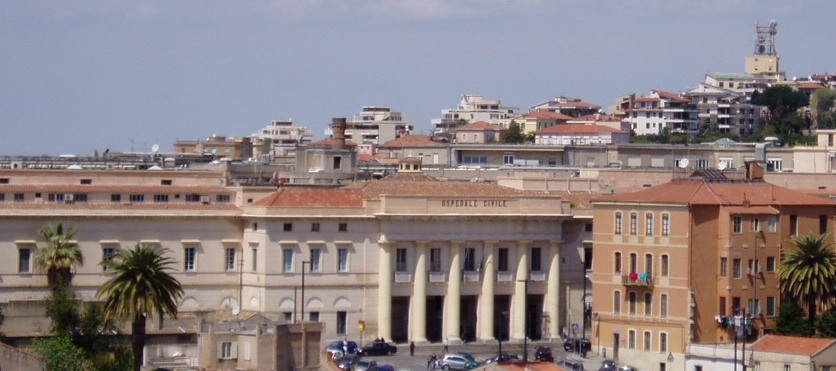
L'ospedale civile San Giovanni di Dio

#### Sanità
Le strutture ospedaliere sono:

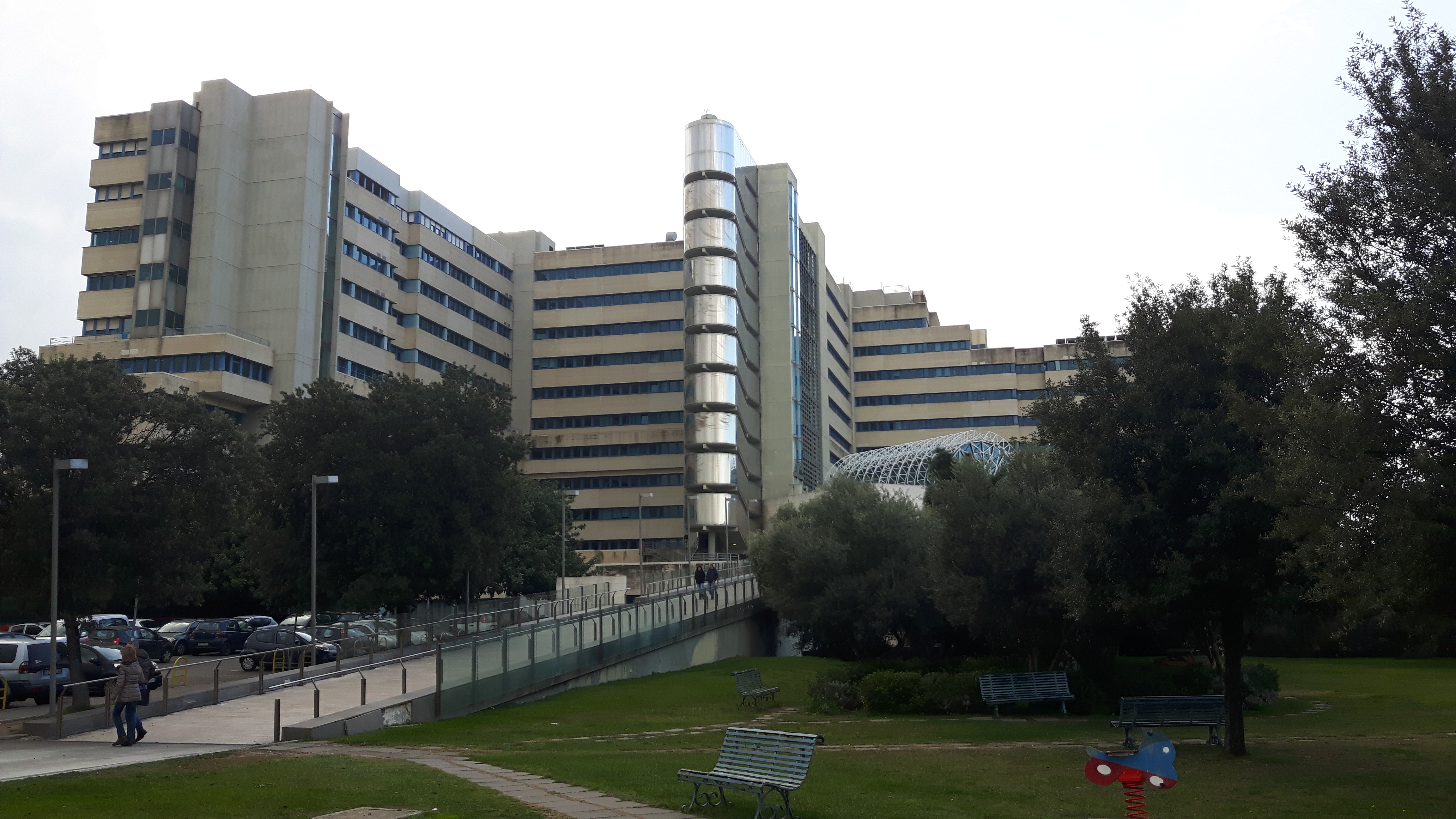
L'ospedale San Michele

- Azienda ospedaliera "G. Brotzu", che comprende:
  - Ospedale di alta specializzazione e di rilievo nazionale "San Michele"
  - Ospedale oncologico "Armando Businco"
  - Ospedale pediatrico microcitemico "Antonio Cao"
- Ospedale San Giovanni di Dio[100]
- Ospedale SS Trinità
- Ospedale Marino
- Ospedale "Roberto Binaghi"
- Policlinico di Monserrato[100]

### Qualità della vita
Secondo un sondaggio effettuato da IPR Marketing nel 2009, Cagliari risulta essere la "città più felice d'Italia".

## Cultura

### Istruzione

#### Biblioteche

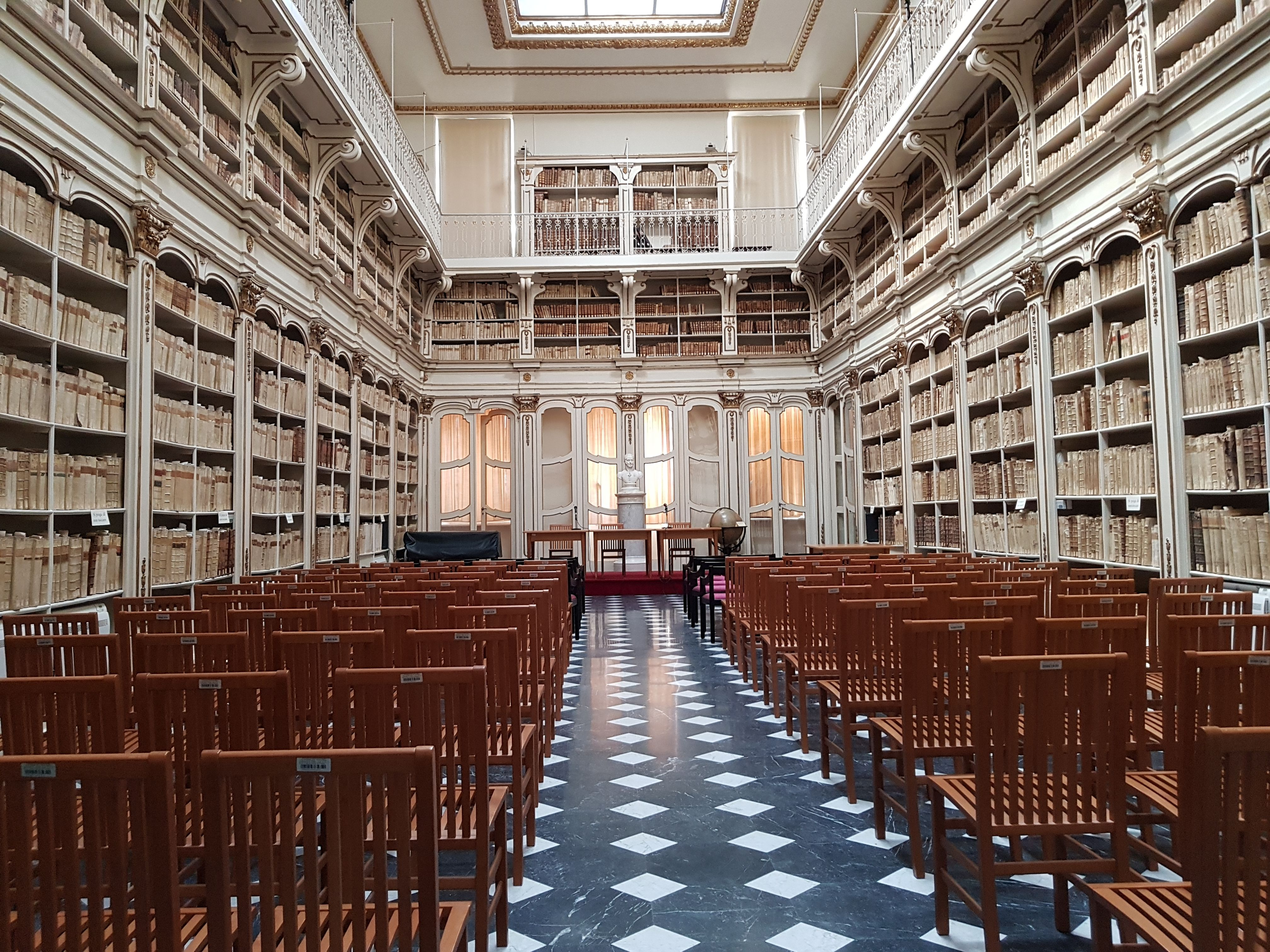
La biblioteca universitaria, inaugurata nel 1770

Le biblioteche presenti all'interno del territorio comunale sono:
- Biblioteca regionale
- Biblioteca metropolitana Emilio Lussu
- Biblioteca comunale di Pirri
- Biblioteca generale e di studi sardi
- Biblioteca della galleria comunale d'arte
- Biblioteca dell'Associazione culturale Italia-Inghilterra
- Biblioteca dell'Associazione culturale italo-tedesca
- Biblioteca comunale di quartiere "Don Milani"
- Biblioteca comunale di quartiere "G.B. Tuveri"
- Biblioteca comunale di quartiere "Regina Elena"
- Biblioteca comunale di quartiere "Vittorino Da Feltre"
- Biblioteca e Centro studi - documentazione San Mauro
- Biblioteca del Centro regionale di programmazione
- Biblioteca del Conservatorio di musica "Giovanni Pierluigi da Palestrina"
- Biblioteca del Consiglio regionale
- Biblioteca dell'Archivio di Stato
- Biblioteca dell'Assessorato politiche sociali della (ex) Provincia di Cagliari
- Biblioteca della Camera di Commercio Industria Artigianato Agricoltura
- Biblioteca della Casa circondariale
- Biblioteca della Soprintendenza BAPPSAD per le province di Cagliari e Oristano
- Biblioteca dell'Associazione Arcoes di Arteterapia
- Biblioteca dell'Istituto sardo per la storia della Resistenza e dell'autonomia
- Biblioteca dell'Osservatorio astronomico di Cagliari
- Biblioteca dell'Unione italiana ciechi Regina Margherita
- Biblioteca dello Studio di musicoterapia Stefania Battarino
- Biblioteca San Tommaso D'Aquino
- Biblioteca militare di Presidio
- Biblioteca Fondazione Istituto storico Giuseppe Siotto
- Biblioteca Servizi interculturali Fairuz
- Biblioteca di Studi cinematografici
- Biblioteca universitaria
- Mediateca del Mediterraneo

#### Scuole
Nel territorio comunale hanno sede 26 scuole secondarie di secondo grado, di cui 20 pubbliche e 6 private, 11 istituti secondari di primo grado pubblici e 3 privati e 13 scuole primarie pubbliche e 10 private. Tra i vari istituti sono rilevanti dal punto di vista storico il liceo ginnasio statale Siotto Pintor, già liceo degli Scolopi, che è una delle scuole in attività più antiche d'Italia (risale al XVII secolo), ed il liceo classico Giovanni Maria Dettori, nel quale studiarono varie personalità di rilievo sarde, tra cui Antonio Gramsci.

#### Università
L'Università degli Studi di Cagliari iniziò la sua attività nel 1626 ed è il principale ateneo di Cagliari nonché il più frequentato della Sardegna.
A Cagliari è presente dal 1970 anche la Pontificia facoltà teologica della Sardegna.

#### Musei e gallerie
- Collezione sarda Luigi Piloni
- EXMA
- Galleria comunale d'arte

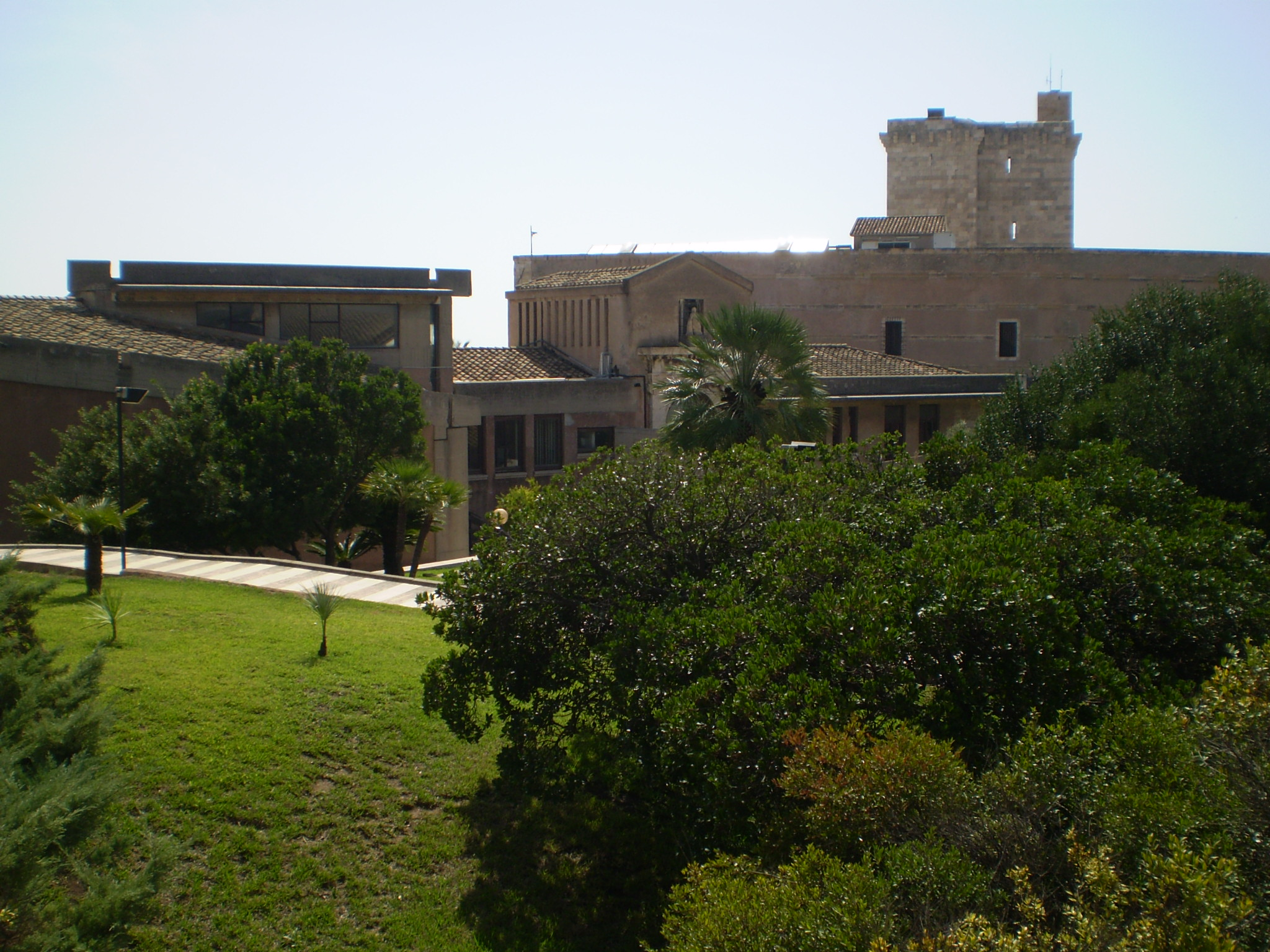
La cittadella dei musei

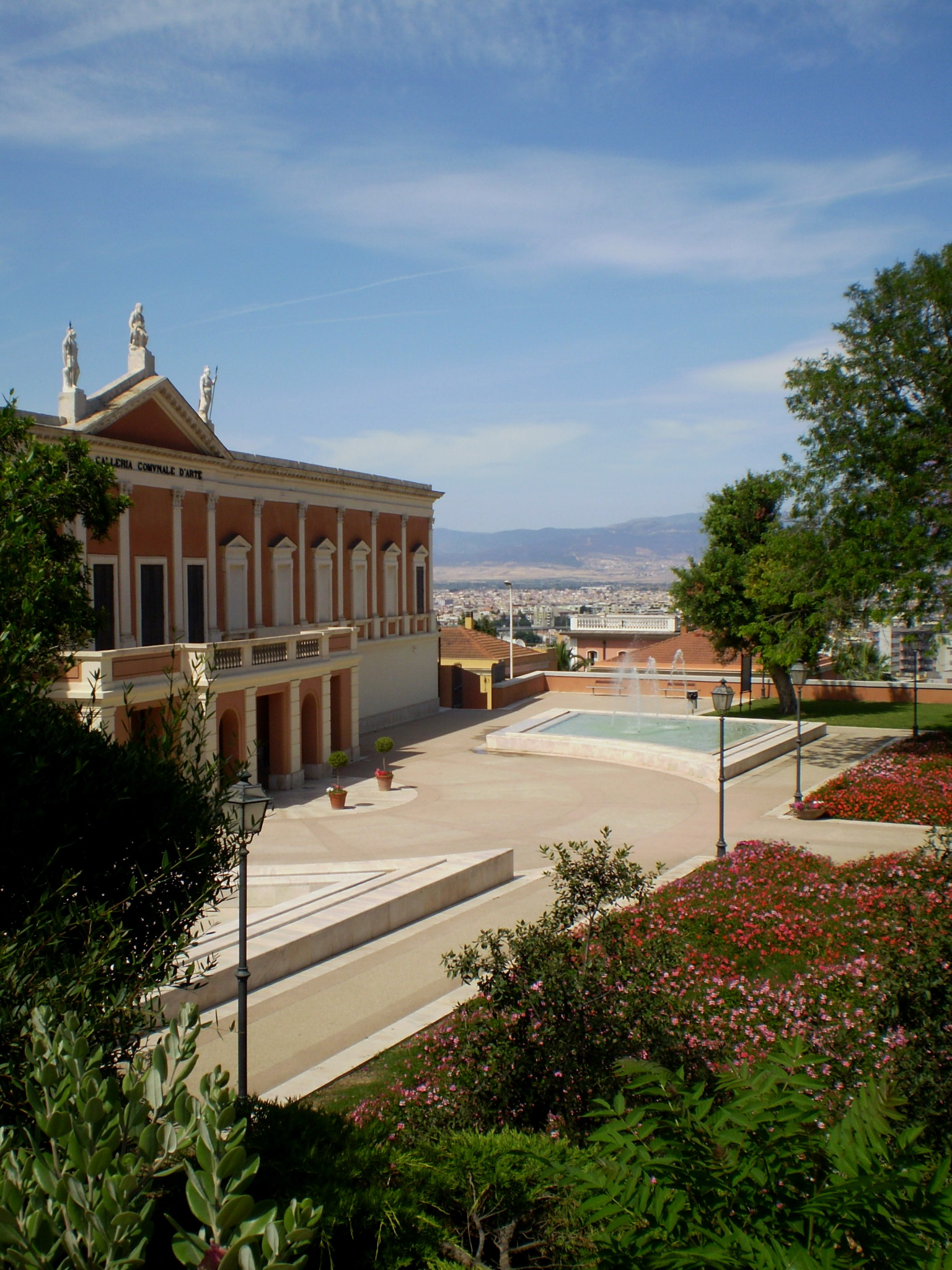
La galleria comunale d'arte

- Museo archeologico nazionale di Cagliari
- Museo dell'arciconfraternita dei Genovesi
- Museo civico d'arte siamese Stefano Cardu
- Museo del santuario di Nostra Signora di Bonaria
- Raccolta delle cere anatomiche di Clemente Susini
- Museo del Tesoro del Duomo
- Museo ferroviario sardo
- Museo di fisica di Sardegna
- Museo di mineralogia "Leonardo de Prunner"
- Museo sardo di antropologia ed etnografia
- Museo sardo di geologia e paleontologia "D. Lovisato"
- Museo del tesoro e area archeologica di Sant'Eulalia
- Museo zoologico
- Museo  ebraico[106]
- Orto botanico di Cagliari
- Pinacoteca nazionale
- Planetario [107]
- Cagliari Calcio 1920[108]
- Cineteca Sarda[109]
- Museo del Beato Nicola da Gesturi[110]
- Collezione Fontana di Bambole e Giocattoli[111]
- Museo delle mattonelle[112]
- Museo del mattoncino KaralisBrick[113]
- Museo universitario delle arti e culture contemporanee[114]
- Museo delle industrie litiche della Sardegna preistorica e protostorica
- Museo Nuragico[115]
- Collezione Cocco
- Saline Conti Vecchi[116]
- Museo della città , in costruzione[117]

### Media

#### Stampa
- L'Unione Sarda
- Tuttoquotidiano
- Il Sardegna
- Il Giornale di Sardegna
- L'avvenire di Sardegna
- L'Arena

#### Radio
- Radio Golfo degli Angeli
- Radio Kalaritana
- Radiomambo Cagliari
- Radio Press
- Radio Sintony
- Radiolina
- Radio X

#### Televisione
- Videolina
- Tele Costa Smeralda, alias TCS
- Sardegna Uno
- Rai (studi regionali)

### Arte

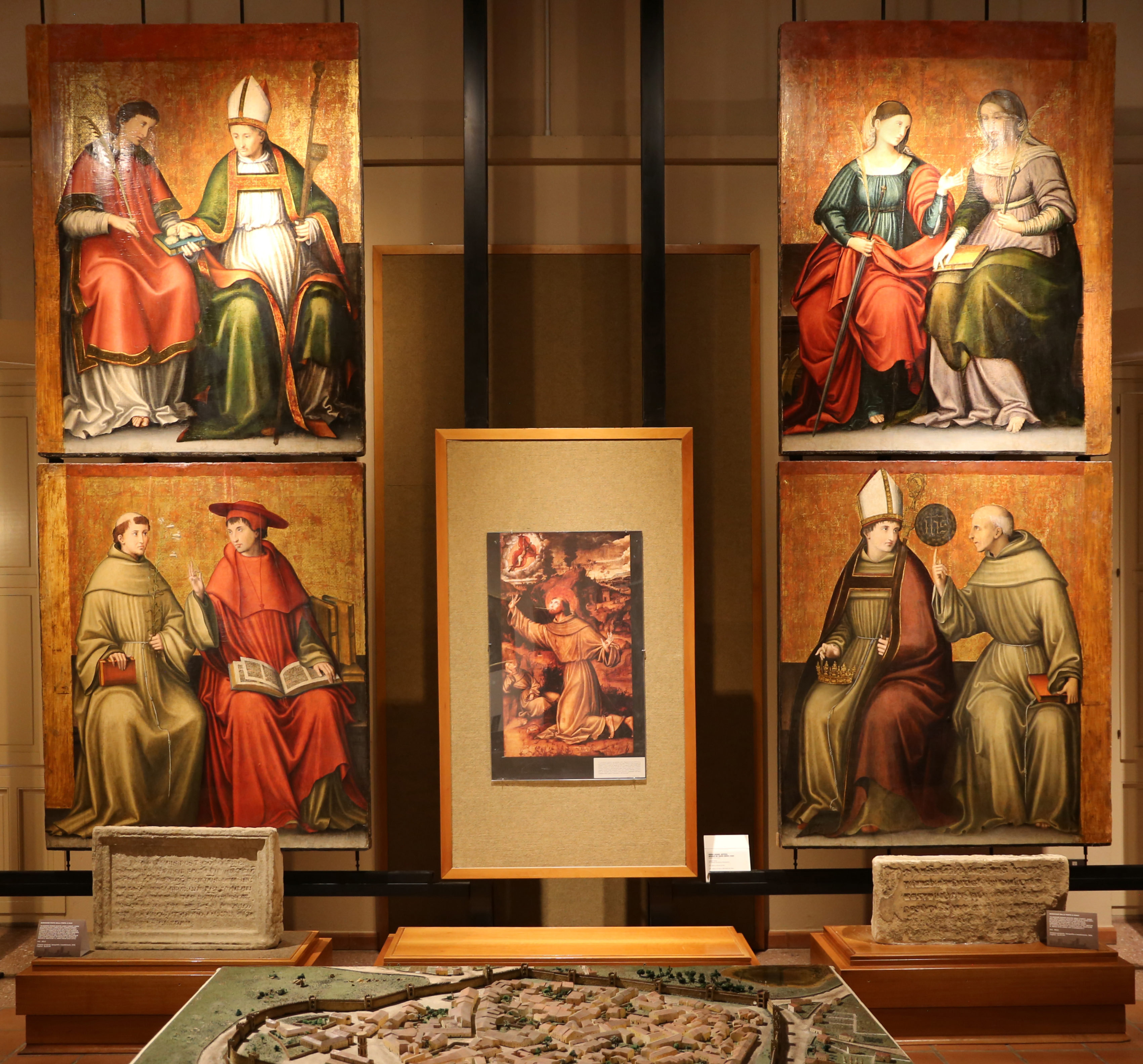
Pietro Cavaro, retablo del Santo Cristo (1533)

La scuola Stampacina è stata un'importante scuola di pittura sarda; il nome deriva dallo storico quartiere di Cagliari dove i pittori della famiglia Cavaro tennero bottega dagli inizi del XV agli inizi del XVII secolo. I principali esponenti furono Gioacchino Cavaro, Pietro Cavaro, Michele Cavaro, Lorenzo Cavaro, Pietro Raxis e Pietro Mainas.
La scuola stampacina si posiziona tra la pittura di ispirazione iberica, le novità della pittura del rinascimento italiano e la pittura fiamminga.

### Teatro
- Teatro Lirico
- Teatro Massimo
- Teatro Civico
- Auditorium Comunale
- Teatro Alfieri
- Teatro delle Saline
- Auditorium del Conservatorio
- TeatroClub

### Cinema
Film girati e/o ambientati nel capoluogo:

La calda vita

- La calda vita, regia di Florestano Vancini (1963)
- Il figlio di Bakunìn, regia di Gianfranco Cabiddu (1997)
- Pesi leggeri, regia di Enrico Pau (2001)
- Il fuggiasco, regia di Andrea Manni (2003)
- Disegno di sangue, regia di Gianfranco Cabiddu (2006)
- Jimmy della collina, regia di Enrico Pau (2006)
- Tutto torna, regia di Enrico Pitzianti (2008)
- Tajabone, regia di Salvatore Mereu (2010)
- Bellas mariposas, regia di Salvatore Mereu (2012)
- Dimmi che destino avrò, regia di Peter Marcias (2012)
- Domino, regia di Brian De Palma (2019)

### Musica

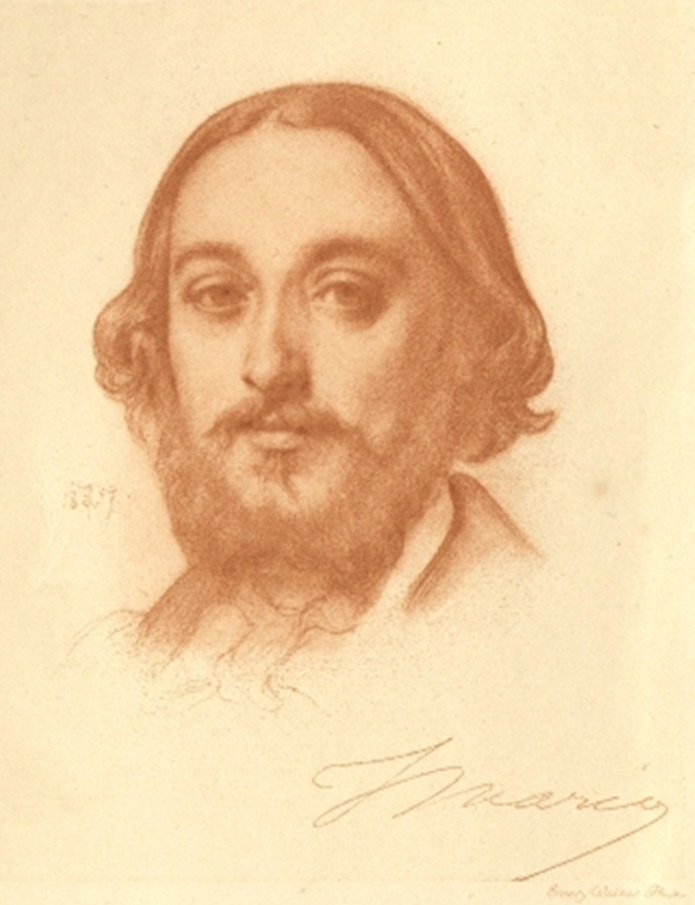
Ritratto di Giovanni Matteo De Candia

Cagliari ha dato i natali a importanti musicisti tra cui Ennio Porrino, compositore e Giuseppe Anedda, mandolinista, nonché a diversi cantanti come i tenori Giovanni Matteo De Candia e Piero Schiavazzi, il baritono Angelo Romero, i soprani Carmen Melis e Giusy Devinu e il contralto Bernadette Manca di Nissa.
Per quanto riguarda la musica contemporanea, godono di una certa fama cantanti come Pago e più recentemente Marco Carta.
Dal 1939 è attivo il Conservatorio Giovanni Pierluigi da Palestrina, erede dell'Istituto musicale Mario De Candia, che negli ultimi anni ha istituito una convenzione con il liceo artistico Foiso Fois aprendo il Liceo musicale di Cagliari.

### Cucina
La cucina cagliaritana è legata alla cucina tipica dell'isola, in particolare quella campidanese, ma presenta anche influenze catalane e liguri. Fra i piatti più tradizionali si possono citare quelli a base di pesce come la fregula cun cocciula (fregola con le vongole), cocciula e cozzas a schiscionera (vongole e cozze cucinate in tegame), sa burrida a sa casteddaia (piatto a base di gattuccio marino, aceto e noci), sa cassola (zuppa di pesci, crostacei e molluschi), le orziadas (anemoni di mare insemolati e fritti) e l'aligusta a sa casteddaia (aragosta condita alla cagliaritana).
I primi piatti più famosi sono i malloreddus a sa campidanesa, spaghetti con vongole e bottarga, spaghittus cun arrizzonis (spaghetti ai ricci di mare serviti anche in diverse varianti, coi carciofi o con asparagi selvatici), su mazzamurru (pane casereccio raffermo cotto nel sugo o nel brodo, condito col pecorino grattugiato) e le panadas (piatto originario di Assemini, consiste in una sorta di torta salata ripiena di carne o anguille, la cui pasta viene preparata impastando semola, strutto e olio d'oliva); dal 2022 è entrata nella lista dei prodotti agroalimentari tradizionali sardi anche la pizzetta cagliaritana, un doppio disco di pasta sfoglia che racchiude sugo di pomodoro e un cappero.
I secondi piatti sono essenzialmente arrosti di carne.
I dolci più conosciuti sono le pardulas, seada, candelaus, papassinu diffusi in tutta l'isola. Fra i vini prodotti nel cagliaritano si segnalano il Nuragus, il Nasco, il Girò, il Malvasia, il Moscato e il Monica.

### Eventi
- Ad aprile ha inizio la stagione lirica e del balletto, organizzata dal Teatro Lirico di Cagliari; generalmente le rappresentazioni finiscono a dicembre.
- I primi di maggio si teneva dal 1948 la Fiera campionaria della Sardegna, tappa obbligata per tutti coloro che desideravano curiosare nell'assortito panorama sardo ed estero. L'ultima edizione si è svolta nel 2018, dopo un declino costante nei dieci anni precedenti[122].
- Nei mesi estivi presso la Fiera campionaria hanno luogo molti concerti e spettacoli che vedono protagonisti artisti italiani e internazionali.
- A luglio o settembre nel Golfo degli Angeli si disputa la regata denominata Audi MedCup a cui partecipano le migliori imbarcazioni mondiali.
- A ottobre inizia la stagione concertistica del Teatro Lirico di Cagliari che termina a maggio con il festival di sant'Efisio.
- Nel periodo ottobre - aprile va in scena la stagione di prosa presso il Teatro Massimo.
- Festarch è un festival internazionale di architettura, che si svolge presso la ex manifattura tabacchi situata in viale Regina Margherita.
- In novembre i locali della Fiera ospitano l'European Jazz Expò, festival dedicato al jazz, in cui si esibiscono anche artisti di rilievo come Paolo Fresu.
- Ogni anno si tiene in città il meeting Terra Sarda di atletica che accoglie alcuni dei più forti atleti italiani ed internazionali.

## Geografia antropica

### Urbanistica

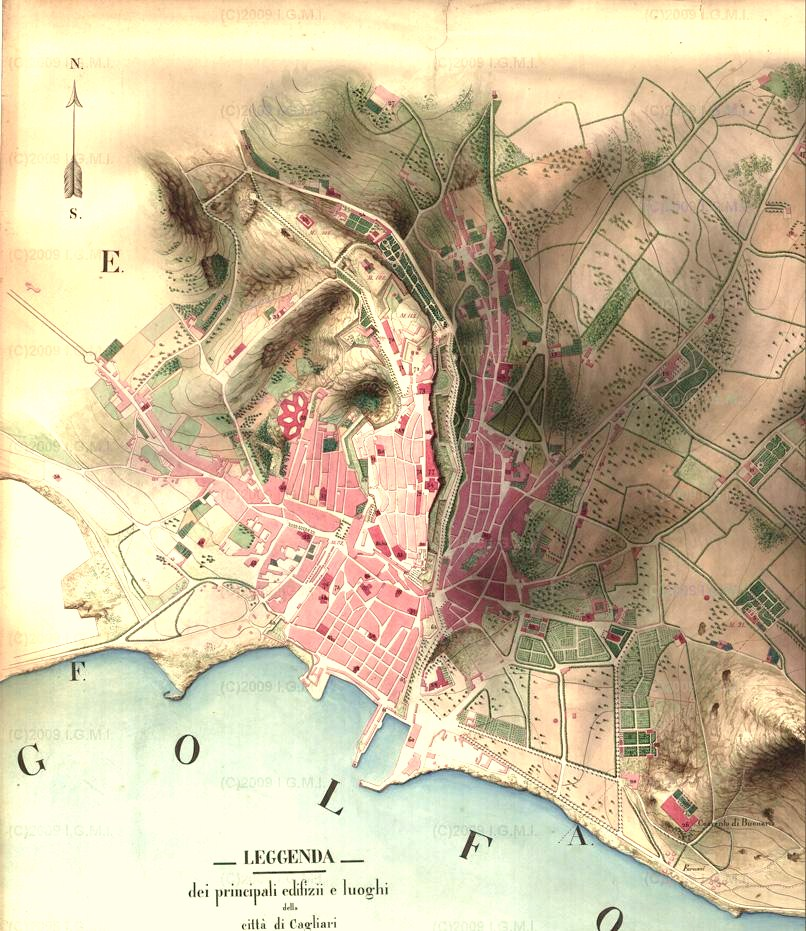
Pianta di Cagliari del 1858

La città si è sviluppata in diversi periodi: si possono chiaramente distinguere il centro storico di origine medievale e i nuovi quartieri, frutto del fenomeno dell'urbanizzazione, sorti tra XIX e XX secolo.
Il centro storico ha assunto la sua fisionomia, ancor oggi in gran parte conservata, nella seconda metà del XIII secolo, quando ad est e ovest del Castello e della Marina si aggiunsero le due appendici di Villanova e Stampace. La pianta della Cagliari pisana (e poi aragonese e spagnola) aveva la forma di un'aquila, simbolo imperiale, similmente ad altre città medievali italiane come ad esempio Cividale del Friuli. 
(Estratto da Hymno a Càller di Juan Francisco Carmona, 1631)
A partire dal XIX secolo, con il depennamento di Cagliari dalla lista delle piazzeforti del Regno d'Italia (1866) e il conseguente abbattimento delle mura, la città si è espansa verso est, ovest e nord.

### Suddivisioni

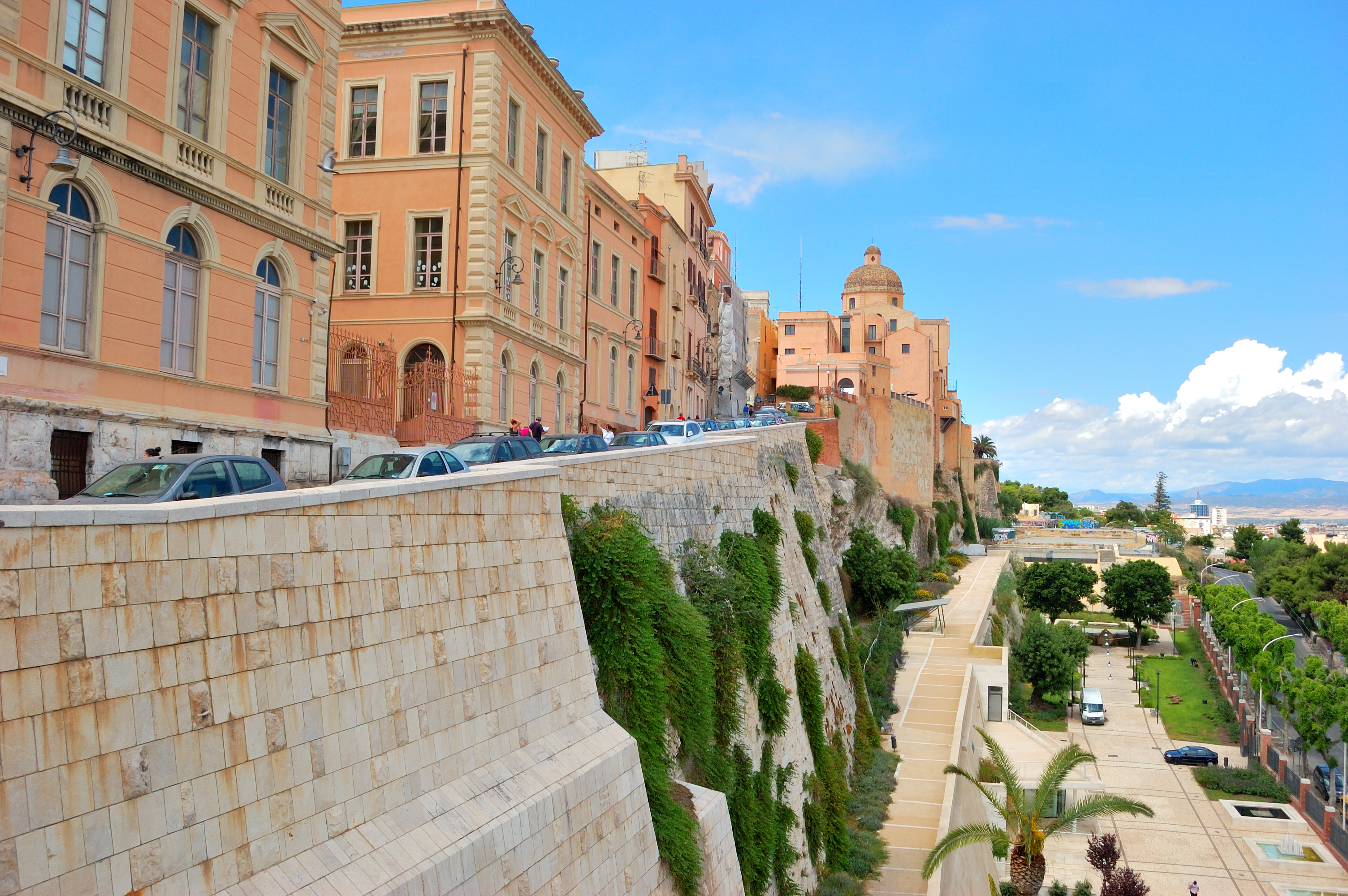
Il quartiere Castello

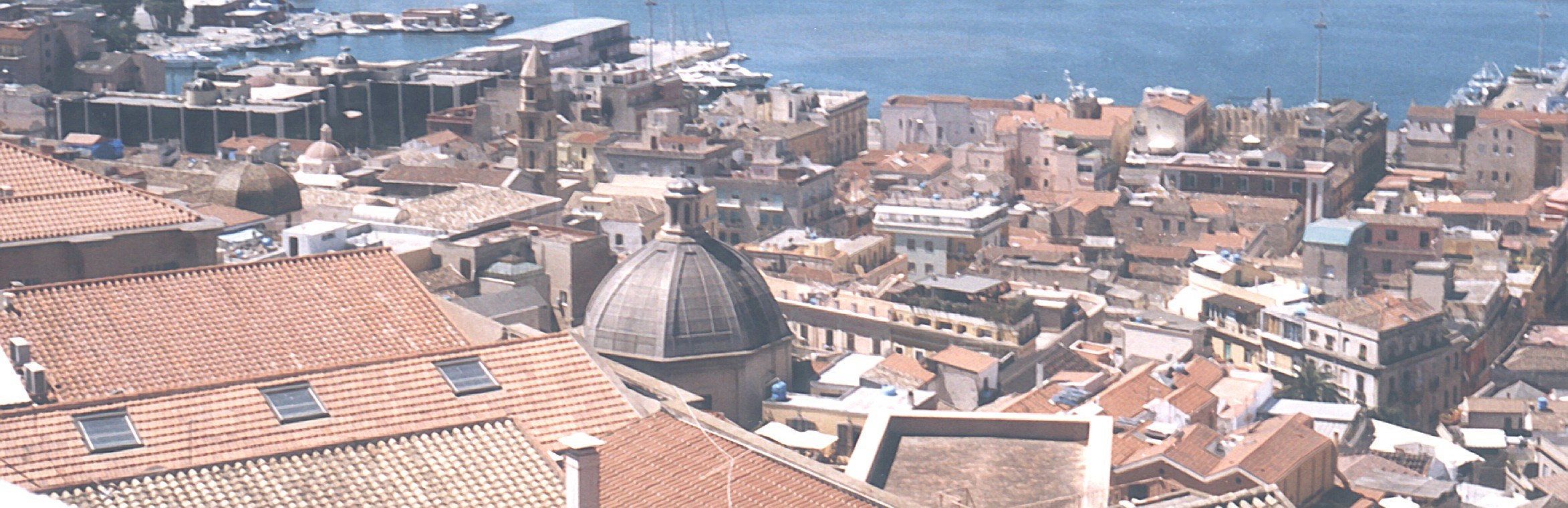
La Marina

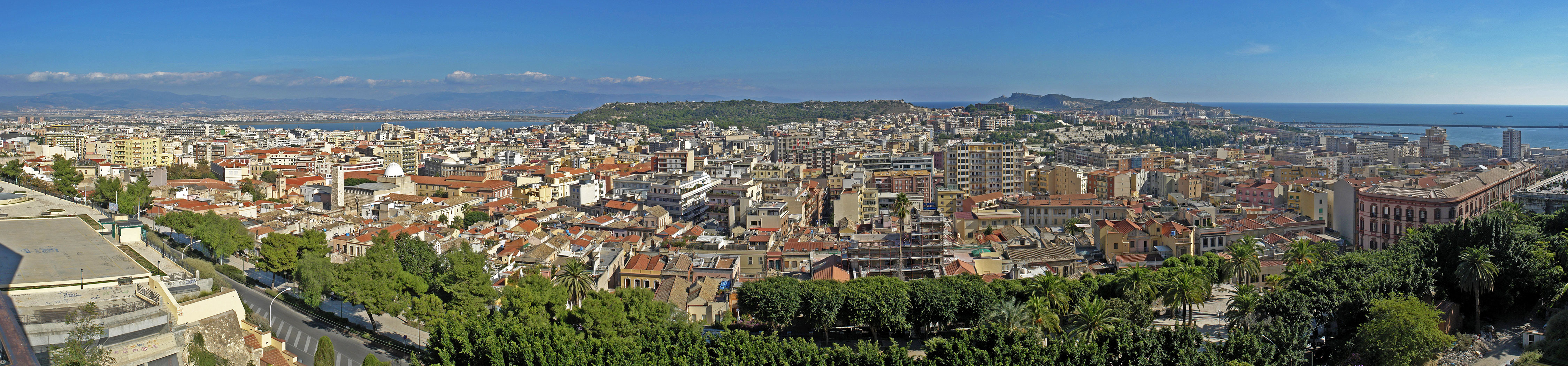
Villanova e dintorni

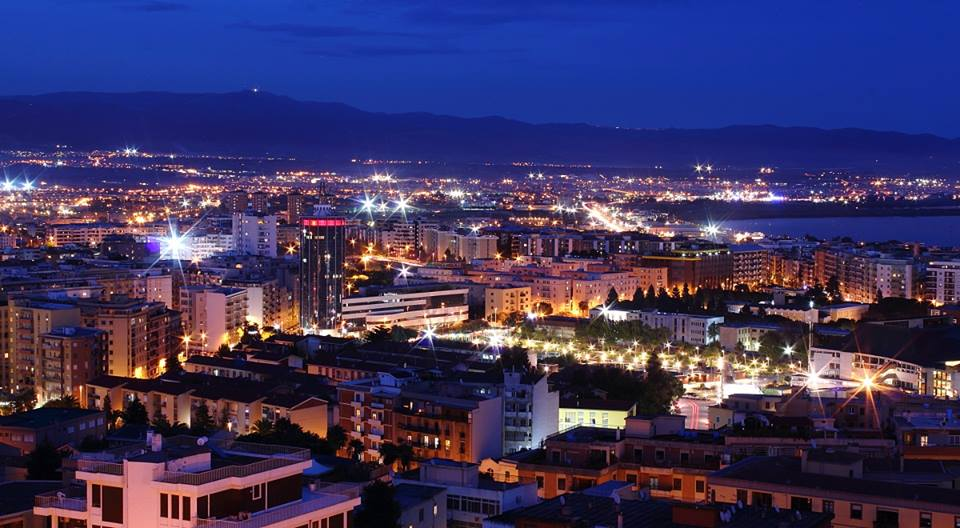
Fonsarda e dintorni

Oggi Cagliari conta 31 quartieri:

#### Centro storico
- 1. Castello
- 2. Villanova
- 3. Marina
- 4. Stampace

#### Città moderna
- 5. Tuvixeddu-Tuvumannu
- 6. Is Mirrionis
- 7. La Vega
- 8. Fonsarda
- 9. Sant'Alenixedda
- 10. San Benedetto
- 11. Genneruxi
- 12. Monte Urpinu
- 13. Monte Mixi
- 14. Bonaria
- 15. Sant'Avendrace-Santa Gilla
- 16. Mulinu Becciu
- 17. San Michele
- 18. Barracca Manna
- 19. Is Campus-Is Corrias
- 20. Villa Doloretta
- 21. Monreale
- 22. San Giuseppe-Santa Teresa-Parteolla
- 23. Is Bingias-Terramaini
- 24. Monteleone-Santa Rosalia
- 25. Quartiere Europeo
- 26. CEP
- 27. Poetto-Medau su Cramu
- 28. La Palma
- 29. Quartiere del Sole
- 30. Borgo Sant'Elia
- 31. Nuovo Borgo Sant'Elia

## Economia

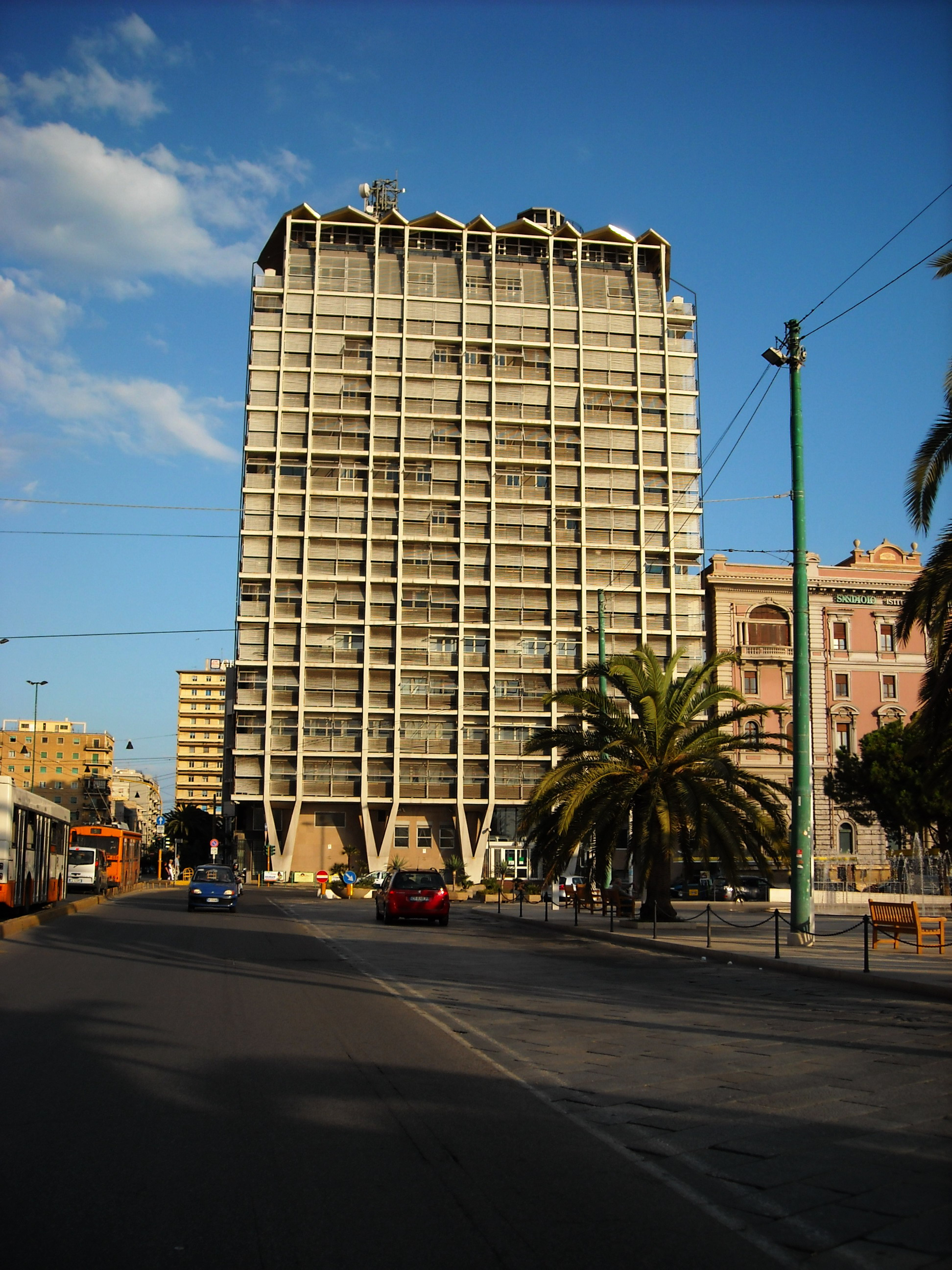
Palazzo ENEL, progettato per la Società Elettrica Sarda nel 1958 da Gigi Ghò

Al 2023 Cagliari, con un reddito pro capite di 25315 €, risulta il primo comune per reddito pro capite della Sardegna e si colloca al sesto posto tra i 20 capoluoghi di regione italiani.

### Pesca
Grazie alla vicinanza del mare e agli stagni, il settore della pesca è abbastanza sviluppato. La città inoltre possiede uno dei più grandi mercati ittici d'Italia, il mercato di San Benedetto, con una vasta scelta sia per commercianti che per privati.

### Industria
La zona industriale di Macchiareddu-Grogastu fra Cagliari e Capoterra (coadiuvata dal Porto Canale di Giorgino) è una delle più importanti nell'isola. Sono presenti anche vari stabilimenti di multinazionali (Heineken, Bridgestone, Eni).

### Servizi

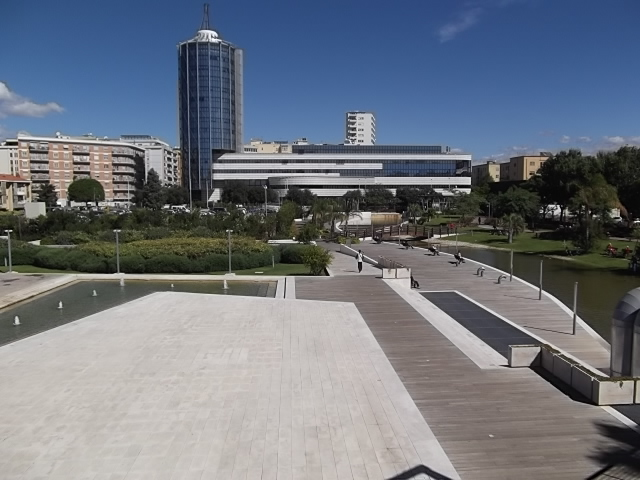
Il Parco della Musica; sullo sfondo il T-Hotel.

Per quanto riguarda il settore bancario, a Cagliari ha sede il Banco di Sardegna e fino al 2014 anche la Banca di Credito Sardo. Importante anche il settore delle telecomunicazioni: Tessellis ha il suo quartier generale a Sa Illetta nella periferia ovest della città. A Cagliari è situata una delle sedi italiane di Amazon.com.
Il distretto espositivo della fiera di Cagliari, fondata nel 1948, è il più importante dell'isola.

### Turismo
Negli ultimi anni sta prendendo piede il settore turistico grazie alla costante crescita del numero dei visitatori che scelgono Cagliari per le loro vacanze. 

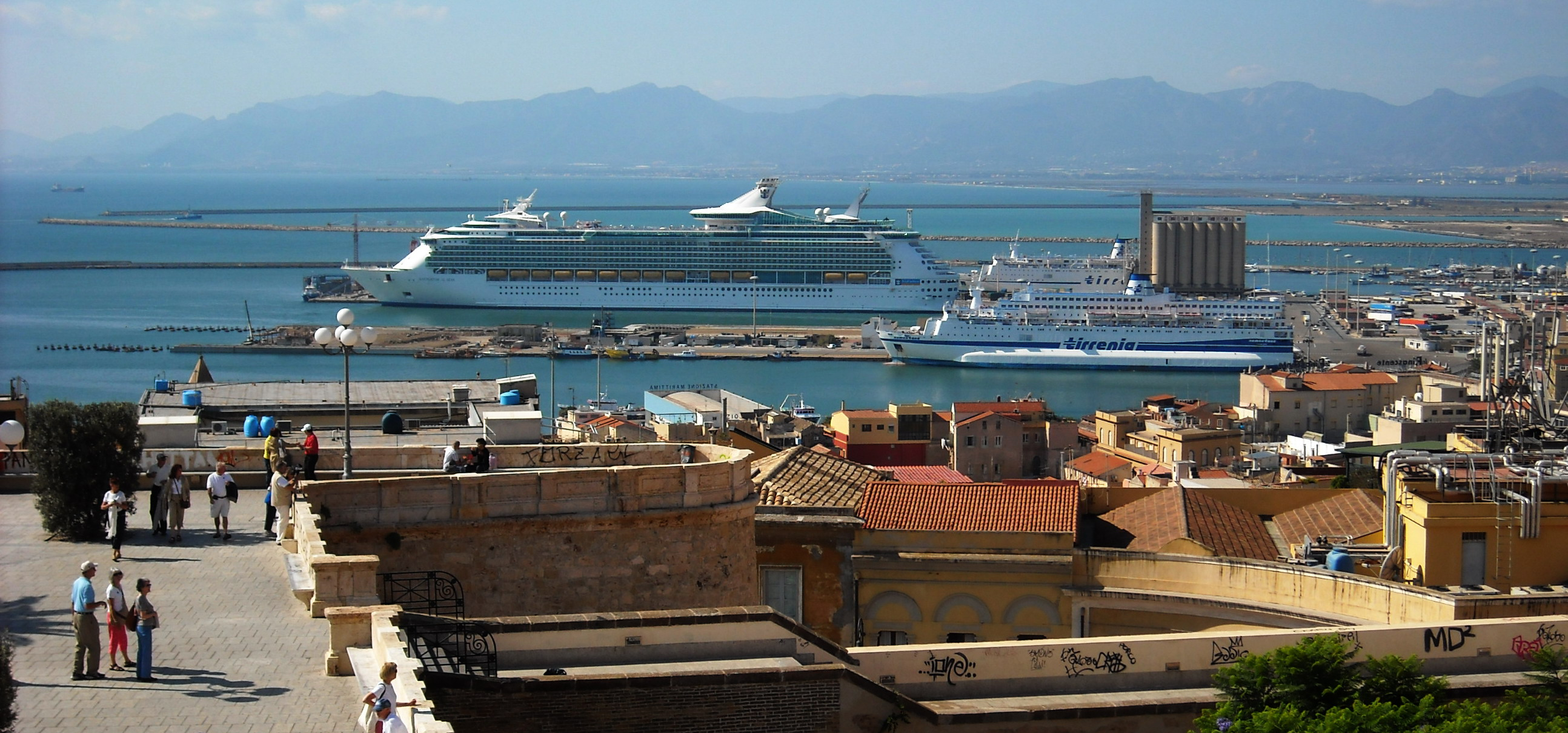
Navigator of the Seas nel porto di Cagliari.

Nella sola città di Cagliari nel 2022 si contavano circa 1400000 presenze e 600000 arrivi.

## Infrastrutture e trasporti

### Strade
Da Cagliari partono alcune importanti strade statali e provinciali:
- Strada statale 131 Carlo Felice per Sassari - Porto Torres e per Olbia (strada statale 131 dir/centr Nuorese).
- A livello locale riveste importanza la strada statale 131 dir Carlo Felice che collega l'Asse Mediano di Scorrimento con la SS 131.
- Strada statale 130 Iglesiente, per Iglesias e Carbonia.
- Strada statale 125 Orientale Sarda, che collega Cagliari all'est della Sardegna, terminando nei pressi di Palau.
- Strada statale 195 Sulcitana, che collega Cagliari con il Basso Sulcis terminando a San Giovanni Suergiu.
- Strada statale 554 Cagliaritana, che raccorda esternamente al centro, le varie vie di comunicazione che si diramano dalla città e dall'hinterland, tra le altre la
- Strada statale 387 del Gerrei, che termina presso Muravera.
- Dal Poetto attraverso la Strada Provinciale 17 si raggiunge Villasimius.

### Ferrovie

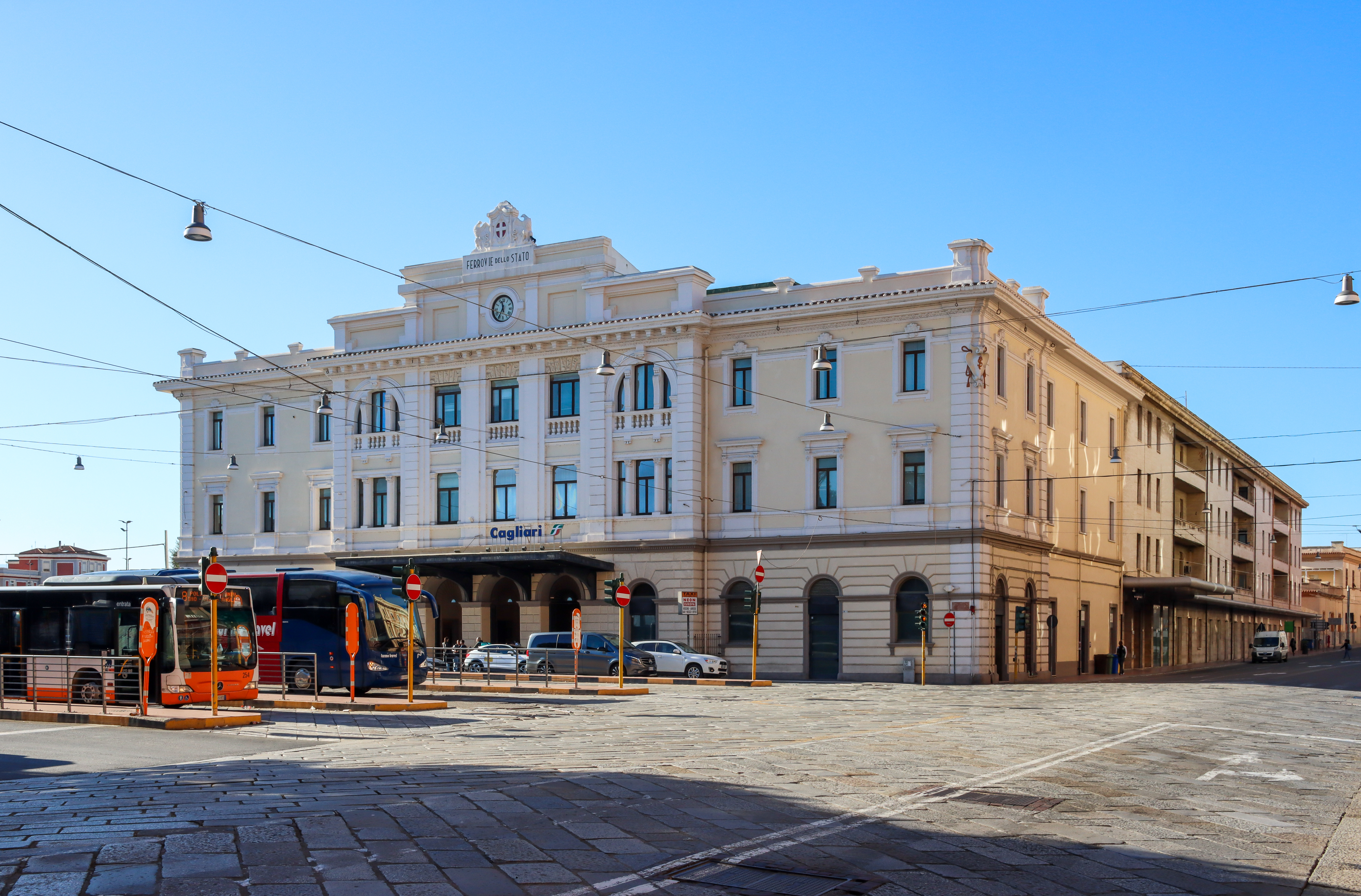
Stazione ferroviaria di Cagliari

Il principale scalo ferroviario di Cagliari è la stazione delle Ferrovie dello Stato, con treni che collegano Cagliari a Iglesias e Carbonia, a Olbia e Golfo Aranci e a Sassari e Porto Torres attraverso lo snodo di Ozieri-Chilivani. Sempre sul tracciato FS si trovano due scali minori: lo scalo merci di via San Paolo e la fermata di Cagliari Santa Gilla. In passato erano attive varie stazioni e fermate delle ferrovie a scartamento ridotto sarde (il cui tracciato cagliaritano è utilizzato come tranvia dal 2008). La principale di queste fu la stazione delle Ferrovie Complementari della Sardegna.
Dalla stazione del vicino comune di Monserrato ha inizio la linea ferroviaria a scartamento ridotto per Arbatax e Sorgono dell'ARST; il servizio regolare di trasporto pubblico locale è limitato alla tratta sino a Isili, mentre la restanti tratte sono percorse dai treni turistici più conosciuti come Trenino Verde.

### Porti
Cagliari è servita dal porto passeggeri, commerciale e terminal crociere di via Roma. Vi sono collegamenti di linea con navi passeggeri per Civitavecchia, Napoli e Palermo e merci con Genova e Livorno.
A Cagliari ha sede anche il Porto Canale, dedicato al traffico container. Una zona del porto di via Roma è riservata alle imbarcazioni turistiche. Altri due porti turistici sono Su Siccu (Lega Navale) e Marina Piccola.

### Aeroporti

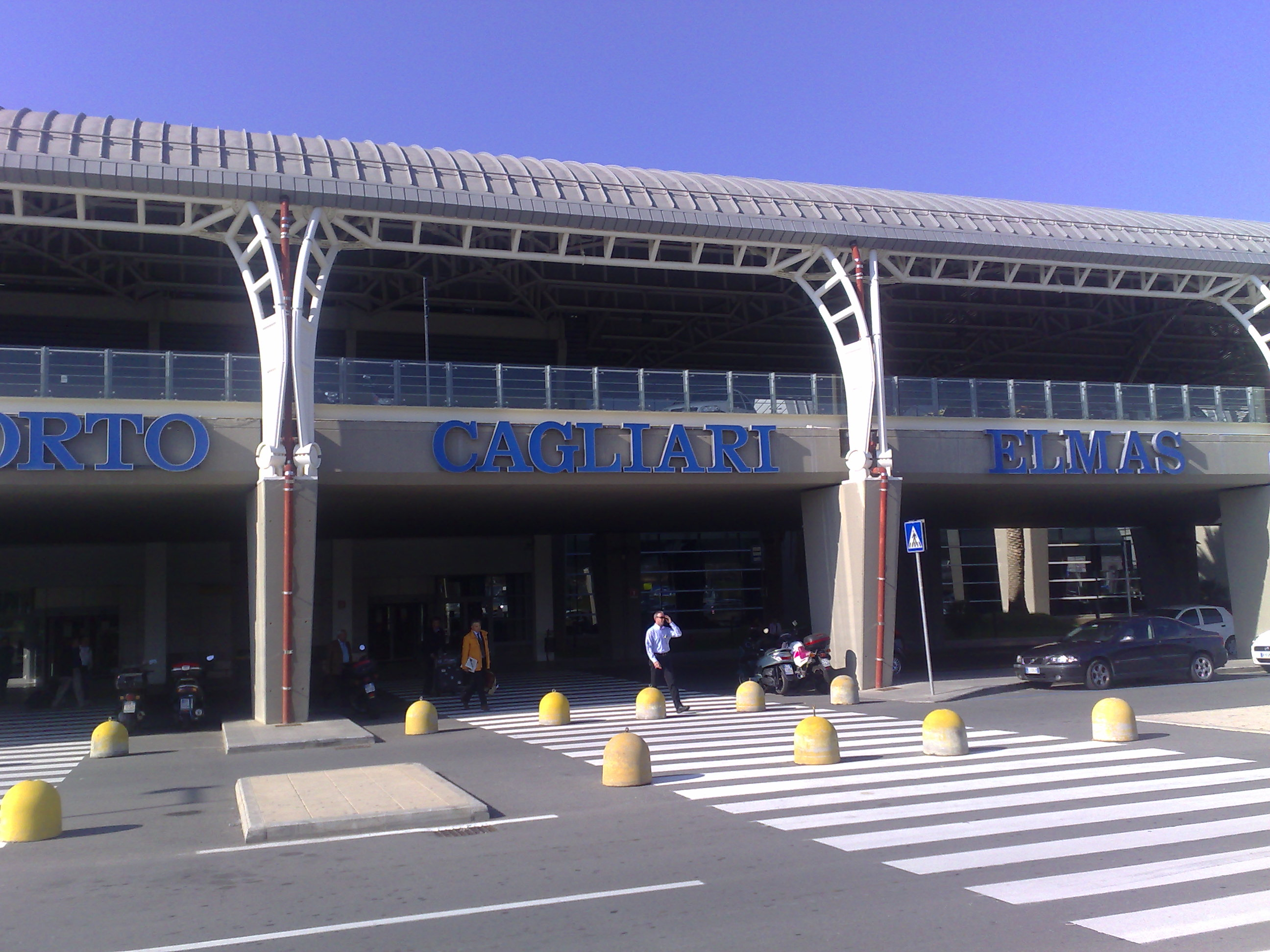
Aeroporto di Cagliari-Elmas

La città è servita dall'omonimo aeroporto intitolato a Mario Mameli, che si trova a pochi chilometri dal centro di Cagliari, in territorio di Elmas. Raggiungibile in auto tramite la SS 130, è collegato con tutti i treni regionali in partenza e in arrivo a Cagliari.

### Mobilità urbana
La tranvia, gestita dall'ARST, collega l'ex stazione ferroviaria di piazza Repubblica con la Cittadella universitaria e il Policlinico passando per stazione di San Gottardo, da dove è possibile raggiungere vari centri dell'interno coi treni a scartamento ridotto o, nel caso di Settimo San Pietro, anche via tram.
Fino al 1973 era attiva un'estesa rete tranviaria che arrivò a comprendere 4 linee urbane e 2 extraurbane.
Il trasporto pubblico urbano e suburbano è svolto tramite servizi gestiti dal CTM, che integrano la rete filoviaria, mentre il trasporto regionale è svolto con autoservizi di linea ARST.
Fino al 1973 nelle adiacenze della stazione ferroviaria era presente il capolinea delle tranvie extraurbane per Quartu Sant'Elena e per le spiagge del Poetto.

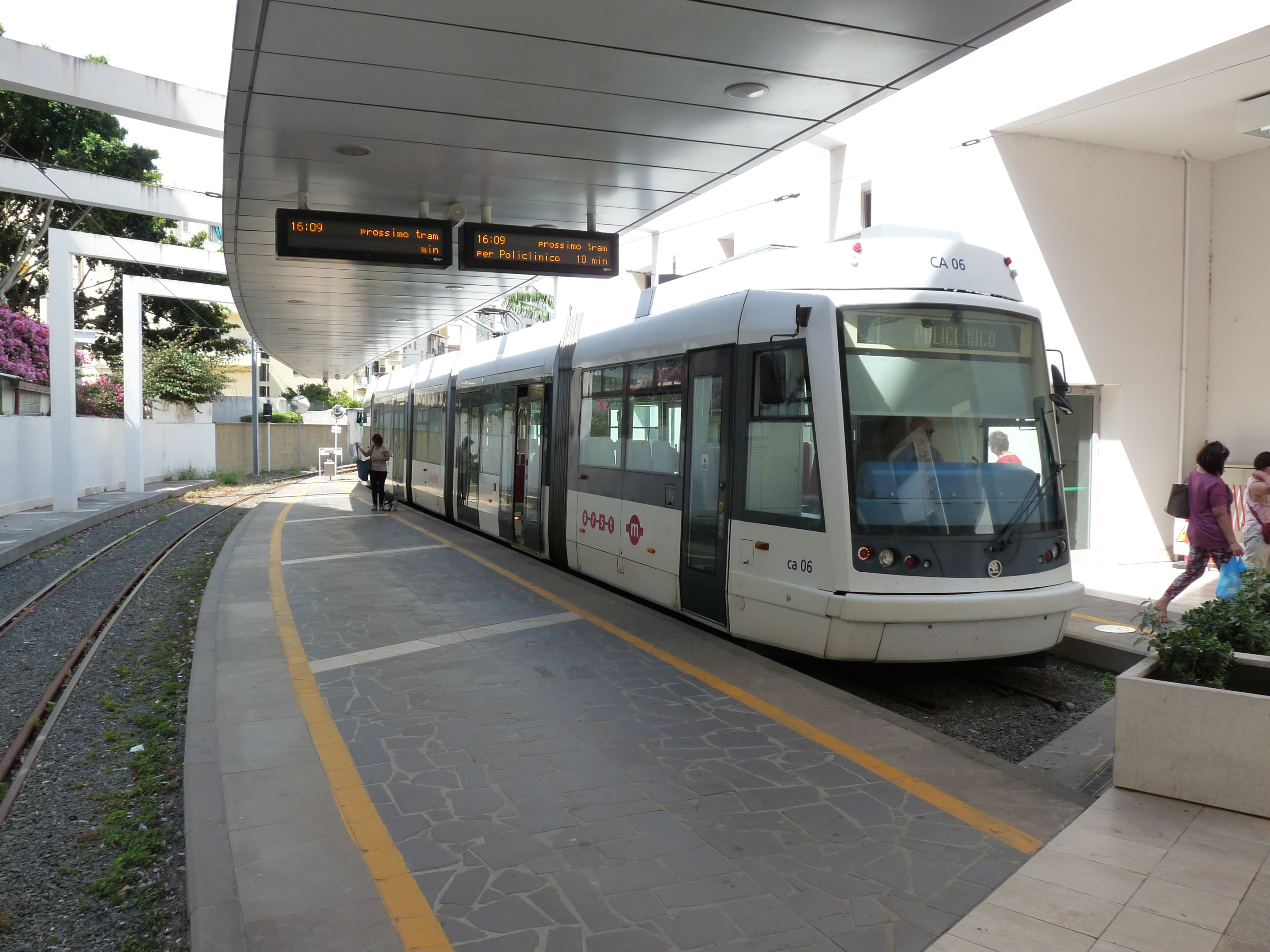
Tram Skoda 06T della tranvia di Cagliari in sosta al capolinea di piazza Repubblica
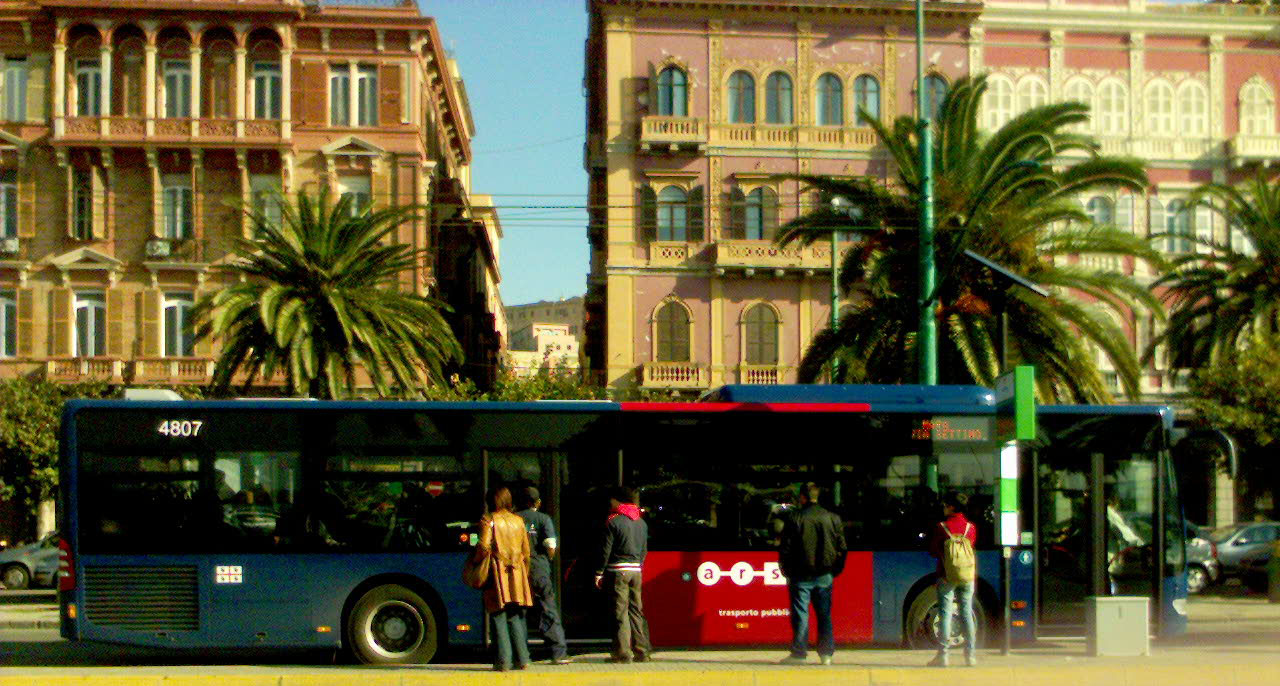
Autobus Mercedes-Benz Citaro dell'Azienda Regionale Sarda Trasporti (ARST) in via Roma
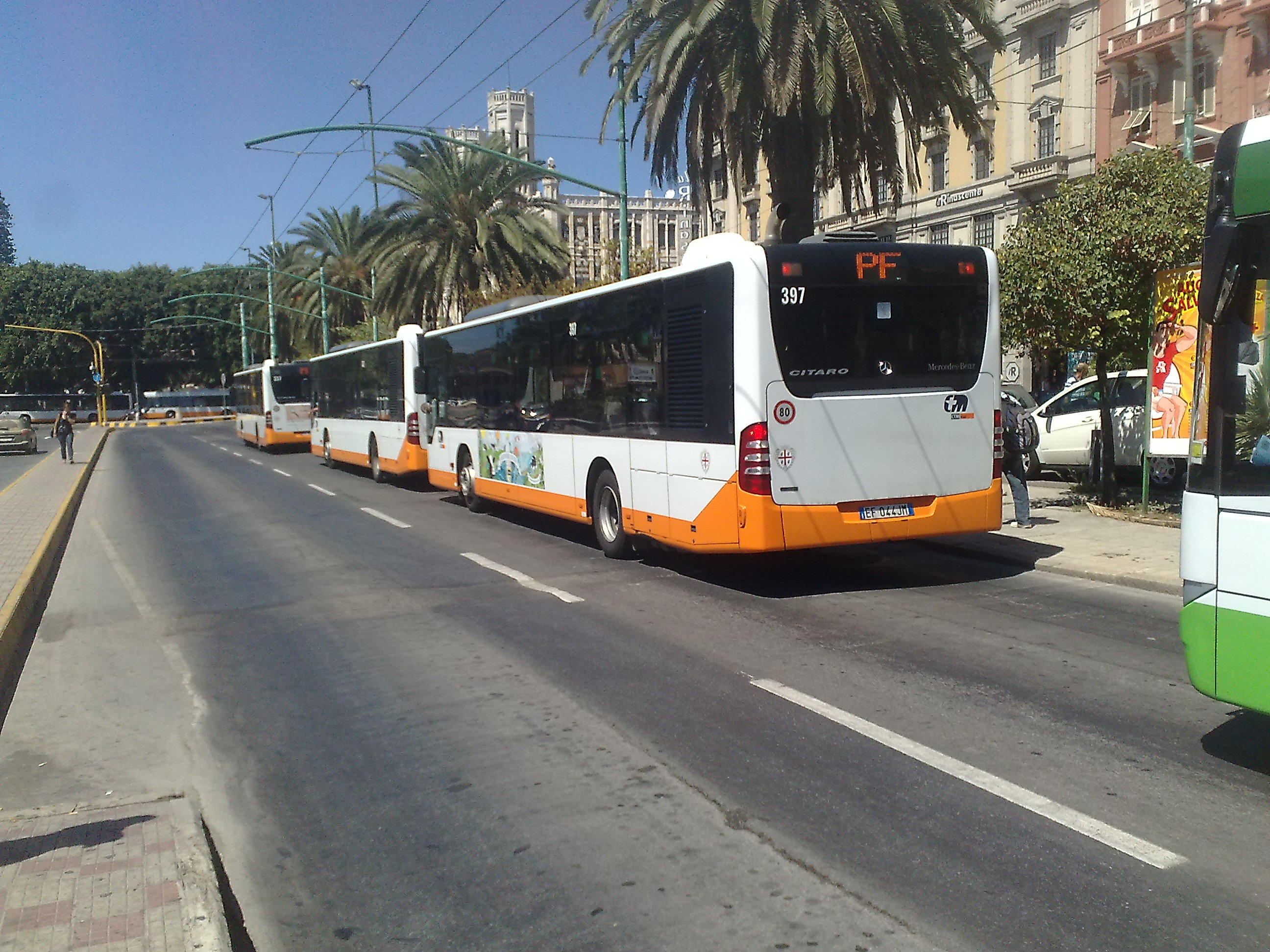
Autobus della Compagnia CTM in via Roma

## Amministrazione

### Consolati
A Cagliari sono presenti i seguenti consolati:
- Belgio
- Bielorussia
- Danimarca
- Estonia
- Filippine
- Finlandia
- Francia
- Germania
- Grecia
- Lituania
- Malta

- Monaco
- Danimarca
- Norvegia
- Paesi Bassi
- Regno Unito (a Quartu Sant'Elena)
- Rep. Ceca
- Spagna
- Svezia
- Svizzera
- Ungheria
- Uruguay

### Gemellaggi
Cagliari è gemellata con:
- Padova, dal 2000[129]
- Biella, dal 2003[130]
- Abbasanta, dal 24 agosto 2019, in onore di Sant'Agostino[131];
- Pavia, dal 14 febbraio 2020, in onore di Sant'Agostino, le cui spoglie vennero trasferite dal capoluogo sardo a quello lombardo nel 722[132];
- Spilamberto, dal 13 luglio 2021, in onore di Nino Garau, partigiano cagliaritano che partecipò alla resistenza italiana nel comune emiliano[133].

## Sport

### Atletica
- Società Ginnastica Amsicora
- CUS Cagliari
- Esperia

### Pallanuoto
- Serie A2: Rari Nantes Cagliari

### Baseball
- Serie B: Cagliari Baseball softball: fondata nel 1909, milita in serie A2 e nel 2006 ha sfiorato la promozione in A1 (perdendo ai play-off).

### Pallacanestro
Maschile:
- Serie B Nazionale: Pirates Accademia Basket
- Serie C Unica: Olimpia Cagliari

Femminile:
- Serie A1: Cus Cagliari
- Serie A2: Virtus Cagliari

### Calcio

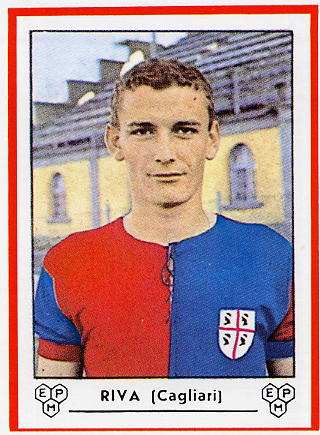
Un giovane Gigi Riva in una delle sue prime stagioni a Cagliari

- Serie A: Cagliari Calcio, nel campionato 1969-1970 conquistò lo scudetto.
- Eccellenza: Ferrini Cagliari
- Promozione: La Palma Monteurpinu, seconda squadra cagliaritana che vede il campionato di Serie C2 come massimo risultato conseguito.

Dal 1927 al 1946 è esistita la Pro Calcio San Giorgio Fois, squadra del quartiere di Stampace che nel 1938-39 disputò il campionato di Serie C.

### Calcio a 5
- Serie A: Cagliari Futsal

### Canoa polo
- Serie A: Società Canottieri Ichnusa
- Serie A: Team Kayak Sardegna

### Canottaggio
- Società Canottieri Ichnusa, che essendo stata fondata nel 1891 è la più antica società di sport nautici della Sardegna

### Ciclismo
Per quattro volte Cagliari è stata sede di arrivo di una tappa del Giro d'Italia, la prima nel 1961, l'ultima nel 2017.
- 1961: 4ª tappa Cagliari-Cagliari, vinta da Oreste Magni;
- 1991: 3ª tappa Sassari-Cagliari, vinta da Mario Cipollini;
- 2007: 3ª tappa Barumini-Cagliari, vinta da Robert Förster[134];
- 2017: 3ª tappa Tortolì-Cagliari, vinta da Fernando Gaviria.

### Ginnastica artistica
- Società Ginnastica Amsicora
- S.G. E.D'Arborea

### Hockey su prato
- Serie A1: Società Ginnastica Amsicora: ha vinto 21 scudetti nella sezione maschile (primato italiano) e 4 in quella femminile
- CUS Cagliari

### Lotta
- S.G. E.D'Arborea

### Pallavolo
- Serie A3 maschile: Cus Cagliari
- Serie B2 femminile: San Paolo Cagliari
- Serie C Regionale Maschile: G.S. Aquila Cagliari. Volley academy Sardegna
- Serie C Regionale Femminile: Pallavolo Alfieri Cagliari

### Tennis
Il tennis club di Cagliari ha ospitato la finale di Fed Cup 2013 fra l'Italia e la Russia il 2 e 3 novembre.

### Tennistavolo
- Serie A1: Marcozzi Cagliari (tennistavolo): ha vinto 4 scudetti.

### Rugby
- Serie C: Cagliari Rugby Club

### Football americano
- Serie A2: Crusaders Cagliari

### Softball
- Serie A (Maschile): Tiger Softball Cagliari
- Serie A2 (Femminile): Cagliari Baseball softball

### Vela
- Yacht Club Cagliari
- Lega navale italiana

### Scherma
- A.S.D. Accademia d'Armi Athos
- CUS Cagliari
- Club Scherma Cagliari
- A.S.D Sporting Scherma Kalaris

### Impianti sportivi

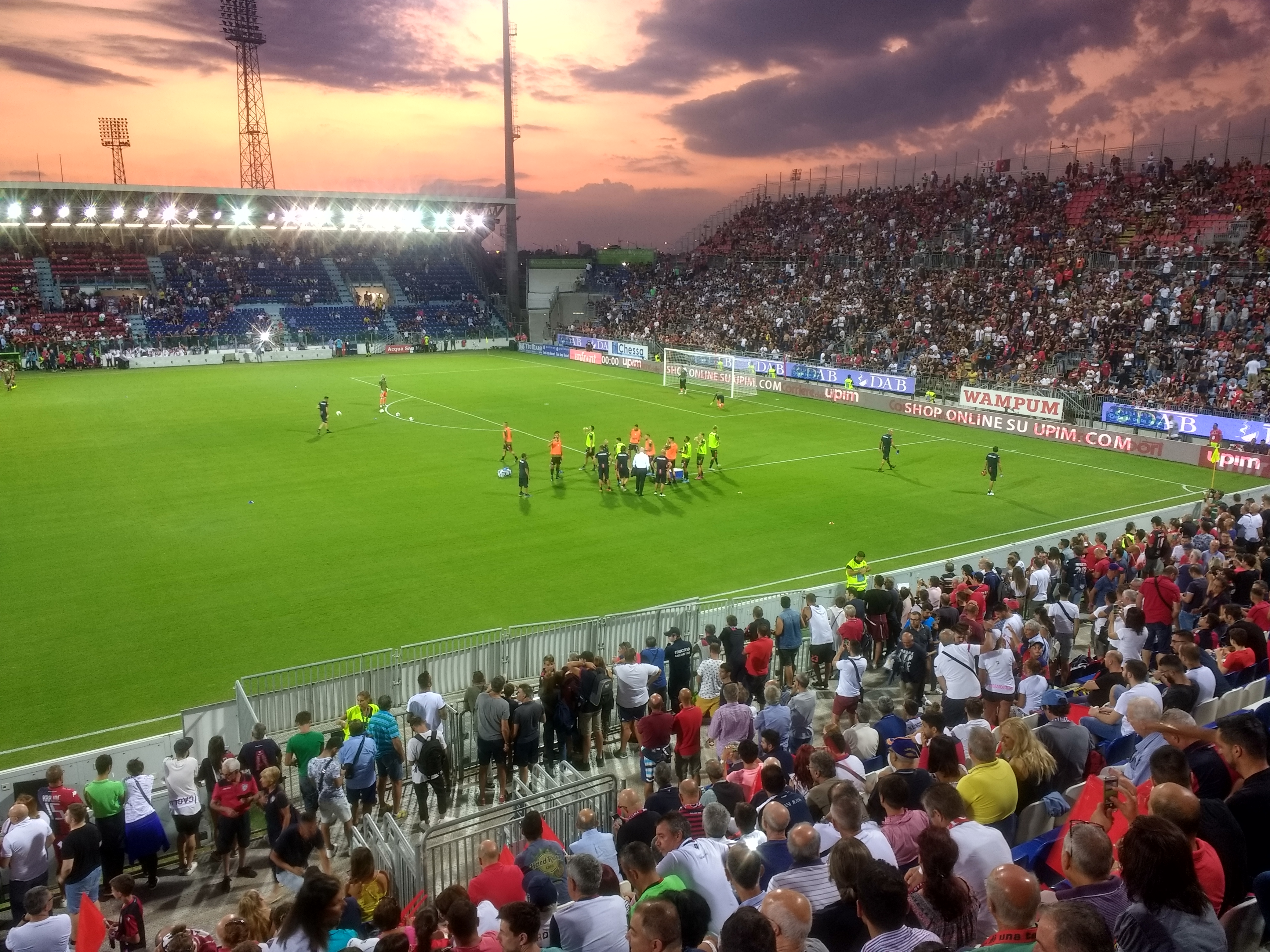
Interni dell'Unipol Domus durante la fase di riscaldamento pre-partita di Cagliari-Brescia: 0-1, valida per la 1ª giornata di Serie A 2019-2020

- Unipol Domus (fino al 2021 noto come Sardegna Arena): stadio provvisorio inaugurato nel settembre 2017, ospita le partite casalinghe del Cagliari Calcio.
- Stadio Sant'Elia (calcio): completato nell'estate del 1970 e chiuso nel 2017; durante il Campionato mondiale di calcio 1990 ha ospitato le tre partite del Gruppo F eliminatorio riguardanti l'Inghilterra, sesta testa di serie: contro l'Irlanda l'11 giugno, i Paesi Bassi il 16 e l'Egitto il 21. La Nazionale italiana ha finora disputato allo stadio Sant'Elia cinque partite: Italia-Svizzera 4-0 valevole per le qualificazioni alla fase finale dell'Europeo 1968, Italia-Spagna 1-2 il 20 febbraio 1971 (amichevole), Italia-Argentina 0-0 il 21 dicembre 1989 (amichevole), Italia-Svizzera 2-2 il 14 ottobre 1992 (prima partita di qualificazione ai Mondiali del 1994), Italia-Russia 2-0 il 9 febbraio 2005 (amichevole, ricordata per i festeggiamenti, precedenti l'incontro, a Gigi Riva - tuttora massimo goleador della Nazionale con 35 reti - che includevano l'assegnazione della cittadinanza cagliaritana onoraria e la cerimonia di ritiro della maglia n. 11 del Cagliari in onore del suo più illustre possessore).
- Stadio Amsicora, dove il Cagliari Calcio vinse lo scudetto nel 1970, poi utilizzato solo per l'hockey su prato e la ginnastica; comprende anche strutture per attività sportive amatoriali (palestra, campi di calcio a 5)
- Palazzetto dello Sport (pallavolo e pallacanestro)
- Piscina Ugo Maxia Società Sportiva RariNantes Cagliari (nuoto-pallanuoto-sincro)
- Piscina Comunale olimpionica "Giambattista Sicbaldi" loc Terramaini (nuoto-pallanuoto)
- Campo CONI (Atletica)
- Cupola geodetica dello Stadio Sant'Elia (per diversi sport)
- CUS Cagliari (per diversi sport)